# Hohenlohe (Adelsgeschlecht)

Ältestes Stammwappen derer von Hohenlohe mit ursprünglicher Helmzier

Das Haus Hohenlohe ist ein ursprünglich edel- und hochfreies fränkisches Adelsgeschlecht, das im Heiligen Römischen Reich die reichsunmittelbare Herrschaft Hohenlohe aufbaute, die 1495 zur Grafschaft erhoben wurde. Es zählt damit zum deutschen Hochadel und existiert bis heute in mehreren Linien.
Das ab 1153 von Weikersheim aus aufgebaute Herrschaftsgebiet erstreckte sich über die später nach ihm benannte Hohenloher Ebene zwischen Kocher, Jagst und Tauber. Es gelang den freien Edelherren, ihren begrenzten Besitz zu verteidigen, Burgen und Städte auf ihrem Gebiet zu gründen, zu erweitern und verschiedene Residenzen zu errichten. Trotz wiederholter Teilungen im 13. und 15. Jahrhundert sowie Gebietsschenkungen an den Deutschen Orden (1219) konnte Hohenlohe ein fast geschlossenes Territorium bilden. Die Herren von Hohenlohe wurden 1450 in den Reichsgrafenstand erhoben, ab 1744 stiegen die verschiedenen Linien nach und nach in den Reichsfürstenstand auf. Die regierenden und gemeinsam im Reichsfürstenrat vertretenen Linien verloren ihre Unabhängigkeit 1806 durch Mediatisierung infolge der Rheinbundakte an das Königreich Württemberg, die Exklave Schillingsfürst fiel an das Königreich Bayern.
Der Wahlspruch des Hauses Hohenlohe lautet „ex flammis orior“ (deutsch: Aus Flammen erhebe ich mich). Der Hausorden trägt den Namen Hausorden von der Goldenen Flamme (Fürstlich Hohenlohescher Haus- und Phönixorden).
Das große Landeswappen Baden-Württembergs mit den Stauferlöwen trägt heute als Kronaufsatz die Wappen der Regionen, aus denen sich das Land zusammensetzt, darunter den fränkischen Rechen des ehemaligen Herzogtums Ost- und Westfranken, da die baden-württembergische Region Heilbronn-Franken sich neben der Stadt und dem Landkreis Heilbronn aus den Landkreisen Main-Tauber, Schwäbisch Hall sowie dem Hohenlohekreis zusammensetzt.

Stammwappen derer von Hohenlohe

## Geschichte des Hauses Hohenlohe

### Familienname und Herkunft

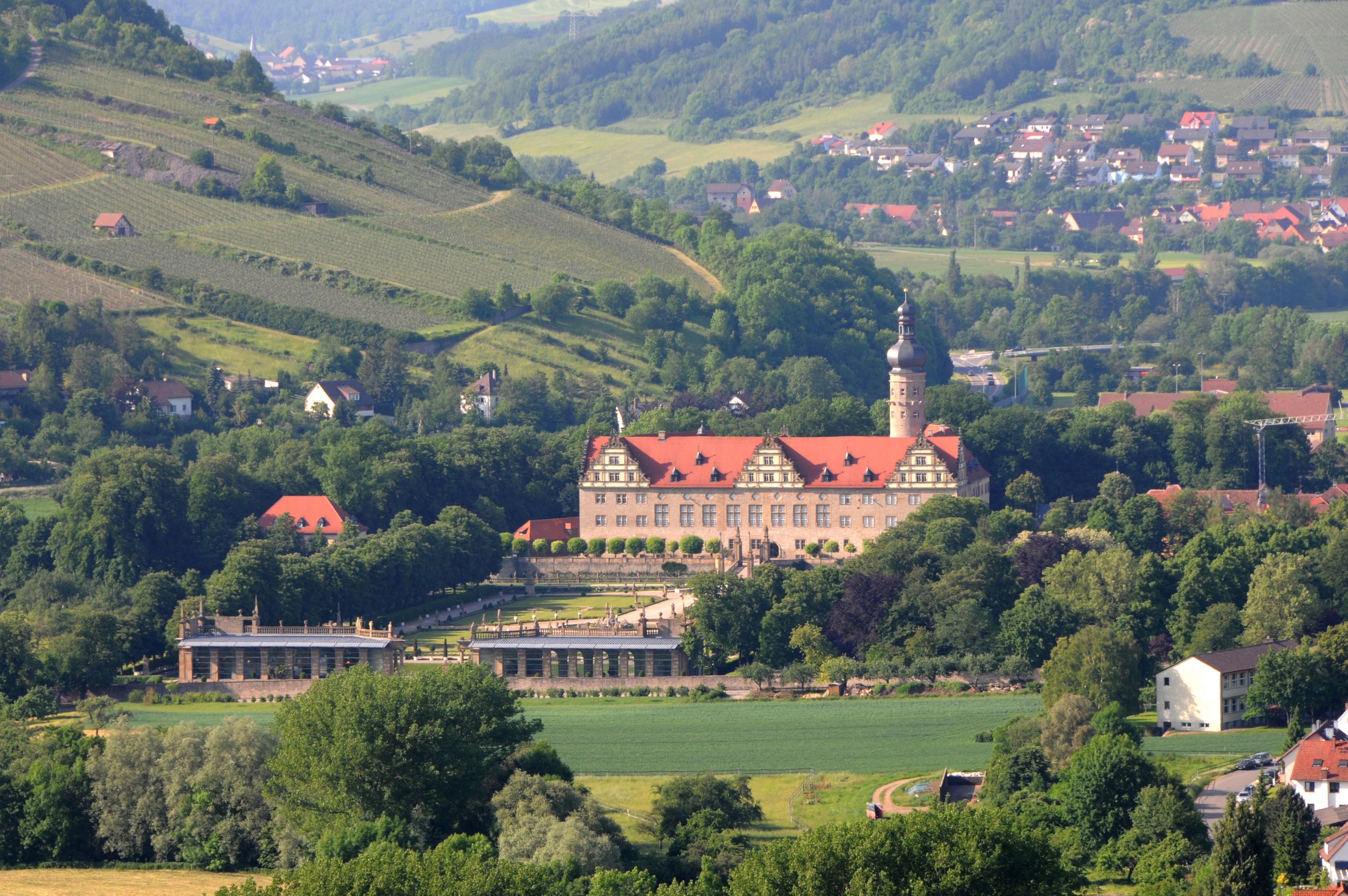
Schloss Weikersheim im Taubertal. Im Hof des Renaissanceschlosses der Bergfried der Stammburg aus der Stauferzeit.

Das Stammland des Hauses ist der frühere Taubergau und Gollachgau. 1153 wird erstmals Konrad von Weikersheim (Conradus de Wighartesheim, * um 1130; † 1183) in einer Urkunde des staufischen Kaisers Friedrich Barbarossa erwähnt. Der Ort Wighartesheim war altes Reichsgut und wurde 837 in einer Urkunde des Klosters Fulda erstmals erwähnt als Besitz des Würzburger Dienstmanns Wipert von Wichhartesheim. Dieser besaß vermutlich nur einen Hof im Ort, der im 12. Jahrhundert durch Schenkung an das Kloster Comburg kam, welches spätestens zur Zeit der Ersterwähnung Konrads im Jahr 1153 dessen Familie damit belehnt hatte. Zu dieser Zeit wurde zwischen zwei Armen der Tauber mitten im Taubertal eine Sperrburg errichtet, deren Bergfried in der heutigen Renaissanceanlage noch erhalten ist. Erst 1244 erwarben die Herren von Hohenlohe die Burg Weikersheim vom Kloster zu Eigen. Die Siedlung im Vorfeld der Burg erhielt 1313 Stadtrecht und Mauer, war zunächst Allodialgut der Herren von Hohenlohe, dann aber ab 1345 Lehen des Klosters Fulda, ab 1392 Lehen des Bistums Würzburg. Im 14. und 15. Jahrhundert war die Stadt Objekt zahlreicher Verpfändungen und befand sich erst ab 1468 in dauerndem Besitz der Hohenloher Grafen.

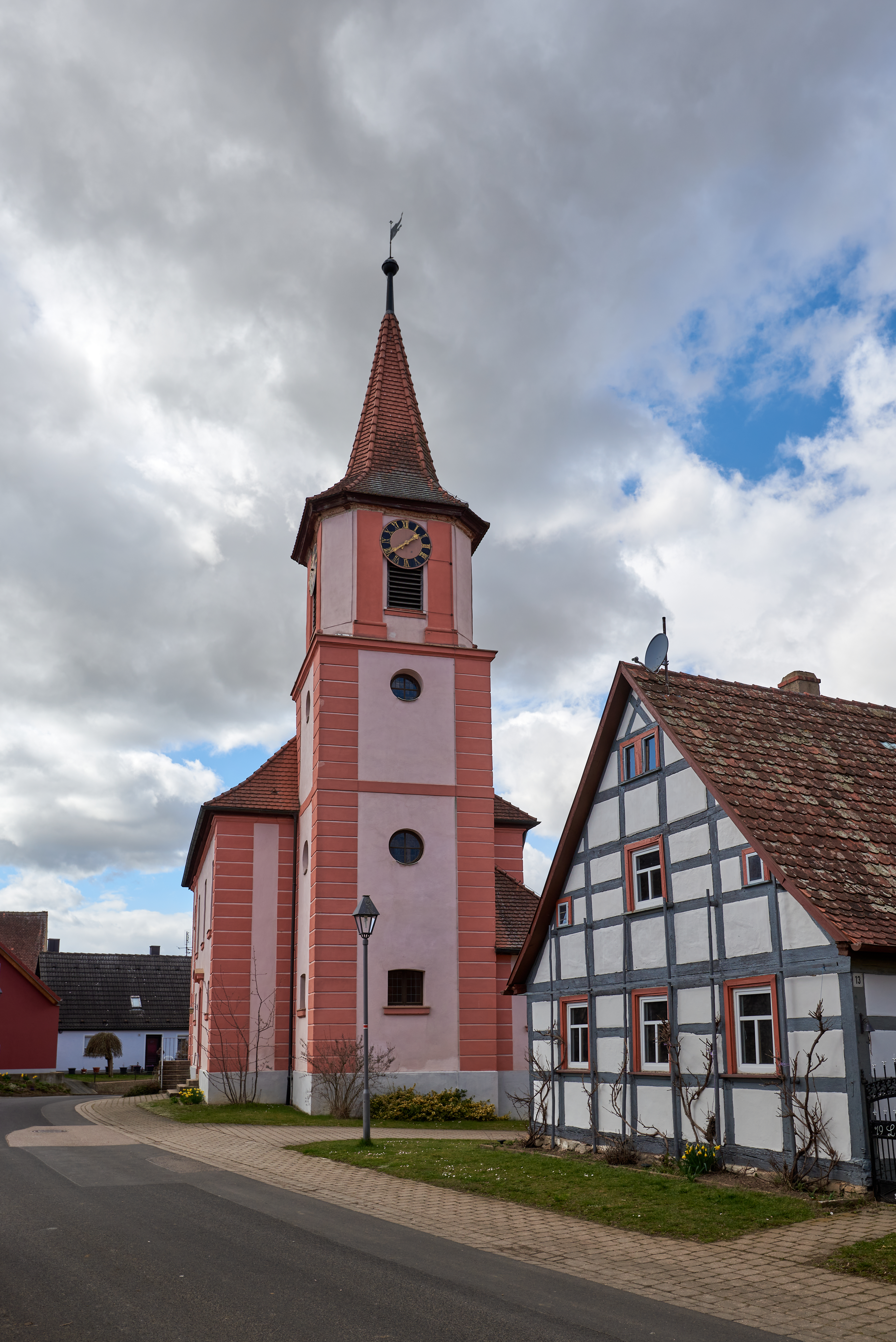
Die Burg Hohlach stand vermutlich westlich der St. Georgskirche in Hohlach.

Heinrich von Weikersheim wird 1156 bis 1182 in Urkunden erwähnt und Adelbert von Weikersheim ca. 1172 bis 1182. Letzterer benutzte 1178 als Herkunftsbezeichnung erstmals von Hohenlohe („Albertus de Hohenloch“), womit zugleich dieser Ortsname (heute Hohlach) zuerst erscheint. Sein Bruder Heinrich nannte sich ebenso ab 1182 (in der Form „Hohenlach“ oder „Holach“). Der Name bedeutet „hochgelegenes Gehölz“ (hohes Loh). Er leitet sich von der nicht mehr existierenden Burg Hohlach bei Uffenheim in Mittelfranken ab. Konrads Sohn Heinrich (* um 1150; † um 1212) wurde zum Stammvater der weiteren Generationen der Hohenlohe; dessen Bruder Adelbert, der urkundlich zwischen 1189 und 1209 erscheint, beteiligte sich am Dritten Kreuzzug unter Kaiser Friedrich Barbarossa.

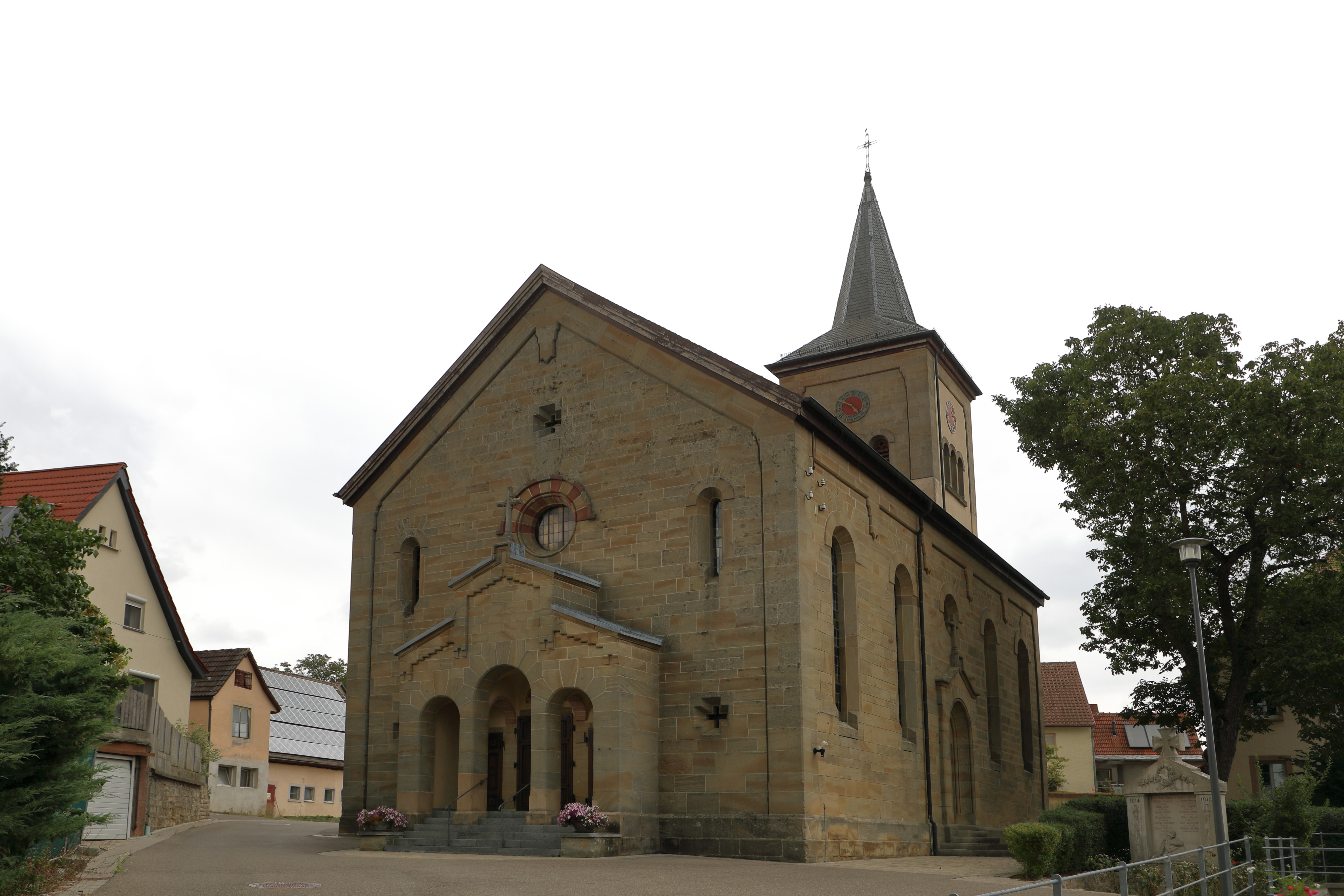
Die Burg Pfitzingen, einst neben der Kirche gelegen, war Sitz der gleichnamigen Edelherren.

Für die Zeit vor Konrad von Weikersheim, seinen Brüdern und seinem Sohn Heinrich von Hohenlohe gibt es keine gesicherten Nachweise. Es gilt als plausibel, ist aber nicht belegbar, dass die Herren von Weikersheim und späteren Herren von Hohenlohe mit den Edelherren von Pfitzingen bei Niederstetten stammesgleich sind. Die Burg Pfitzingen, 7 km südlich von Weikersheim, wurde bereits um 1100 erbaut, die Burg Weikersheim vermutlich einige Jahrzehnte später. Die nahe bei Pfitzingen gelegene Burg Haltenbergstetten wurde um 1200 von den Hohenlohe erbaut. Und sowohl die Herren von Pfitzingen als auch die Herren von Hohenlohe führten denselben Leitnamen Konrad. Der 1136/1141 bezeugte Konrad von Pfitzingen könnte also der Vater des Konrad von Weikersheim gewesen sein. Konrad von Pfitzingen soll mit einer nach 1135/1140 verstorbenen Sophia verheiratet gewesen sein, welche angeblich eine natürliche Tochter des Stauferkönigs Konrad III. mit einer vornehmen Dame Gerberga war. Deshalb rühmten sich später die Hohenlohe einer Verwandtschaft mit den Staufern, die damals nicht nur Herzöge von Schwaben, sondern auch Herzöge von Franken sowie römisch-deutsche Könige und Kaiser waren. Nach Angaben von Hansmartin Decker-Hauff sollte aufgrund der von ihm verwendeten Lorcher Quellen eine nahe Verwandtschaft des Hauses Hohenlohe zum Hause Hohenstaufen bestanden haben. Diese Angaben lassen sich jedoch in ihren Details gemäß neuerer Nachforschungen nicht zweifelsfrei belegen.
Möglicherweise kam es zum Namenswechsel Weikersheim−Hohenlohe, indem ein Mitglied des (Pfitzingen-)Weikersheimer Stammes die Erbin eines schon bestehenden Geschlechts auf Hohlach heiratete, wodurch diese Grundherrschaft an die Weikersheimer gefallen sein könnte. Auf ähnliche Weise dürfte das Erbe der Herren von Mergentheim an die Familie gefallen sein, denn 1219 schenkten die Brüder Andreas, Friedrich und Heinrich von Hohenlohe, vom Kreuzzug nach Damiette zurückgekehrt, dem Deutschen Orden Besitz und Rechte samt zweier Burgen in Mergentheim.
Bis ins 14. Jahrhundert hatten die Hohenlohe das einträgliche Geleitrecht an den Handelsstraßen um das Taubertal inne, das unter anderem von Weikersheim aus wahrgenommen wurde. Die Burg Hohlach sicherte hingegen die Straße Rothenburg−Ochsenfurt. Vermutlich wurde aber der Name Hohenlohe angenommen, weil Weikersheim ein Lehen des Klosters Comburg war, Hohlach aber ein Reichslehen, das seinen Besitzern die Reichsunmittelbarkeit gewährte. Hohlach verlor jedoch bald an Bedeutung, die Besitzungen der Familie wurden vielmehr um das etwa 20 km weiter westlich gelegene Weikersheim nach Süden hin zur Grafschaft Hohenlohe ausgebaut.

### Erste Teilung

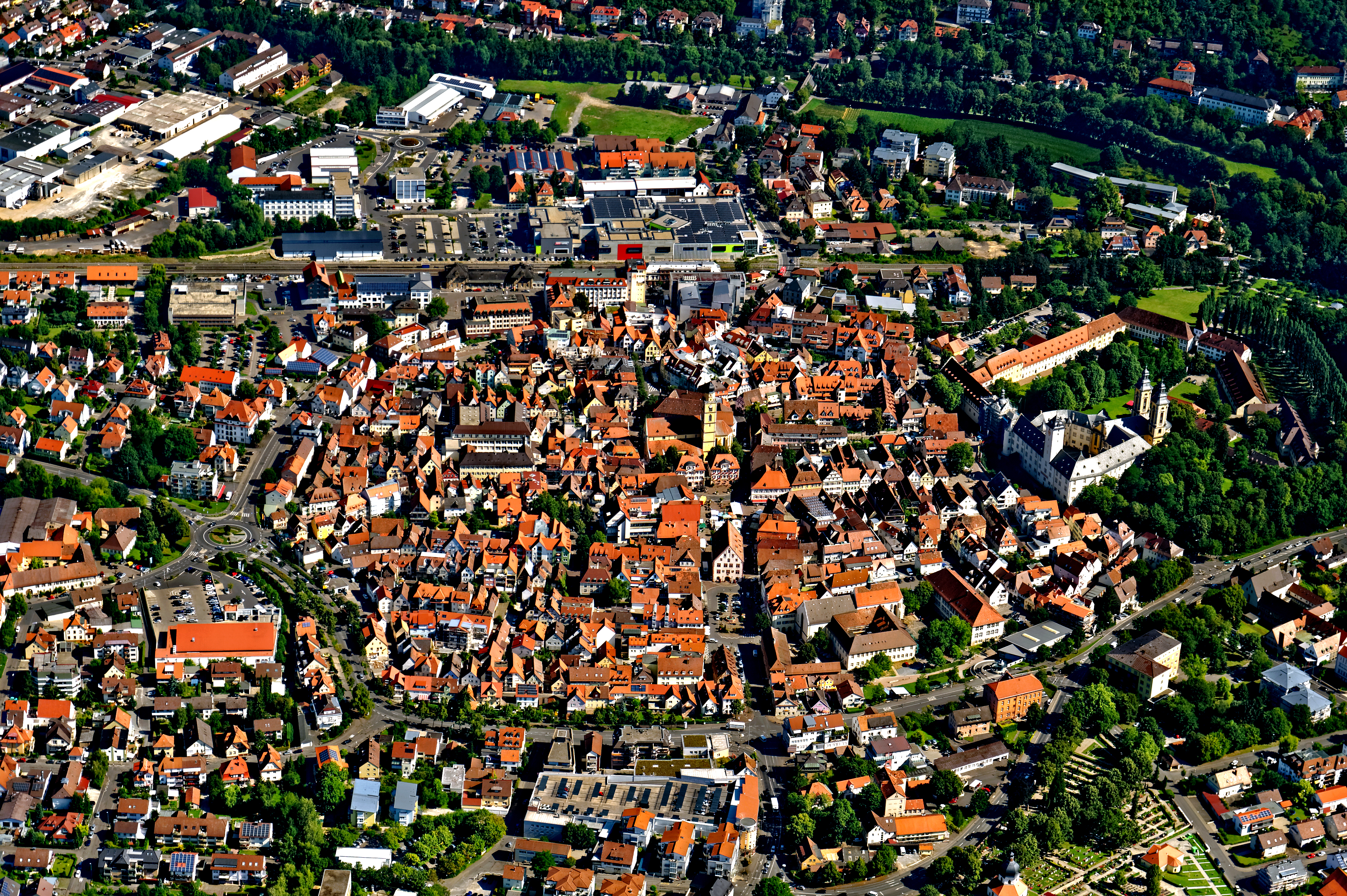
Bad Mergentheim mit dem Deutschordensschloss. Die Kommende wurde 1219 von den Hohenlohe gestiftet.

Von den drei Söhnen Konrads von Weikersheim starben Konrad und Albrecht kinderlos. Heinrich von Hohenlohe, der dritte Sohn, hatte fünf Söhne, von denen Andreas, Heinrich und Friedrich in den Deutschen Orden und damit den geistlichen Stand eintraten, wodurch dem Haus Hohenlohe bedeutende Besitzungen um Mergentheim verlorengingen, aus denen die Deutschordenskommende Mergentheim hervorging. Die beiden Söhne Gottfried und Konrad standen in der Stauferzeit an der Spitze des Hauses und waren Gefolgsleute von Kaiser Friedrich II., nachdem schon ihre Onkel Konrad und Albrecht im 12. Jahrhundert mehrmals auf Reichstagen erschienen waren und Albrecht am Dritten Kreuzzug von 1189 teilgenommen hatte. Friedrich II. belohnte die beiden Brüder für ihre Dienste mit der Verleihung von italienischen Grafschaften als Lehen. Konrad von Hohenlohe erhielt im Dezember 1229 die Grafschaft Molise in den Abruzzen im Königreich Sizilien, musste sie aber bereits 1230 im Rahmen der Lösung des Kaisers aus dem Kirchenbann durch Papst Gregor IX. wieder zurückgeben. Ab 1230 führten Konrad und Gottfried (sowohl einzeln als auch gemeinsam) den Titel Graf von Romagna (das zu Reichsitalien gehörte).

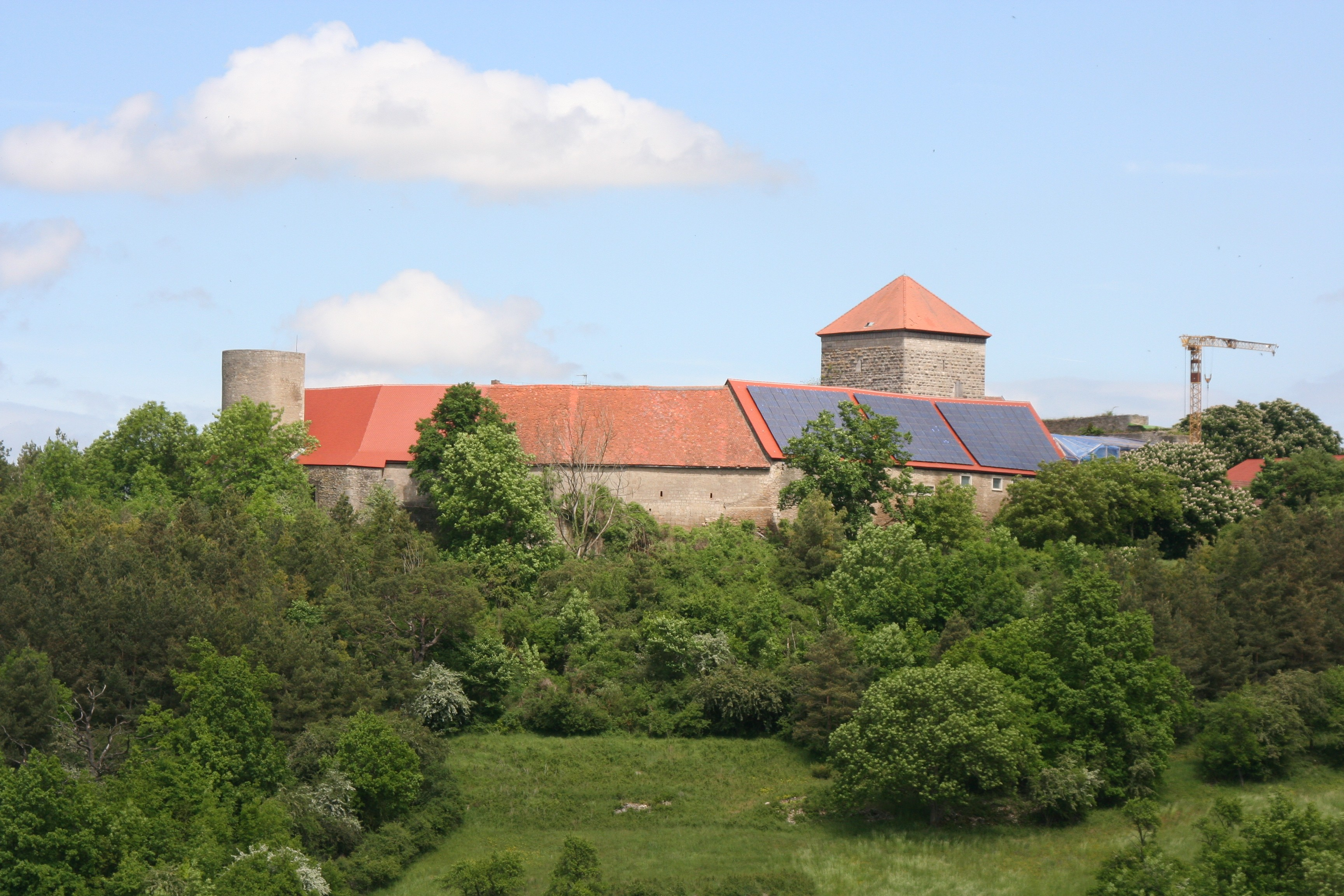
Burg Brauneck, um 1230 errichtet

Ein Familienvertrag aus dem Jahr 1230 regelte unter anderem die Abgrenzung des gemeinschaftlichen Lehensgebiets. Konrad erhielt den östlichen, heute größtenteils in Bayern liegenden Teil mit der Burg Brauneck, die er vermutlich um diese Zeit erbauen ließ und die etwa auf halbem Weg zwischen Weikersheim und Hohlach liegt. Die Herrschaften Brauneck und Hohlach wurden von Ministerialen, den Herren von Enheim, verwaltet. Konrads Familienzweig erwarb um 1300 die Burg Jagstberg und starb in männlicher Linie 1390 aus; die Besitzungen der Braunecker Linie gingen dem Haus Hohenlohe verloren. Gottfried erhielt den westlichen Teil mit Weikersheim.

### Gebietserweiterungen

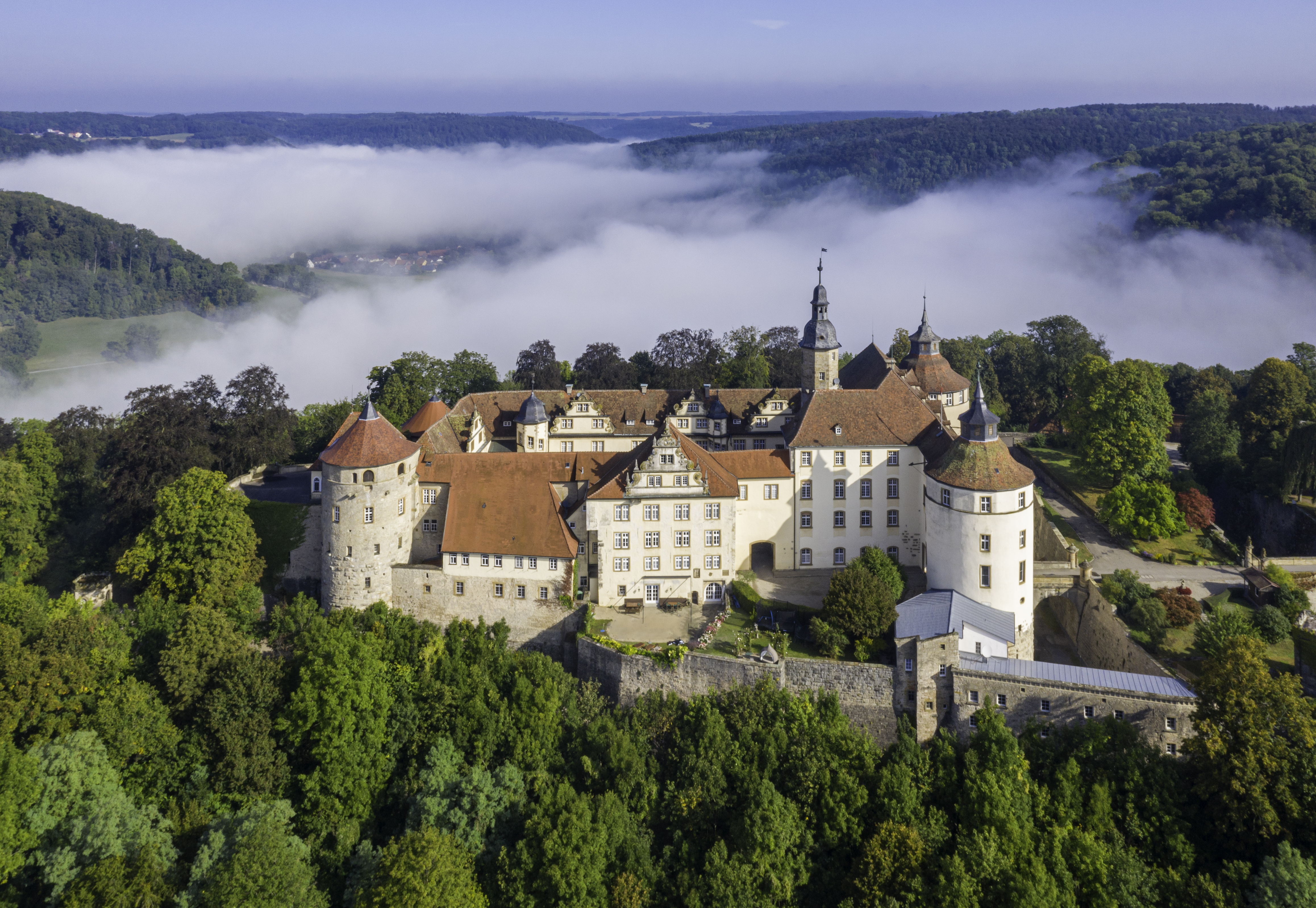
Schloss Langenburg über dem Jagsttal

Gottfried bekam darüber hinaus von Kaiser Friedrich II. als würzburgisches Lehen die Herrschaft Langenburg, deren Herren in den Deutschen Orden eingetreten waren und verwandtschaftliche Beziehungen zu den Hohenlohe hatten. Gottfried wurde Erzieher und Berater des Sohnes des Kaisers, König Konrad IV. Dieser überlebte 1250 in Regensburg angeblich ein Mordkomplott, dessen Drahtzieher der Bischof von Regensburg gewesen sein soll. König Konrad übertrug Gottfried als Dank für seine Hilfe regensburgische Lehen. Hierzu zählten auch die Vogtei über das 1037 gegründete Chorherrenstift Öhringen sowie etliche Grundherrschaften um Neuenstein und Waldenburg. Während Schloss Neuenstein schon zuvor bestand, ist dies für Schloss Waldenburg zwar anzunehmen, aber nicht gesichert, denn es wird erst 1253 urkundlich erstmals erwähnt. Auch Schillingsfürst war bereits 1262 im Besitz der Hohenlohe, das Schloss Schillingsfürst wurde 1316, 1525 und 1632 jeweils zerstört und wieder aufgebaut, zuletzt ab 1660 als dreiflügeliges Barockschloss.
Gottfrieds Sohn, Kraft I. von Hohenlohe, erweiterte sein Herrschaftsgebiet durch zahlreiche Aufkäufe von Besitzungen des niederen Adels, darunter die Burg Lichteneck mit dem Ort Ingelfingen. Auch sein Sohn Kraft II. († 1344) nahm zahlreiche Gebietsvergrößerungen vor, vor allem im Bereich des mittleren Kochers und der Jagst. 1440–1455 kauften die Grafen von Hohenlohe nach und nach die Anteile an der Ganerbenburg in Bartenstein auf und bildeten daraus die Herrschaft Bartenstein, die von einem hohenlohischen Amtmann verwaltet wurde. Erst als im 18. Jahrhundert ein eigener Zweig dort Residenz nahm, wurde Schloss Bartenstein von einer baufälligen Burg zu einem dreiflügeligen Barockschloss erweitert.
In der Folge dieser Gebietsvergrößerungen kam es zu einer hohenlohischen Territorialherrschaft, die über die alte Form der adligen Herrschaft mit Grundherrschaft und Gerichtshoheit hinausreichte. Geldeinnahmen hatten die Herren von Hohenlohe durch Zölle und Geleitrechte, sie hielten das Münzrecht an der Münze in Öhringen, das Schutzrecht über die Juden und zahlreiche Marktrechte in hohenlohischen Ortschaften. Als Vögte waren die Hohenlohe zuerst in Öhringen und im Kochergau, später für alle Besitzungen, Inhaber der Gerichtshoheit. Auch die Schultheißen unterstanden ihnen. Der römisch-deutsche König und spätere Kaiser Sigismund verlieh 1418 die unumschränkte Gerichtshoheit für das gesamte Territorium an Albrecht von Hohenlohe. Die Hohenlohe konnten nun nur vom Kaiser oder einem kaiserlichen Gericht belangt werden, ihre Untertanen und Diener hingegen nur von einem hohenlohischen Gericht. Somit befanden sich alle wesentlichen Herrschaftsrechte in den Händen der Hohenlohe, so dass von einer Landesherrschaft gesprochen werden kann. Die erbliche Reichsgrafenwürde hatten die Hohenlohe am Ende des hohen Mittelalters allerdings nicht erlangt, sie waren abgesehen von den Brüdern Gottfried I. und Konrad I. als Grafen zu Romagnola (Grafschaft Romagna, dem nordöstlichsten Teil des späteren Kirchenstaates), letzterer auch als Graf von Molise, nur nobilis vir und nicht comes.

### Reichsgrafenstand
Am 13. Mai 1450 wurde Kraft V. vom späteren Kaiser Friedrich III. in den Reichsgrafenstand erhoben. Dieser bezog sich jedoch auf die beiden Grafschaften Ziegenhain und Nidda, deren letzter Inhaber Johann II., Graf von Ziegenhain und Nidda, 1450 ohne männliche Erben gestorben war. Dies führte zu einer langen und erbitterten Auseinandersetzung zwischen zwei potentiellen Rechtsnachfolgern, dem Landgrafen Ludwig I. von Hessen, der die Grafschaft als hessisches Lehen für heimgefallen betrachtete, und dem Haus Hohenlohe, das Erbansprüche geltend machte, weil eine Enkelin des Grafen Gottfried VIII., Elisabeth von Hanau (ihre Mutter, Elisabeth von Ziegenhain, war mit Graf Ulrich V. von Hanau verheiratet), mit Albrecht I. von Hohenlohe-Weikersheim verheiratet war. Ludwig I. von Hessen ignorierte die Belehnung durch Kaiser Friedrich III. und besetzte die Grafschaft militärisch. Der Erbstreit dauerte 45 Jahre bis 1495, führte zu kriegerischen und rechtlichen Auseinandersetzungen, und endete erst beim Reichstag zu Worms durch eine Schlichtung des römisch-deutschen Königs Maximilian I. Die beiden Grafschaften blieben bei Hessen, doch Landgraf Wilhelm II. musste die Hohenloher Ansprüche mit einer Zahlung von 9000 Gulden abfinden und die Herren von Hohenlohe durften den Grafentitel behalten, der nunmehr auf ihr Stammland als Grafschaft bezogen wurde. Das Jahr 1495 ist somit die Geburtsstunde der Grafschaft Hohenlohe.

### Reformation
Während der Reformation wurde das Haus Hohenlohe protestantisch, Graf Georg I. soll auf seinem Sterbebett 1551 das Abendmahl nach protestantischem Brauch erhalten haben. Seine Söhne ordneten mit der Kirchenordnung von 1553 die Augsburger Konfession (Confessio Augustana) für alle Pfarrer und Prediger der Grafschaft an, wie es der Augsburger Religionsfrieden mit der Einführung des Prinzips cuius regio, eius religio ermöglicht hatte. 1556 wurde die Reformation in Hohenlohe vollendet. Das Kloster Goldbach wurde säkularisiert und abgerissen. Das Kloster Gnadental wurde in der Hauptlandteilung von 1555 zwischen beiden Linien aufgeteilt.
Auch das Chorherrenstift Öhringen wurde reformiert. Die Vogteirechte der Hohenlohe über das Stift waren nach deren Übertragung durch König Konrad IV. 1250 von den Regensburger Bischöfen zwar zunächst nicht anerkannt worden, doch ab 1366 hatten sie die Hohenlohe regelmäßig mit den regensburgischen Besitzungen und Rechten daran belehnt. Nach der Reformation wurde das Stift zwar nicht sofort aufgelöst, doch die Verwaltung der Ländereien wurde durch die Grafschaft übernommen, wobei beide Linien diese gemeinschaftlich wahrnahmen. 1677 wurden die Stiftsgebäude zur Residenz eines Zweiges der Hohenlohe-Neuenstein, wofür das Kloster zum Schloss umgebaut wurde.

### Hauptlandteilung
Zur Hauptlandteilung des Hauses kam es 1555, als die beiden Halbbrüder Ludwig Casimir und Eberhard sich auf eine Aufteilung des Stammlandes einigten, woraus die beiden Hauptlinien Neuenstein und Waldenburg entstanden. Ludwig Casimir erhielt die Ämter und Schlösser Neuenstein, Langenburg, Weikersheim und Ingelfingen und erwarb zudem Kirchberg. Eberhard erhielt die Ämter Waldenburg, Schillingsfürst, Bartenstein, Adolzfurt, Kupferzell, Mainhardt, Pfedelbach und Sindringen.
Die Linien wurden nach den Hauptwohnsitzen der beiden Brüder benannt. Nicht von dieser Landteilung betroffen war Öhringen, das im gemeinschaftlichen Besitz beider Linien blieb, bis es schließlich von der Neuensteiner Linie übernommen wurde. In der Folge teilten sich die beiden Linien in mehrere Zweige auf, die bis zur Mediatisierung 1806 ihre jeweiligen Teilterritorien der Grafschaft Hohenlohe eigenständig regierten. Die Grafschaft als solche blieb jedoch ein einheitliches Reichslehen, dessen innere Aufteilung der Familie überlassen blieb. Eine ideelle Verbindung zwischen den Einzelterritorien blieb jedoch stets erhalten. So verlieh der Kaiser die Reichslehen dem jeweiligen Senior der regierenden Grafen für die ganze Familie. Der Lehnsverband bewirkte auch, dass bei Aussterben eines Zweiges im Mannesstamm die Territorien nicht über weibliche Linien in andere Familien vererbt werden konnten, sondern an die nächstverwandten Zweige der Hohenlohe fiel.
Ludwig Casimir, der das Schloss Neuenstein im Renaissancestil umgestalten ließ, erwarb 1562 auch das Schloss Kirchberg mit zugehöriger Grundherrschaft. Die Söhne Ludwig Casimirs teilten dessen zahlreiche Besitzungen unter sich auf, wodurch diverse Zweige entstanden. So wurde auch Ingelfingen, das bereits seit dem 15. Jahrhundert im Besitz der Hohenlohe war, zum Sitz eines eigenen Zweiges. Graf Eberhard von Hohenlohe-Waldenburg ließ 1568–72 das Schloss Pfedelbach auf den Mauern einer älteren Ministerialenburg als Wintersitz erbauen, da das Klima in Pfedelbach milder war als oben in Waldenburg. Graf Johann Ludwig von Hohenlohe-Langenburg-Gleichen ließ 1679 das Schloss Bartenau in Künzelsau erbauen.

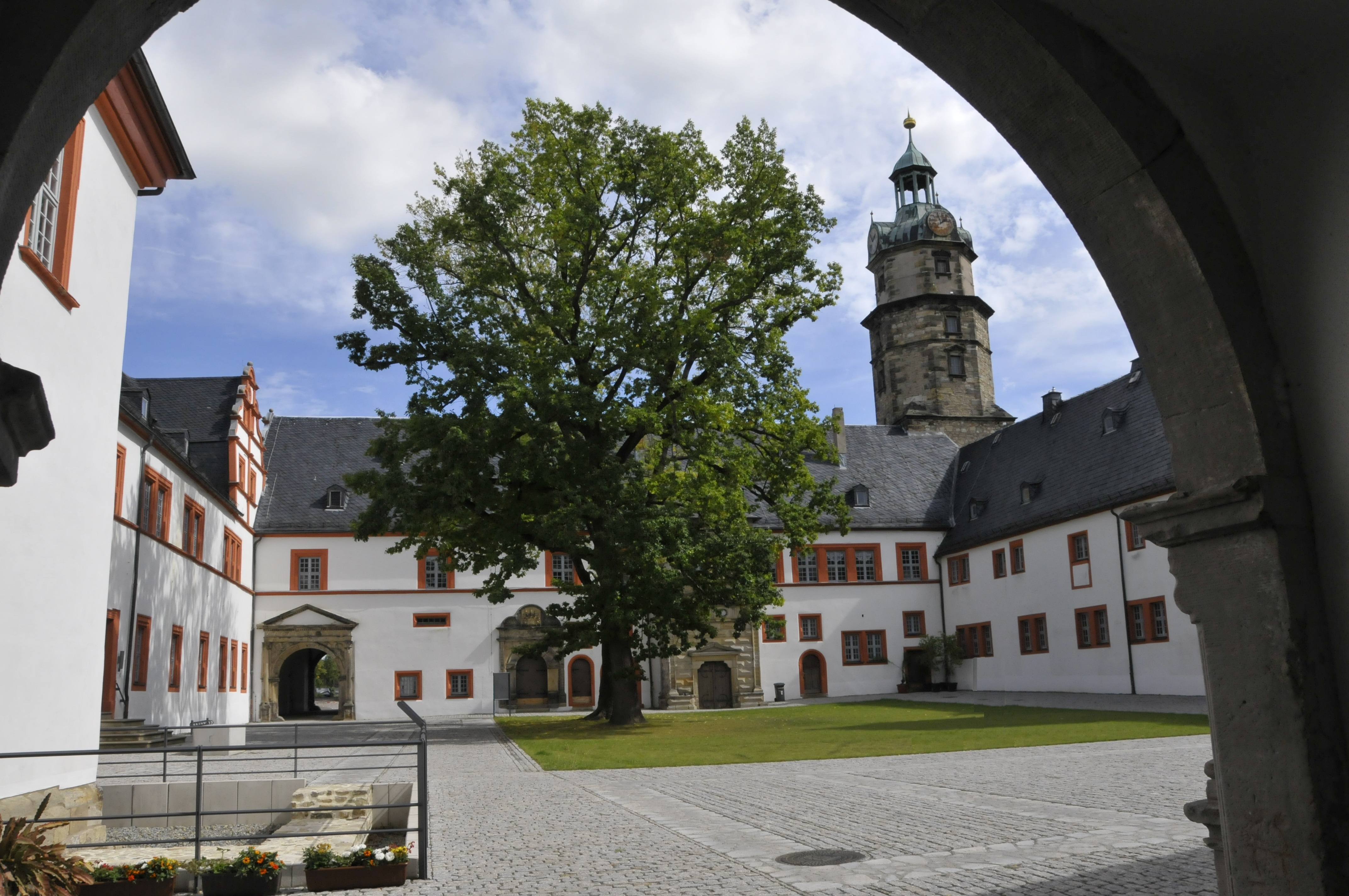
Schloss Ehrenstein in Ohrdruf, Grafschaft Gleichen (Thüringen)

Nach dem Aussterben der thüringischen Grafen von Gleichen im Jahr 1631 erhielten die Grafen von Hohenlohe-Langenburg die Grafschaft Obergleichen mit Sitz auf Schloss Ehrenstein in Ohrdruf aufgrund eines Erbvertrages als Lehen der Herzöge von Sachsen-Weimar. 1663 teilten sie die Grafschaft unter den Zweigen Hohenlohe-Langenburg und Hohenlohe-Neuenstein auf. Noch bis 1848 unterhielten die beiden Zweige in Ohrdruf eine Kanzlei und ein Konsistorium. Die jeweiligen Grafen bzw. Fürsten der Langenburger und der Neuensteiner Linie führ(t)en den Nebentitel Graf von Gleichen.
Im Dreißigjährigen Krieg blieben die Gebiete der Grafschaft Hohenlohe zunächst weitgehend verschont. später jedoch, nach der Parteinahme des Grafen von Hohenlohe-Weikersheim für König Gustav II. Adolf von Schweden wurde die Herrschaft Weikersheim eingezogen.
Erst nach dem Westfälischen Frieden 1648 wurde das Haus Hohenlohe wieder in seine alten Rechte eingesetzt. und erhielt die eingezogenen Herrschaften, die zwischenzeitlich dem Deutschen Orden als Lehen übertragen worden waren, in vollem Umfang zurück. Der Westfälische Friede bestätigte den Reichsständen und damit auch den Reichsgrafen von Hohenlohe ihre alten Rechte und die hohe Landesobrigkeit, so dass die Hohenloher Reichsgrafen wie souveräne Herrscher regieren konnten und auch auf dem Immerwährenden Reichstag in Regensburg mit Sitz und Stimme im Reichsfürstenrat vertreten waren. Als ihr Gesandter am Reichstag in Regensburg fungierte der kurfürstlich-pfalzgräfliche Hof- und Gerichtsrat Johannes Joachim Persius von Lonstorf. Er vertrat nach 164 kurzzeitig auch die Kurpfalz am Kaiserhof in Wien mit der Vollmacht, sein Votum nicht nur für die Hohenlohe, sondern auch im kurfürstlichen Kollegium für die Pfälzer Wittelsbacher zu führen.

### Konfessionelle Entzweiung der beiden Hauptlinien
Zu einer Entzweiung der beiden Hauptlinien Neuenstein und Waldenburg kam es im Oktober 1667, als die beiden Söhne von Georg Friedrich II. von Hohenlohe-Waldenburg-Schillingsfürst, die Grafen Christian (Stammvater der Linie Bartenstein) und Ludwig Gustav (Stammvater der Linie Schillingsfürst) zur römisch-katholischen Kirche konvertierten. Beide hatten katholische Ehefrauen geheiratet, die Schwestern Lucia und Maria Eleonore, geborene Gräfinnen von Hatzfeld, Nichten des würzburgisch-bambergischen Fürstbischofs Franz von Hatzfeld sowie des im Dreißigjährigen Krieg einflussreichen kaiserlichen Generalfeldmarschalls Melchior von Hatzfeldt, der – wie die Hohenlohe-Neuenstein – einen Teil der Grafschaft Gleichen zu Lehen erhalten hatte.
Mit dem Aussterben der evangelischen Zweige Hohenlohe-Waldenburg-Waldenburg 1679 und Hohenlohe-Waldenburg-Pfedelbach 1728 fiel der gesamte Besitz der Hauptlinie Waldenburg an die katholischen Zweige in Bartenstein und Schillingsfürst. Von den heute noch existierenden Zweigen sind die Häuser der Neuensteiner Linie (Langenburg – mit Ausnahme des böhmischen Seitenzweigs – und Öhringen-Neuenstein) evangelisch, während die Häuser der Waldenburger Linie (Waldenburg, Schillingsfürst und Bartenstein/Jagstberg) katholisch sind.

### Reichsfürstenstand
Auch die Bemühungen um die Erhebung in den Reichsfürstenstand trugen zur Entzweiung der beiden Linien bei. Am 21. Mai 1744 erhob Kaiser Karl VII. Reichsgraf Philipp Ernst von Hohenlohe-Waldenburg-Schillingsfürst und Reichsgraf Karl Philipp von Hohenlohe-Waldenburg-Bartenstein und ihre Nachkommen zu Reichsfürsten. Ihre Landesteile wurden erst am 14. August 1757 durch Kaiser Franz I. zum Reichsfürstentum erhoben. Durch die Erhebung der katholischen Waldenburger Linie zu Fürsten kam es zum Streit um den Vorrang im Gesamthaus. Erst am 7. Januar 1764 wurde auch die ältere Neuensteiner Linie durch Kaiser Franz in den Reichsfürstenstand erhoben. Die Konflikte um den Vorrang im Gesamthaus dauerten dennoch an. Erst im Rahmen der Öhringer Konvention vom 12. Juni 1782, mit der Ludwig Friedrich Karl Fürst zu Hohenlohe-Neuenstein den Anteil der waldenburgischen Hauptlinie an Öhringen erwarb, einigten sich die Fürsten darauf, dass die Rangfolge im Gesamthaus durch das Alter der jeweils regierenden Fürsten aller Linien bestimmt werden sollte.

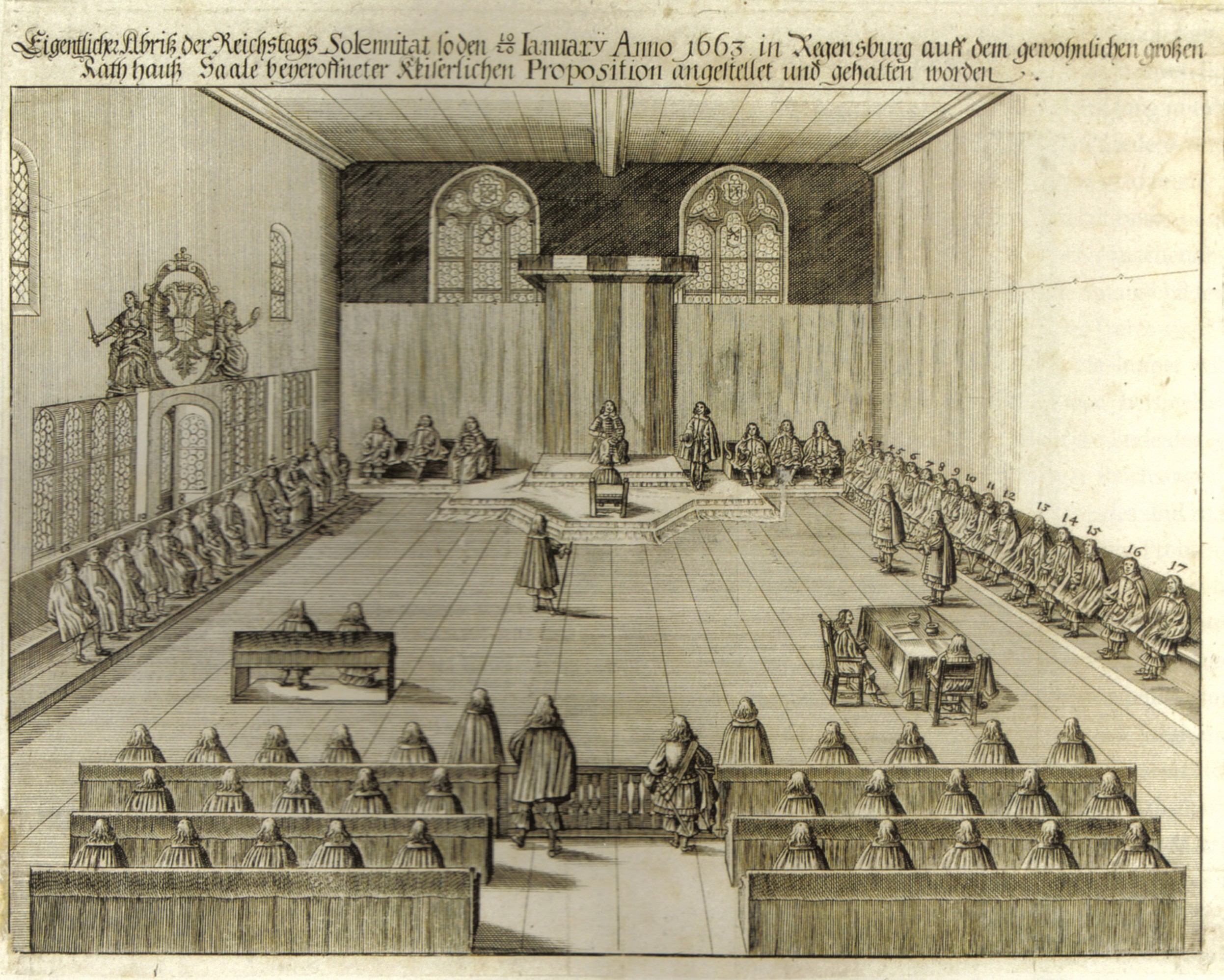
Sitzung des Immerwährenden Reichstags in Regensburg (1663)

Die Grafen zu Hohenlohe gehörten dem Fränkischen Reichsgrafenkollegium an, das sich im 16. und 17. Jahrhundert gebildet hatte, um gemeinsam Einfluss auf der Grafenbank bei den Reichstagen bzw. ab 1663 beim Immerwährenden Reichstag in Regensburg zu gewinnen. Die Gruppe hatte eine gemeinsame Kuriatstimme, über deren Ausübung die Mitglieder mehrheitlich entschieden. Der Stimmanteil für die Linie Hohenlohe-Neuenstein wurde durch die Zweige Öhringen, Langenburg, Ingelfingen und Kirchberg gemeinsam ausgeübt. Die Mitgliedschaft des Zweiges Hohenlohe-Schillingsfürst bzw. ihre Mitberechtigung an der Stimme war im Grafenkollegium streitig. Der Zweig Hohenlohe-Bartenstein war ab 1690 als Miterbe der Schenken von Limpurg-Gaildorf an der Stimme der Limpurger Erbengruppe beteiligt. Aus diesem Erbe kam auch das Schloss Untergröningen an die Bartensteiner.
Der Reichsdeputationshauptschluss vom 25. Februar 1803 löste die Grafenbank teilweise auf, indem er einigen Hohenloher Fürsten eigene Virilstimmen gewährte, wodurch sie auf die einflussreichere Fürstenbank wechselten:
- Der Fürst zu Hohenlohe-Waldenburg-Bartenstein, bislang beteiligt an der Limpurger Stimme, erhielt eine eigene Virilstimme und schied damit aus dem Fränkischen Reichsgrafenkollegium aus. Als Entschädigung für die im Frieden von Lunéville 1801 an Frankreich gefallene Herrschaft Oberbronn erhielt Hohenlohe-Bartenstein Teile des säkularisierten Hochstifts Würzburg, nämlich die Ämter Jagstberg, Haltenbergstetten, Laudenbach und Braunsbach, das ganze Dorf Münster und einen Anteil von Neunkirchen. Mit diesen Kompensationsgewinnen wurde die Sekundogenitur Hohenlohe-Jagstberg ausgestattet, die ihren Sitz im Schloss Haltenbergstetten nahm.
- Der Fürst zu Hohenlohe-Waldenburg-Schillingsfürst erhielt eine eigene Virilstimme und schied damit aus dem Fränkischen Reichsgrafenkollegium aus.
- Der Fürst zu Hohenlohe-Neuenstein erhielt eine eigene Virilstimme und schied damit ebenfalls aus. 1805 starb die fürstliche Linie zu Öhringen aus und wurde von der Linie zu Ingelfingen beerbt. Für ihren Verzicht auf ihren Anteil am früher mit dem Hochstift Würzburg gemeinschaftlichen Dorf Münster erhielt die Neuensteiner Linie aus würzburgischem Besitz Amrichshausen und den ehemaligen geistlichen Besitz in Künzelsau. Hier hatten Kurmainz, Würzburg, die Herren von Stetten, die Reichsstadt Hall und das Stift Comburg mit den Hohenlohe als Ganerben gemeinsam Herrschaftsrechte wahrgenommen.

### Mediatisierung: Ende der hohenlohischen Landesherrschaft
Mit der Rheinbundakte wurden 1806 die Fürstentümer vom Königreich Württemberg mediatisiert, die Exklave Schillingsfürst fiel an das Königreich Bayern. Danach zählten die Fürsten zu Hohenlohe zu den Standesherren im Deutschen Bund sowie anschließend im Deutschen Kaiserreich bis zur Novemberrevolution von 1918. Die jeweiligen Linienoberhäupter waren erbliche Mitglieder der Ersten Kammer der Württembergischen Landstände, die Schillingsfürster der Bayerischen Landstände.

### Schlösser in Hohenlohe
Zu den Residenzen in der Grafschaft und in den späteren Fürstentümern zählen die folgenden Schlösser. Die mit * gekennzeichneten befinden sich bis heute im Besitz von Linien des Hauses Hohenlohe.

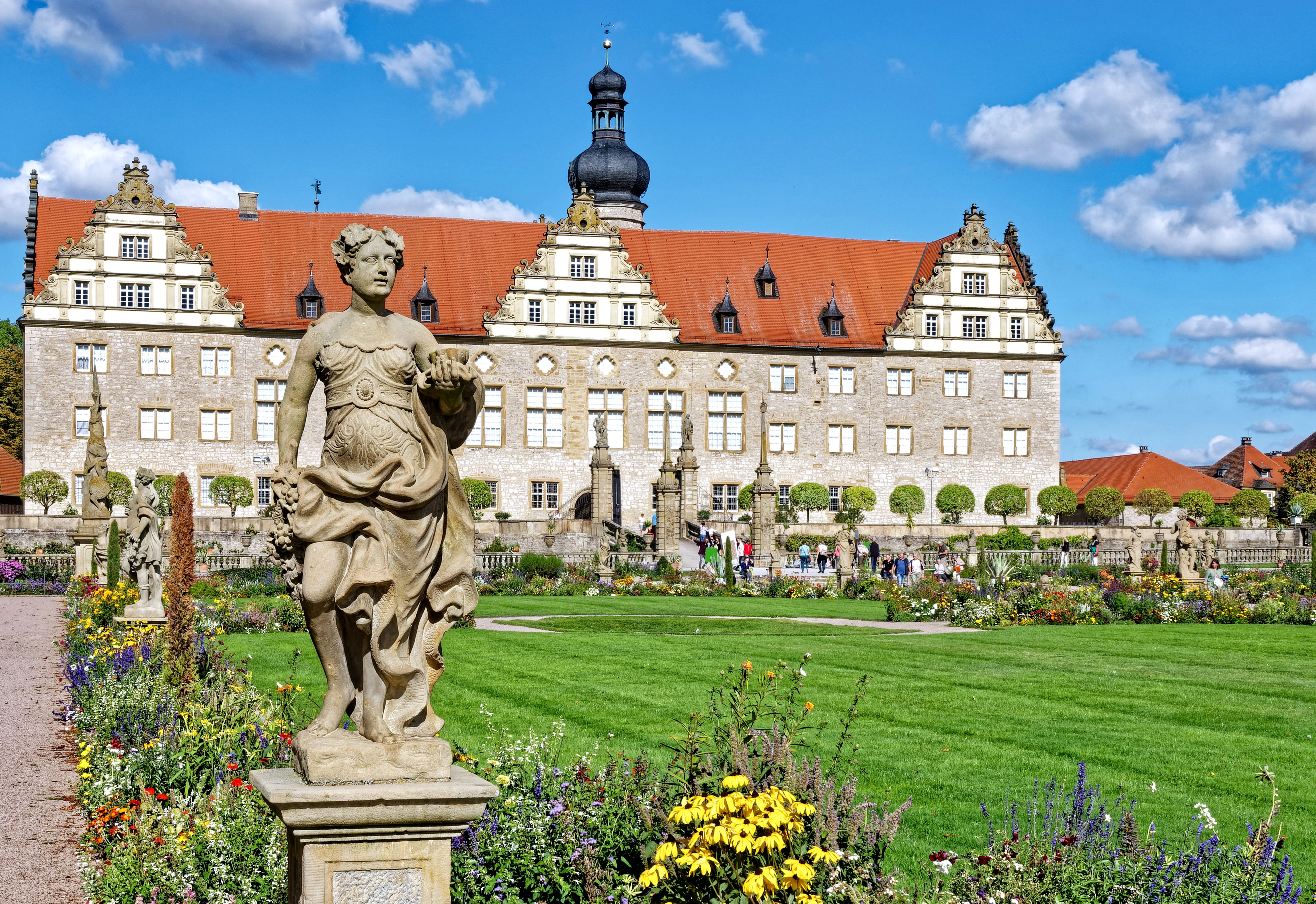
Schloss Weikersheim
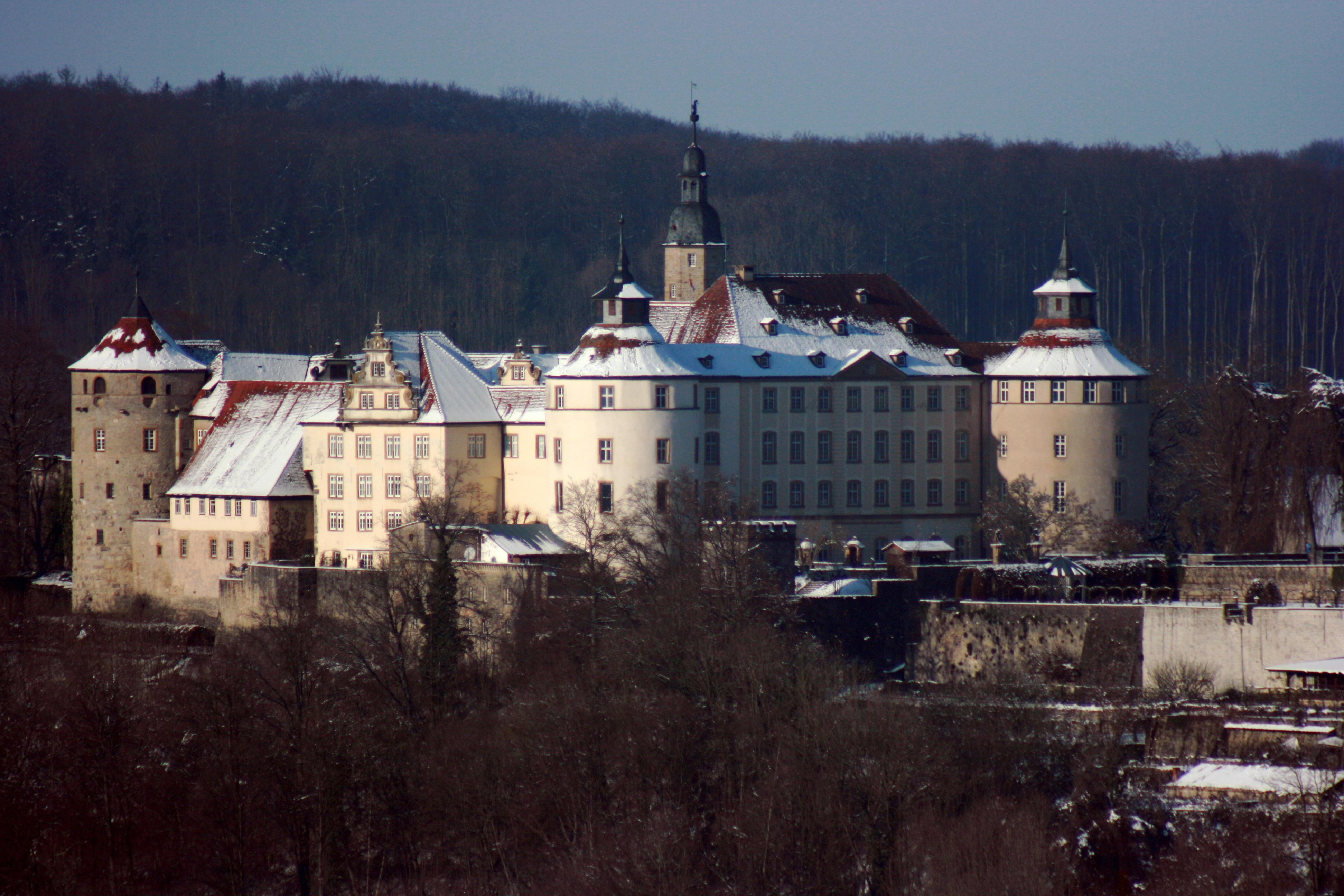
Schloss Langenburg*
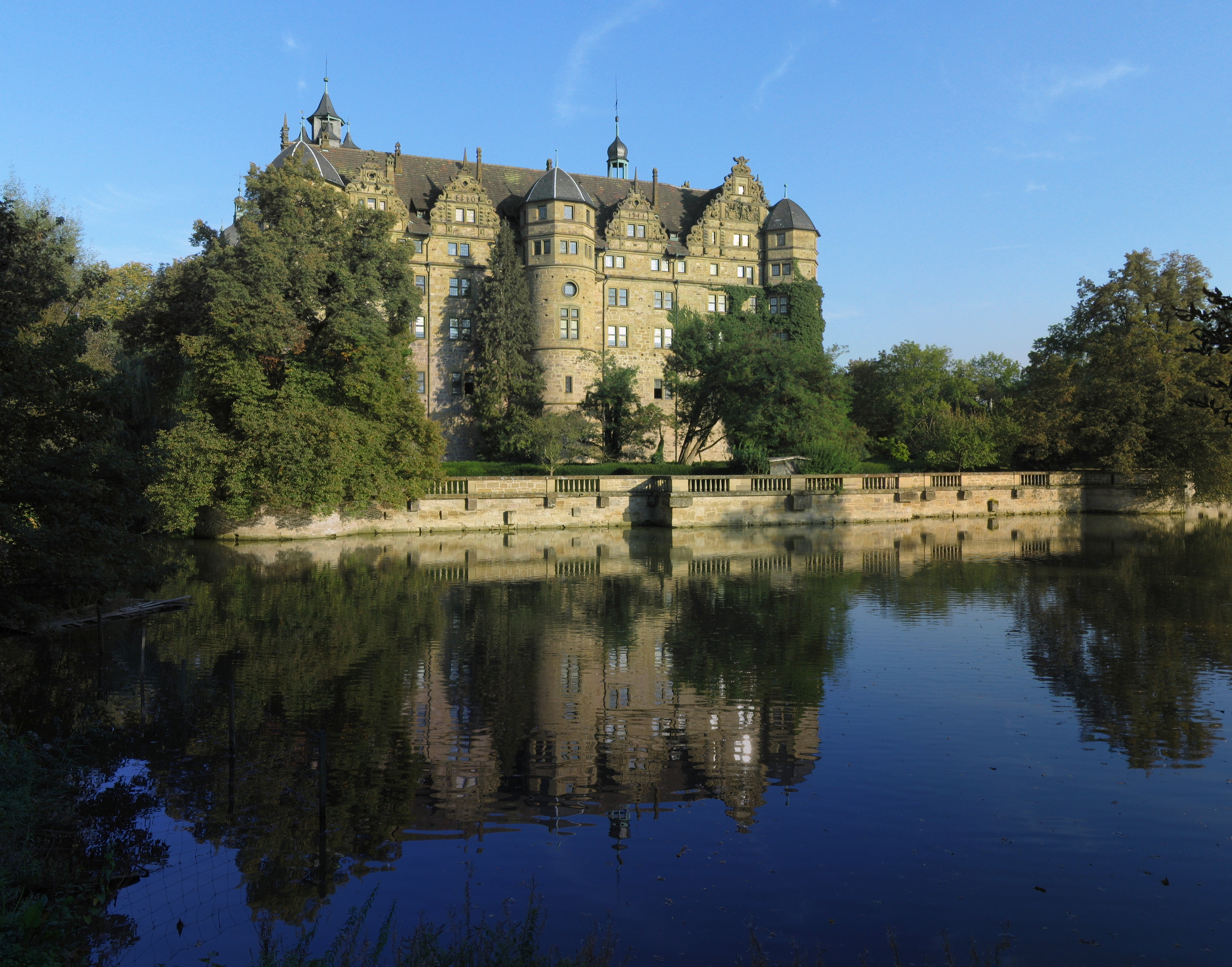
Schloss Neuenstein*
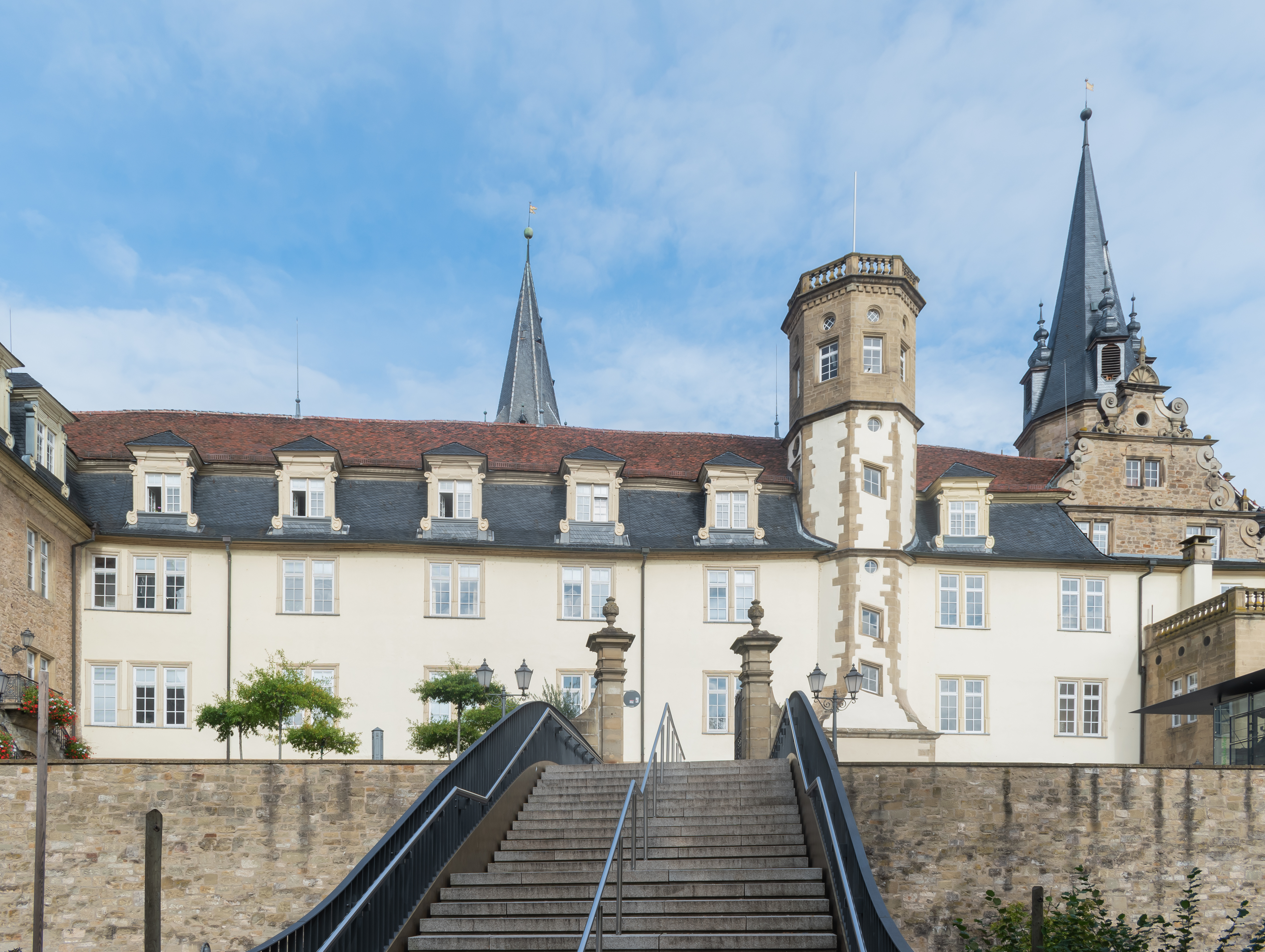
Schloss Öhringen
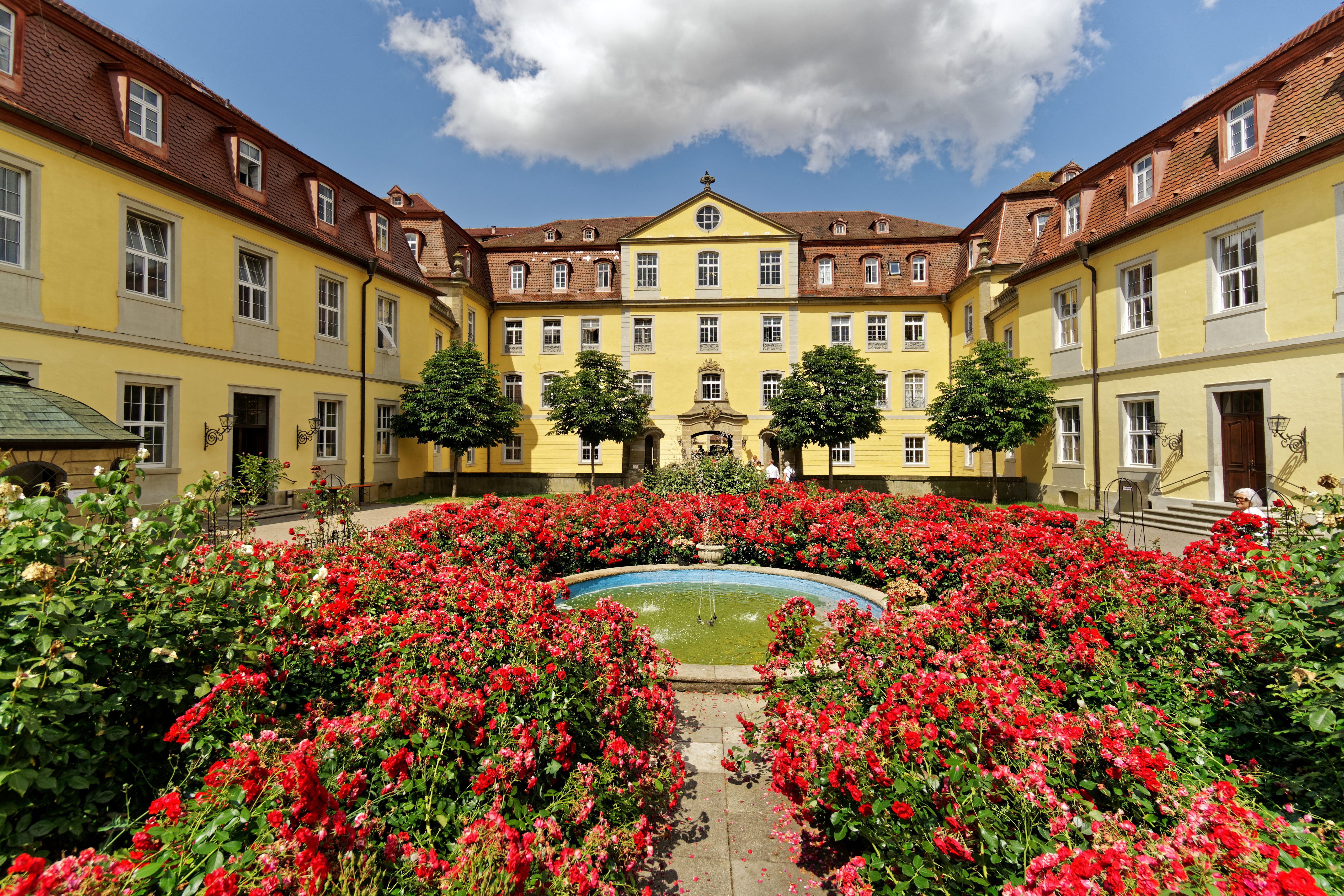
Schloss Kirchberg an der Jagst
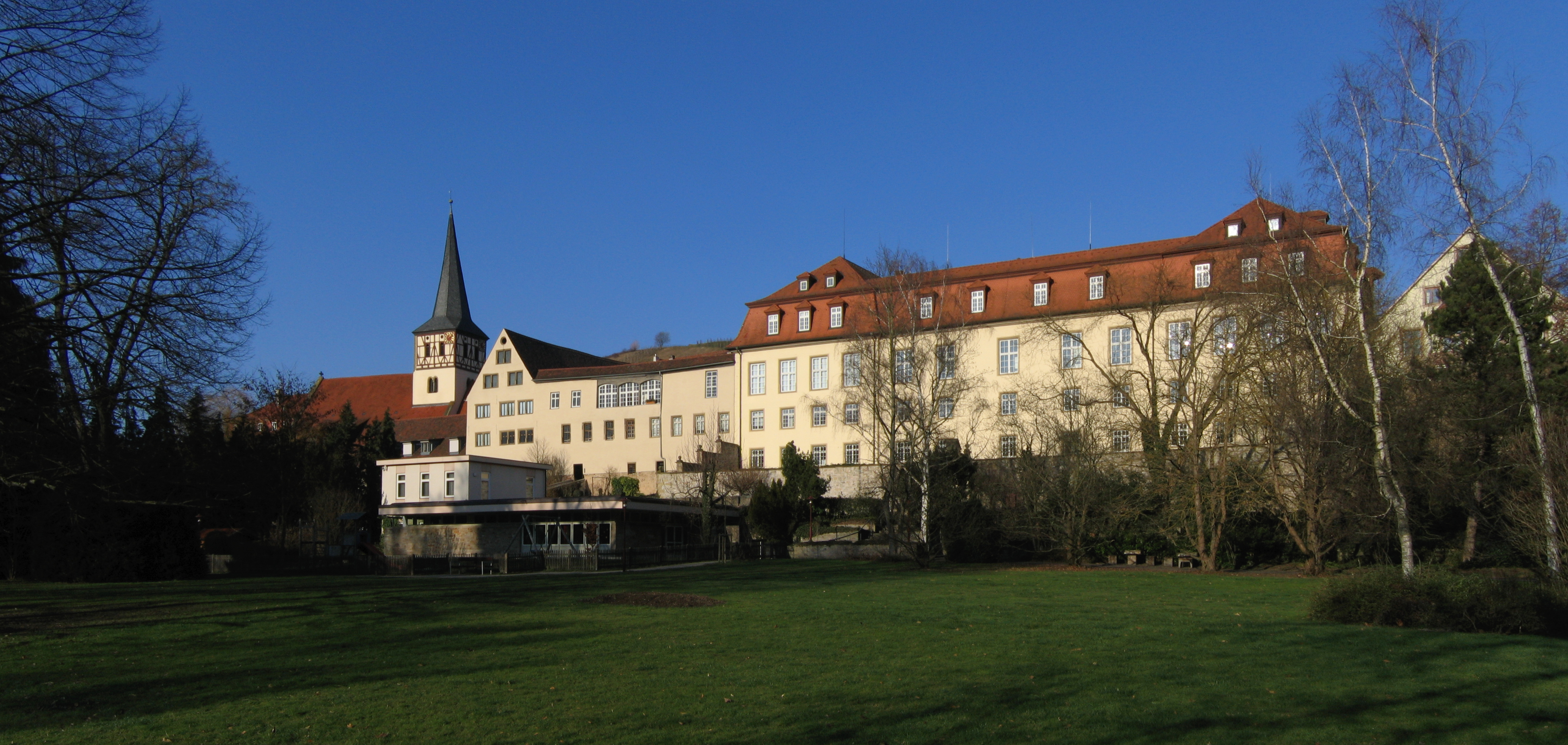
Neues Schloss Ingelfingen
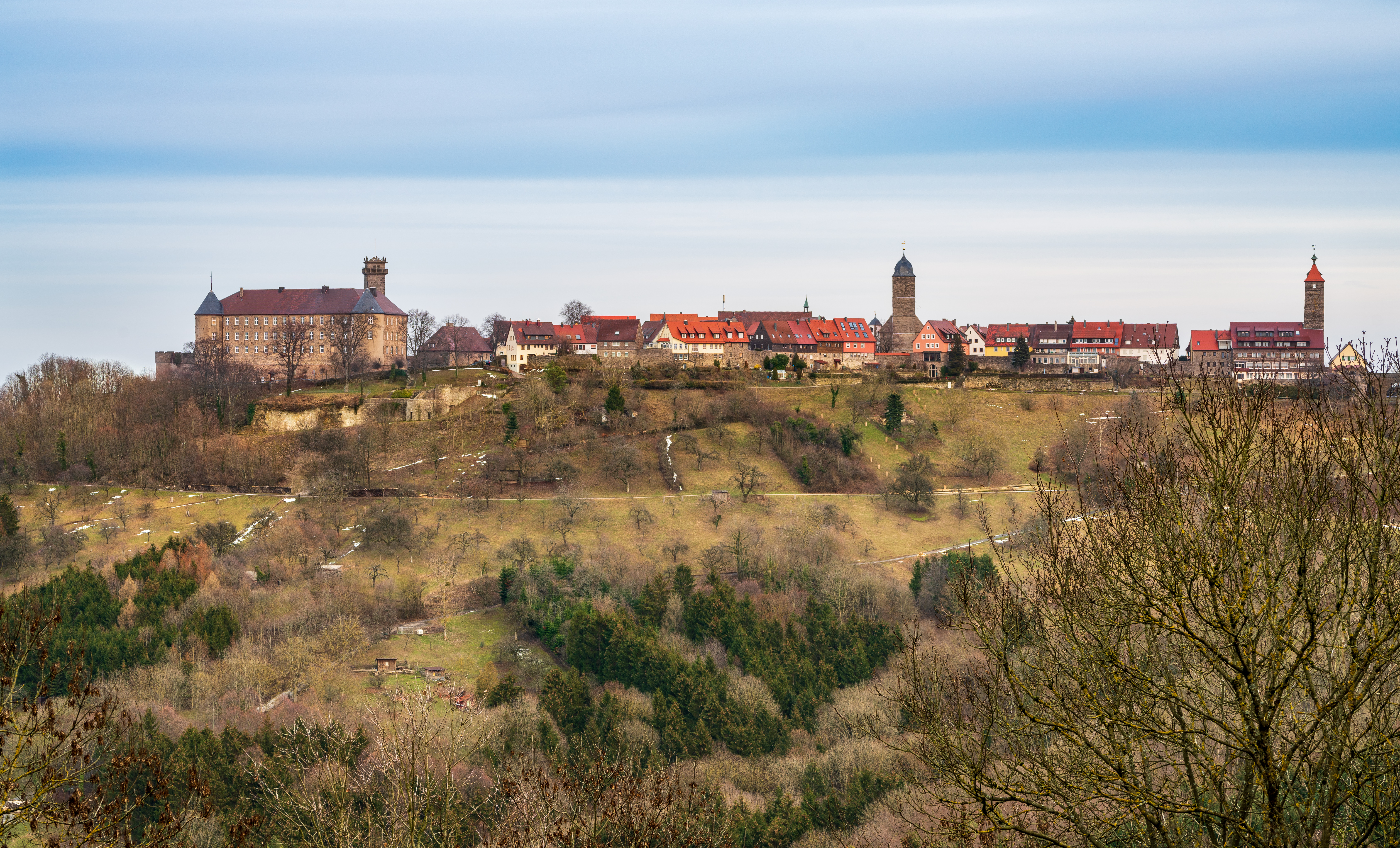
Schloss Waldenburg*
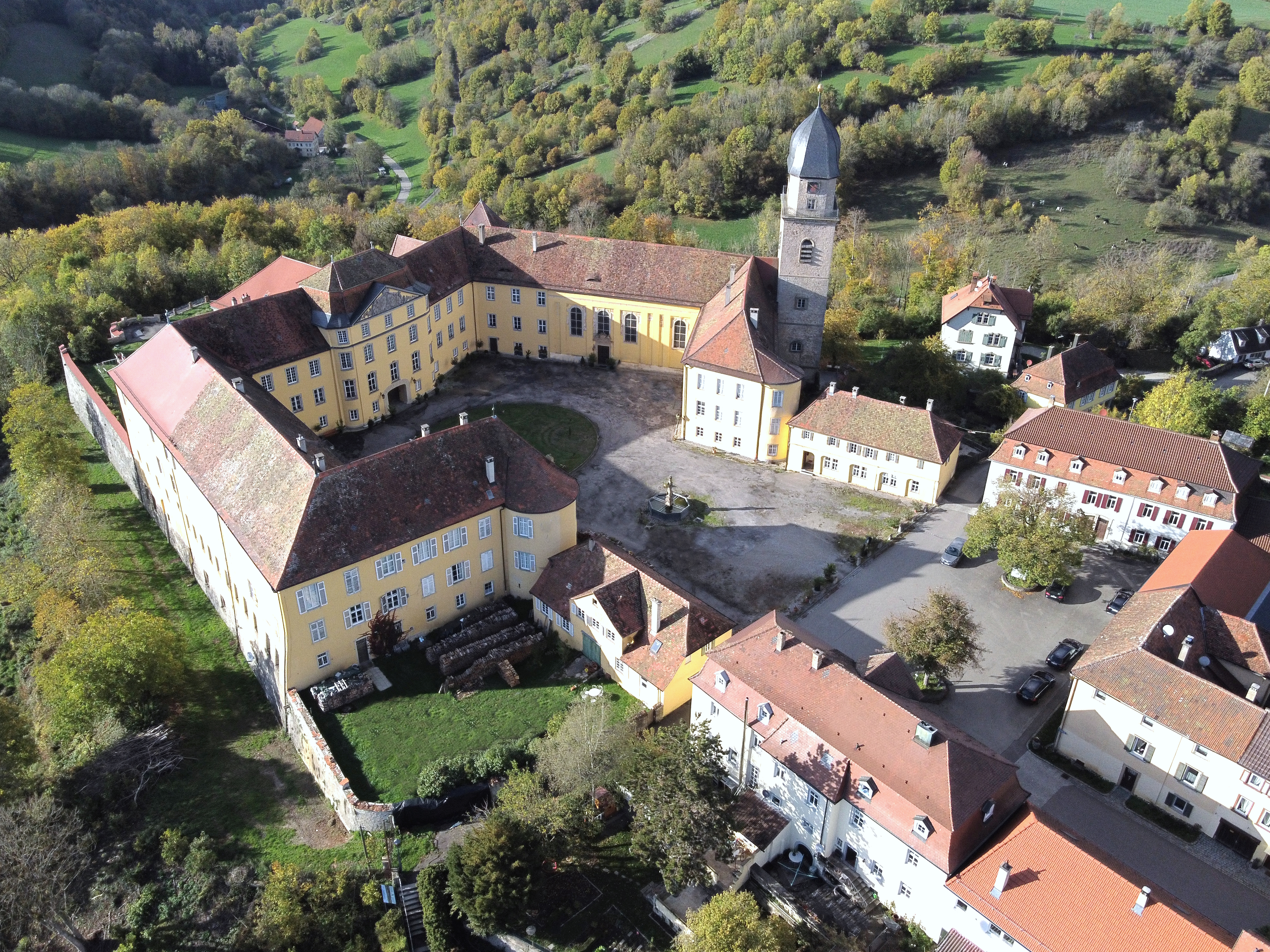
Schloss Bartenstein*
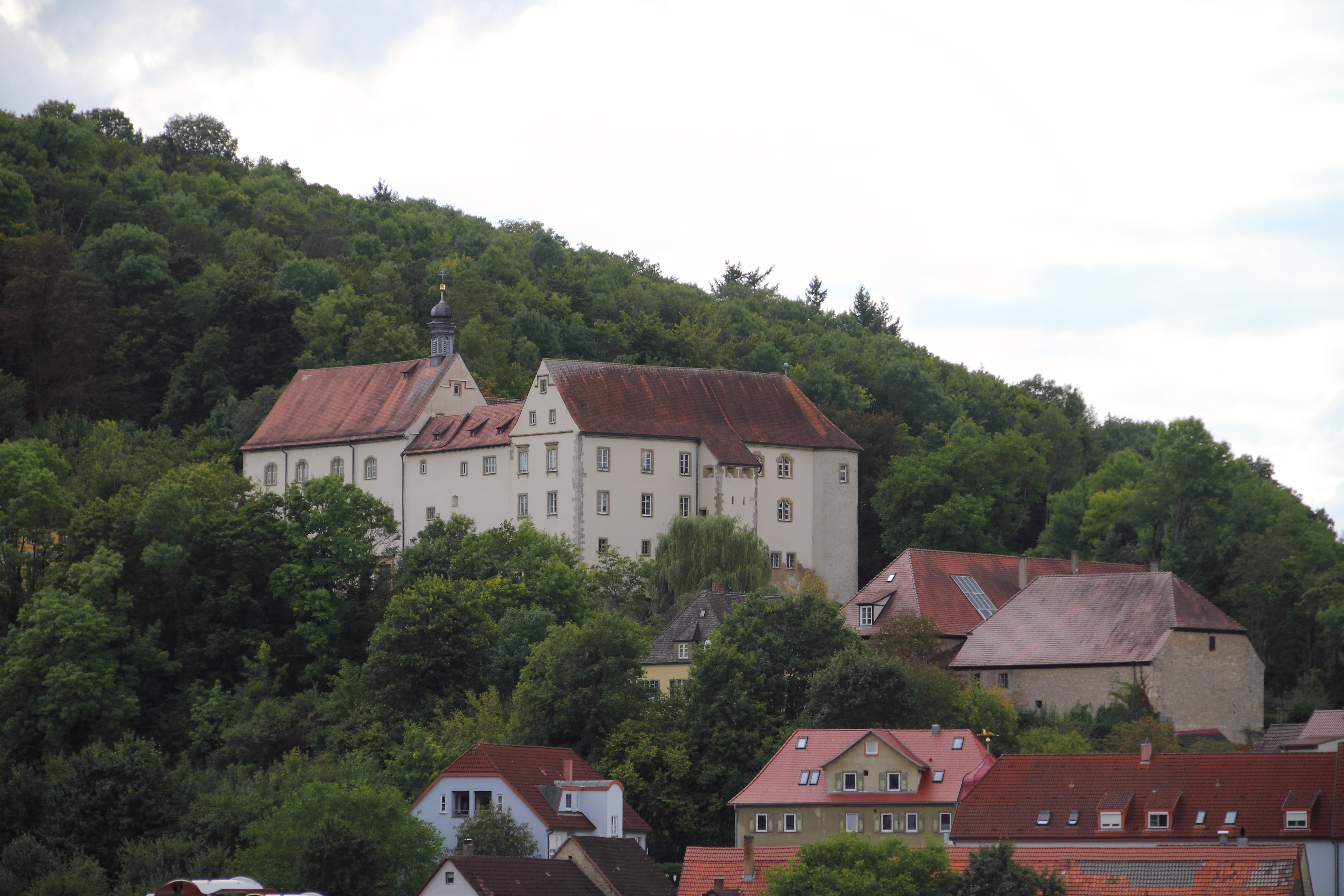
Schloss Haltenbergstetten*
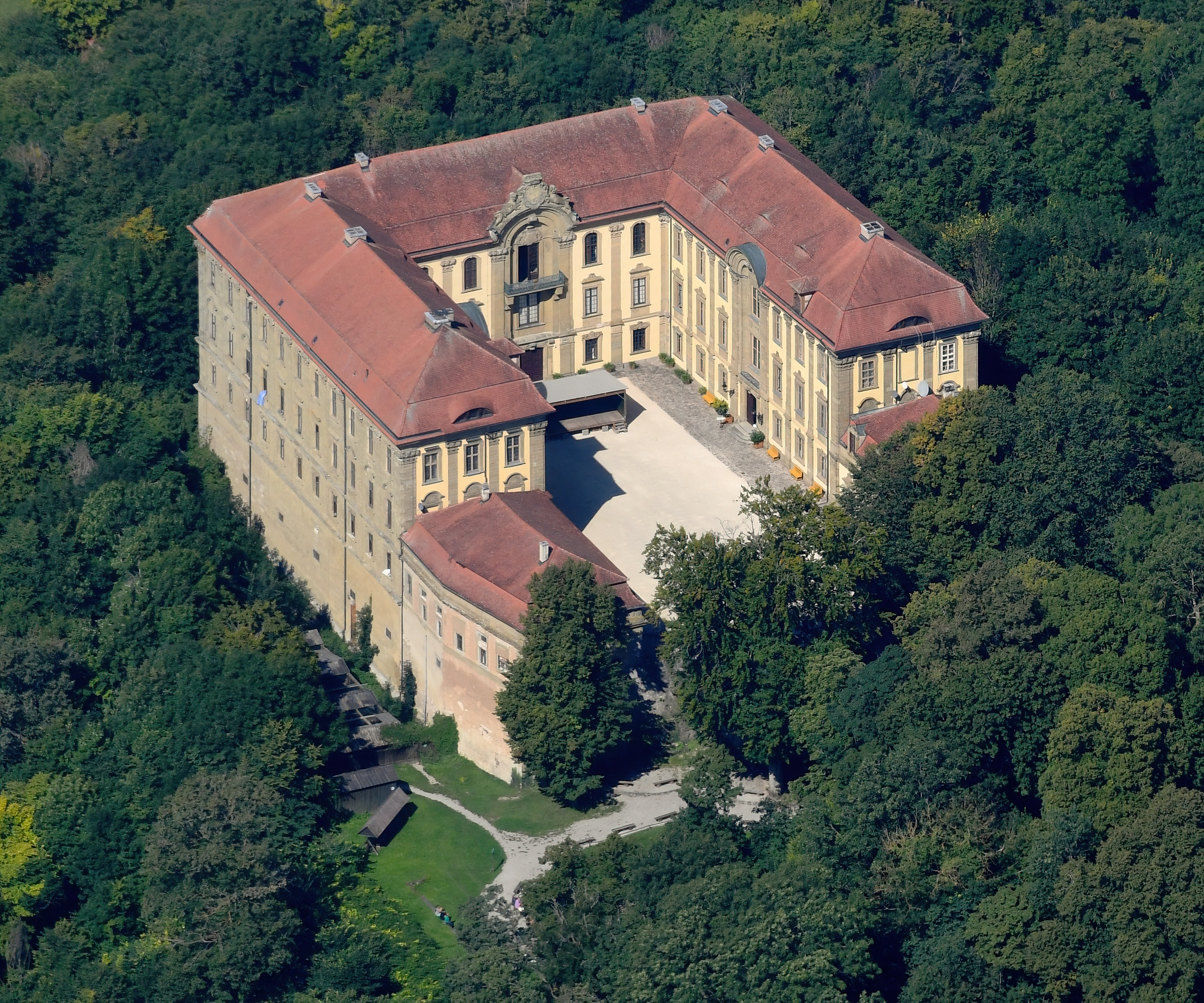
Schloss Schillingsfürst*
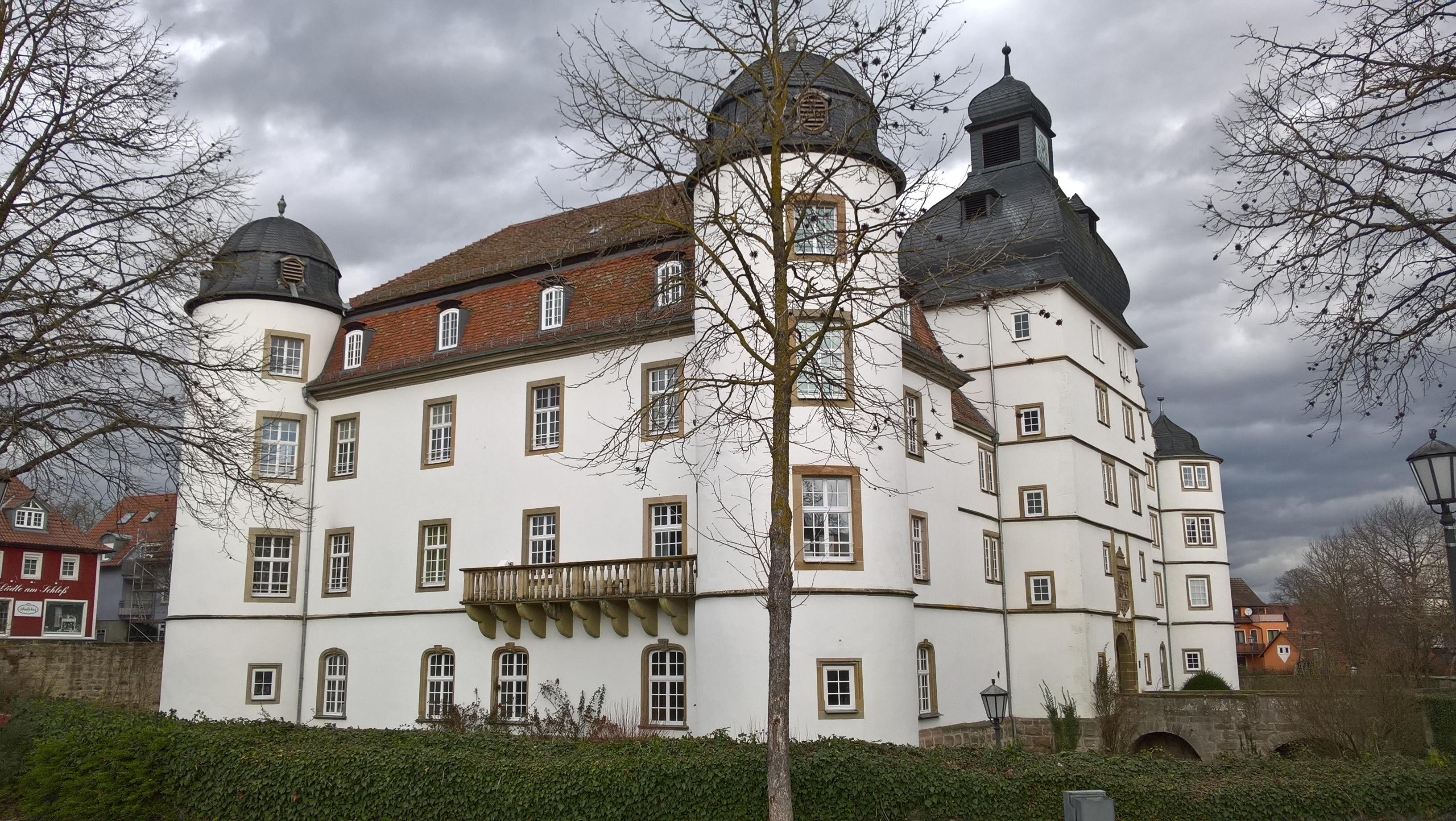
Schloss Pfedelbach
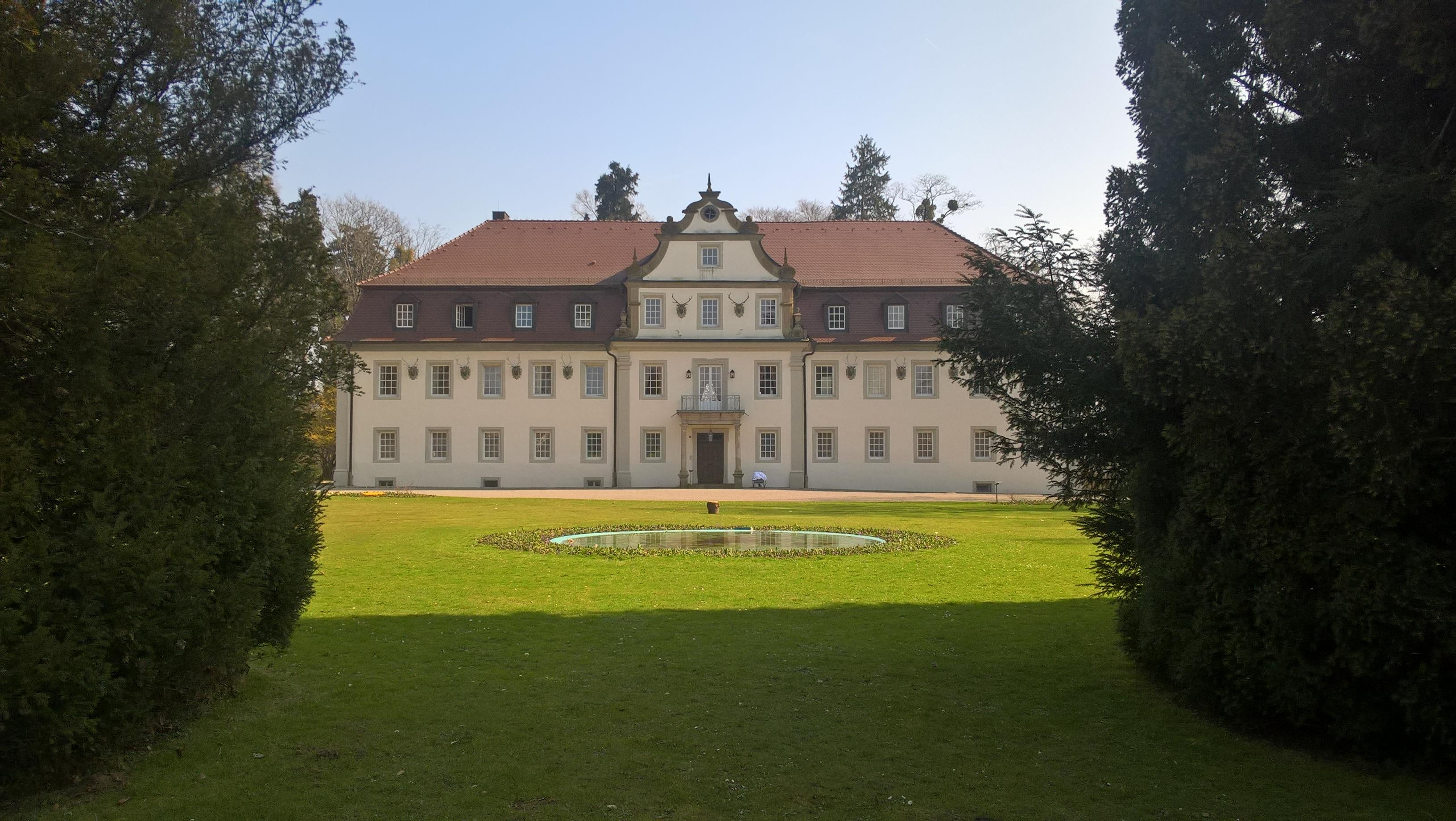
Jagdschloss Friedrichsruhe

### Besitzerwerb in Schlesien
Friedrich Ludwig Fürst zu Hohenlohe-Ingelfingen gelangte 1782 durch Heirat in den Besitz der Herrschaft Slawentzitz in Oberschlesien, samt deren Bergwerken und Messingfabriken, sowie von Schloss Oppurg in Thüringen. 1804 erwarb er auch die schlesischen Herrschaften Landsberg und Koschentin und stiftete einen Familienfideikommiss.

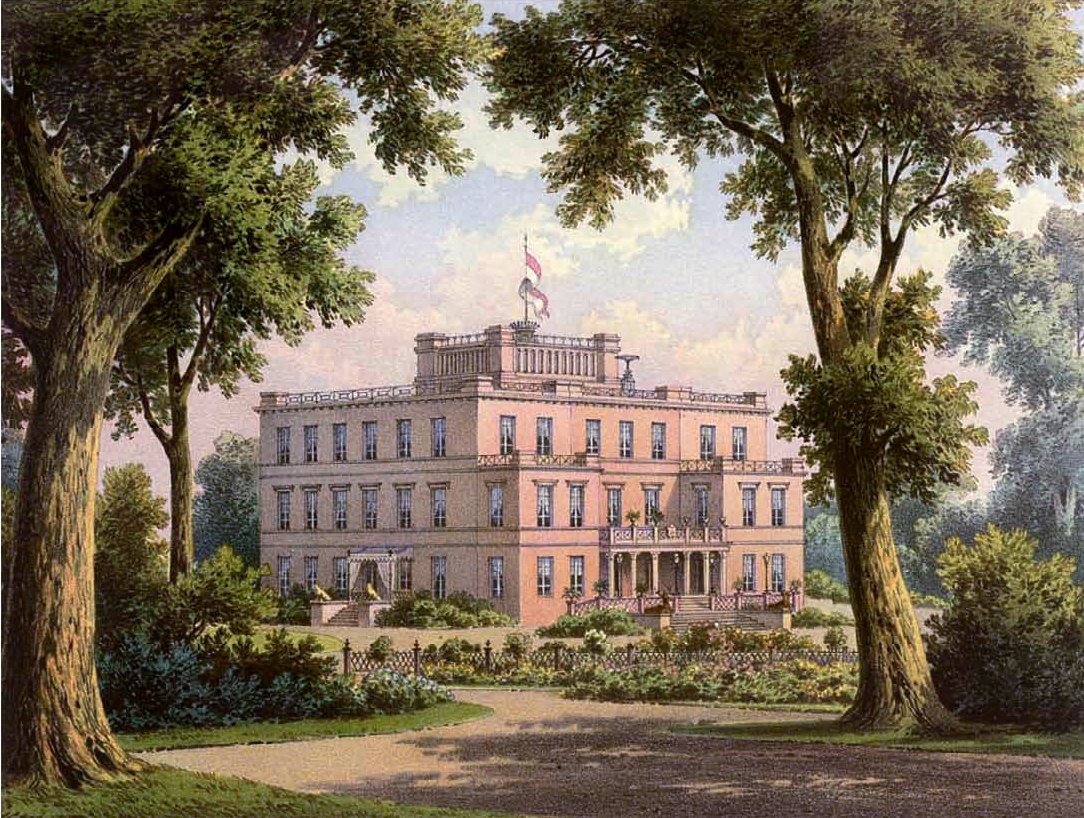
Schloss Slawentzitz um 1860

Dessen Enkel Hugo, Fürst zu Hohenlohe-Öhringen, der die Herrschaft Slawentzitz ab 1849 innehatte, erreichte deren Ernennung zur Freien Standesherrschaft und erlangte 1861 bei der Krönungsfeier Wilhelms I. den Titel eines Herzogs von Ujest. Die nunmehr Herzogtum Ujest genannte Standesherrschaft, die ihren Sitz auf Schloss Slawentzitz hatte, vereinte die Fideikommisse Slawentzitz, Ujest und Bitschin mit einer Fläche von 175 km².
Das Haus Hohenlohe-Oehringen wurde mit dem Einstieg in den Galmeibergbau und in die Zinkverhüttung in Oberschlesien unter Fürst Hugo und seinem Sohn Fürst Christian Kraft zu einem der weltweit größten Zinkhersteller. 1921 wurde Slawentzitz nach Auseinandersetzungen mit Polen Deutschland zugeschlagen und kam 1945 mit dem Großteil Schlesiens an Polen. Güter und Bergbauunternehmen wurden anschließend enteignet. Die Familie, die seit dem 19. Jahrhundert hier ihren Hauptsitz hatte, kehrte nach Schloss Neuenstein zurück.
Der damalige Erbprinz Christian Kraft erwarb zudem 1879 für 500.000 Gulden das fast 12.000 ha große Gebiet von Tatranská Javorina (deutsch Uhrngarten) in der Tatra, das damals zum Königreich Ungarn gehörte und heute in der Slowakei liegt. Er erbaute dort das Jagdschloss Hohenlohe und richtete in Uhrngarten die Verwaltung seiner Besitzungen in der Tatra und im übrigen Ungarn ein.

### Besitzerwerb in Böhmen

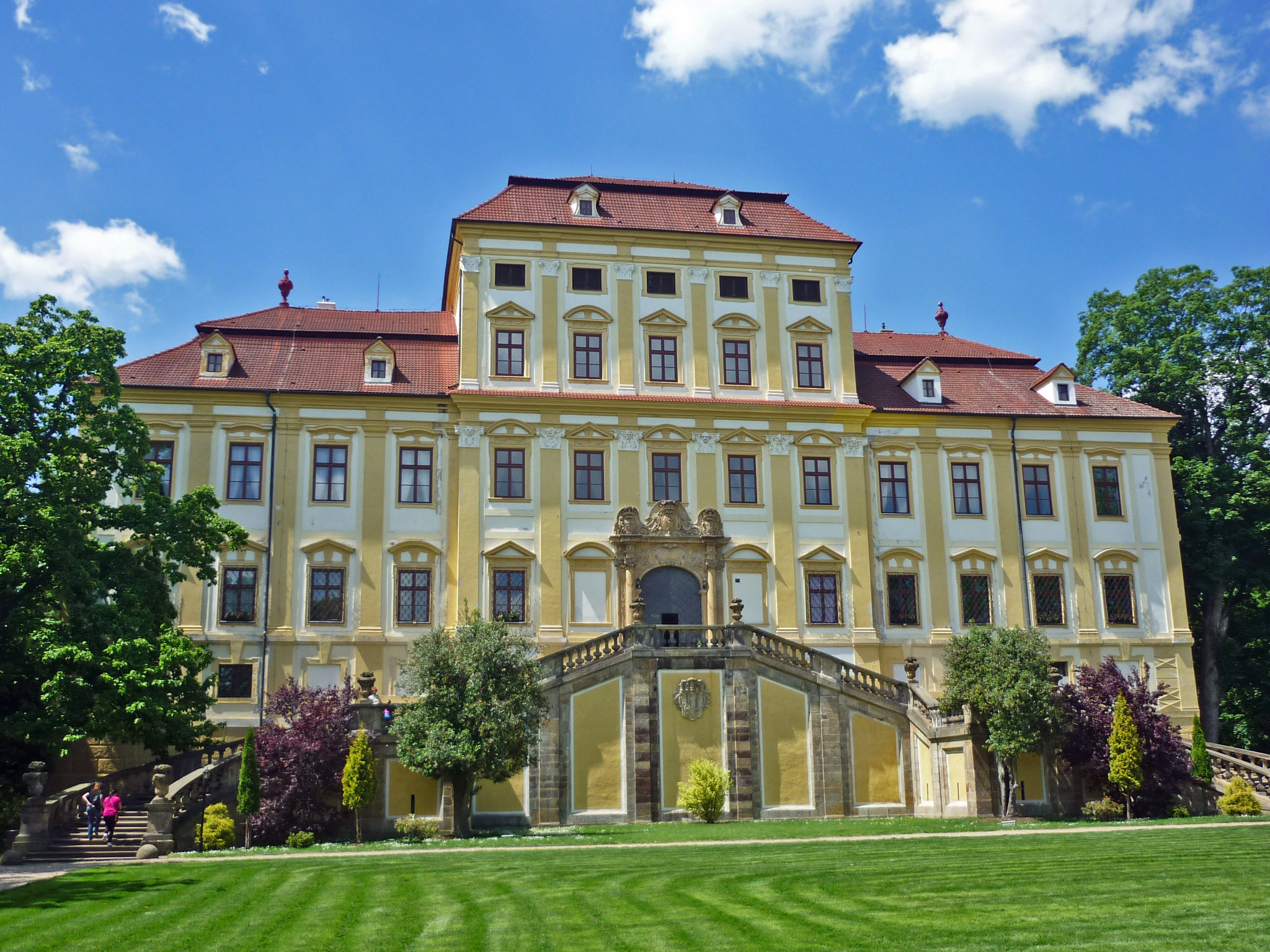
Rothenhaus

Der aus einem jüngeren Seitenzweig der Langenburger Linie stammende Karl Gustav Wilhelm zu Hohenlohe-Langenburg begründete im 19. Jahrhundert einen katholischen, böhmischen Zweig auf Schloss Rothenhaus. Als eines von 16 mediatisierten Fürstenhäusern hatte diese Familie einen erblichen Sitz im Herrenhaus, dem Oberhaus des österreichischen Reichsrates.
Die deutschsprachigen Böhmen im Sudetenland wurden infolge der Beneš-Dekrete 1945 vertrieben, die kommunistische Tschechoslowakische Republik enteignete dann Max Egon zu Hohenlohe-Langenburg.

### Hohenlohe-Zentralarchiv
Das Hohenlohe-Zentralarchiv im Schloss Neuenstein befindet sich im gemeinsamen Besitz der sechs hohenlohischen Linien und ist zuständig für alle ehemaligen und noch tätigen Verwaltungen des Hauses Hohenlohe sowie für die Nachlässe der Familienangehörigen.

### Trivia
Mit dem britischen Königshaus kam es zur ersten engen Verwandtschaft durch die Hochzeit der Feodora zu Leiningen – Halbschwester der Queen Victoria – mit dem Fürsten Ernst I. Fürst zu Hohenlohe-Langenburg.
Eine gewisse internationale Bekanntheit erlangte der Name Hohenlohe im 20. Jahrhundert durch die Heirat des Fürsten Gottfried zu Hohenlohe-Langenburg mit Prinzessin Margarita von Griechenland, der ältesten Schwester von Prinz Philip, Herzog von Edinburgh, dem Gatten von Königin Elisabeth II. von Großbritannien. Das königliche Paar (sowie auch Charles III.) besuchten sich häufig gegenseitig mit der Langenburger Verwandtschaft.
Ein Nachfahre der böhmischen Linie in Rothenhaus, Alfonso zu Hohenlohe-Langenburg (1924–2003), kam durch seine Ehe mit Ira Prinzessin zu Fürstenberg, einer Erbin der FIAT-Gründerfamilie Agnelli, sowie durch seinen 1954 gegründeten Jet-Set-Treff Marbella Club häufig in die Klatschspalten.

## Wappen

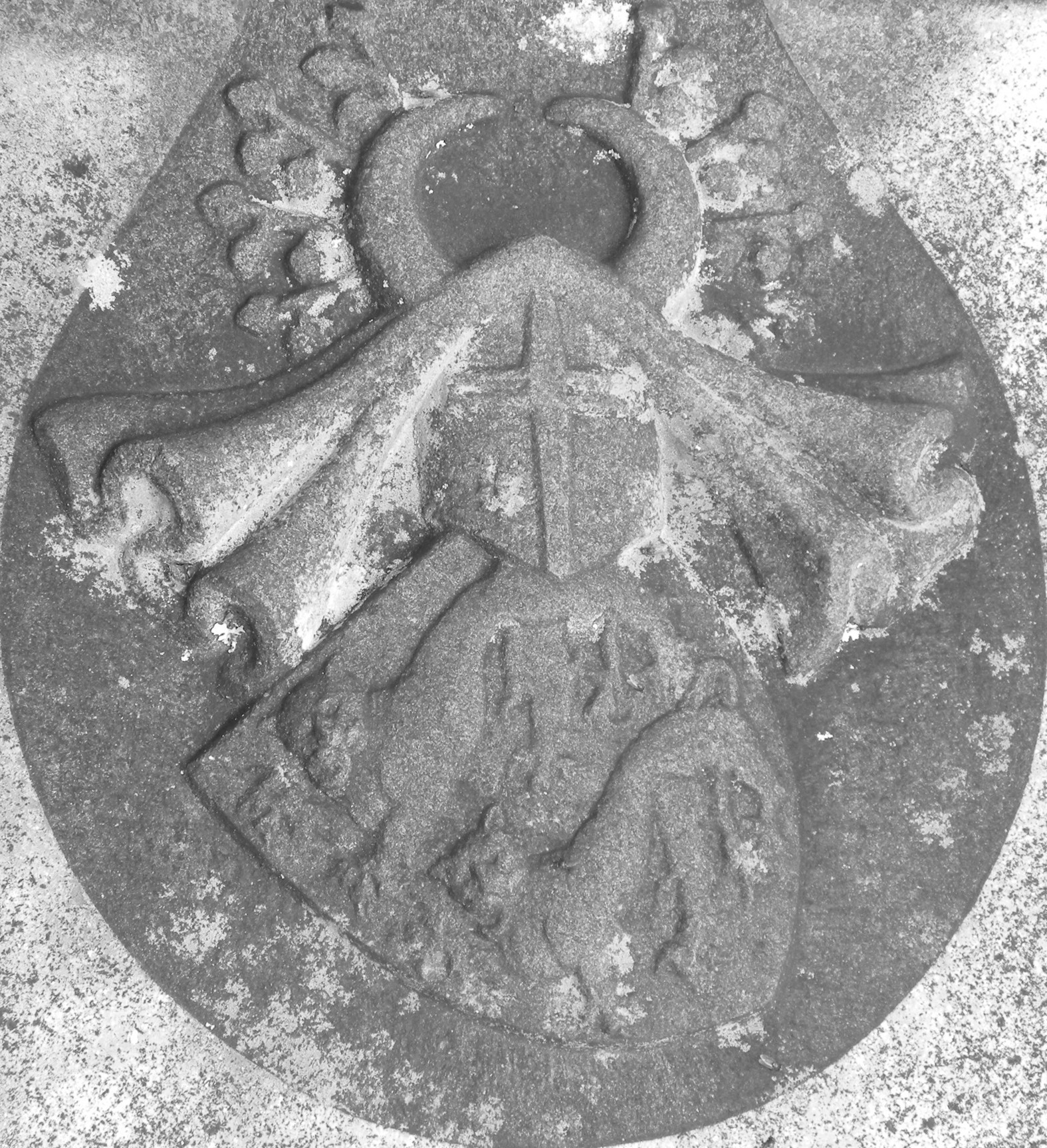
Darstellung des Stammwappens mit der ursprünglichen Helmzier

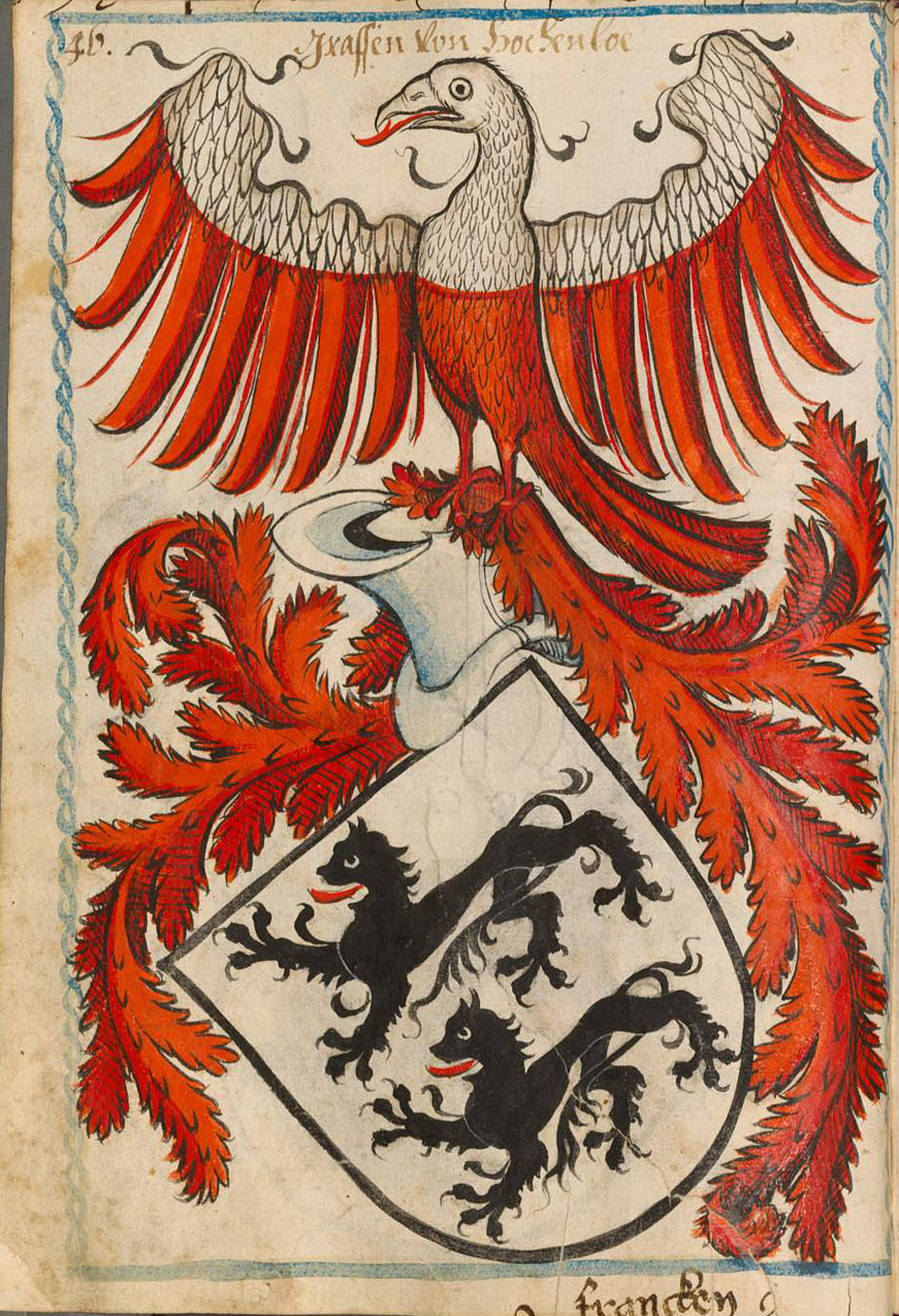
Wappen nach dem Scheiblerschen Wappenbuch

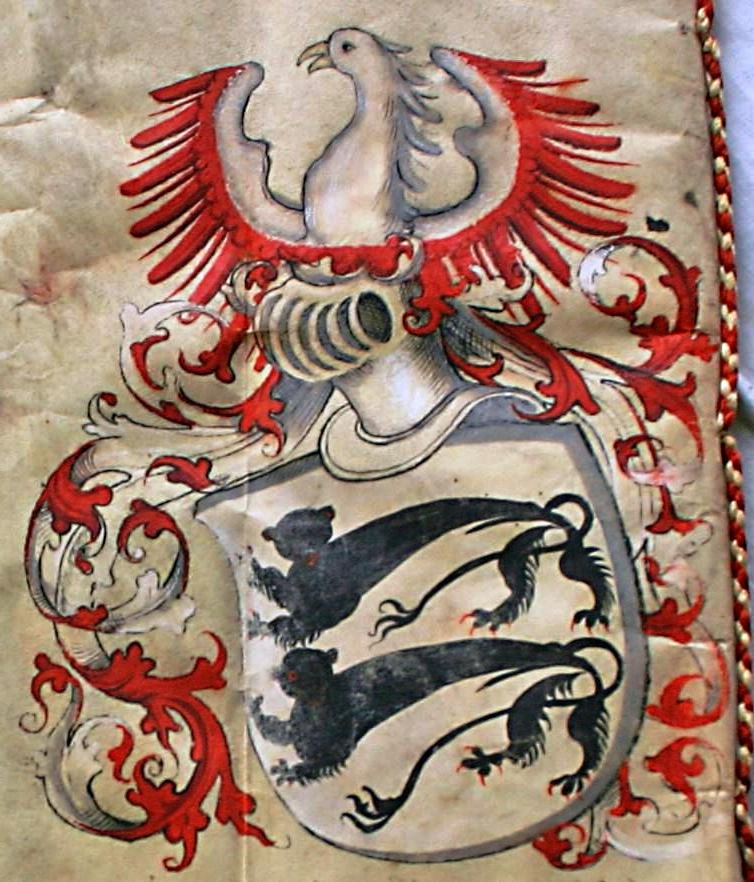
Wappen nach der Erbeinigungsurkunde 1511

Das hohenlohische Wappen tauchte erstmals Anfang des 13. Jahrhunderts auf: zwei schreitende schwarze Leoparden mit niedergeschlagenen Schweifen. Sie sind erstmals auf einem Siegel an der ältesten hohenlohischen Urkunde aus dem Jahr 1207 zu sehen. Diese Urkunde bezeugt die Schenkung der Kirche in Mergentheim an den Johanniterorden durch Albert von Hohenlohe, der durch seine Teilnahme am Kreuzzug mit Kaiser Friedrich I. Barbarossa in Kontakt mit diesem Orden gekommen war.
Das Stammwappen der Hohenloher zeigt in Silber zwei übereinanderstehende, rechtsschreitende schwarze Leoparden mit niedergeschlagenen Schweifen; auf dem Helm mit rot-silbernen Decken ursprünglich zwei silberne Büffelhörner, die außen mit je fünf goldenen Lindenzweigen bestückt sind, später ein silberner Phönix mit roten Schwungfedern an den Flügeln.

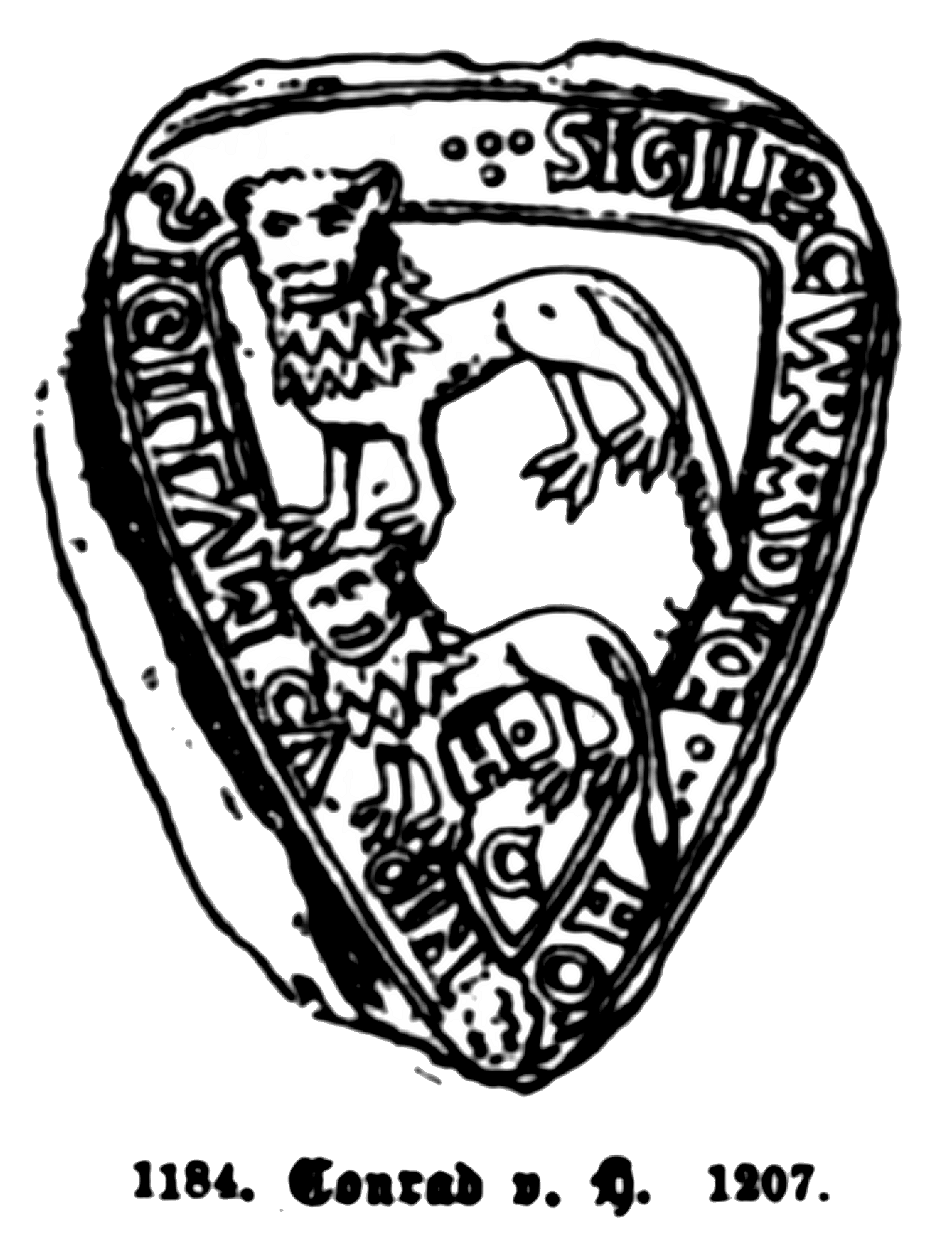
Siegel des Conrad von Hohenlohe, 1207
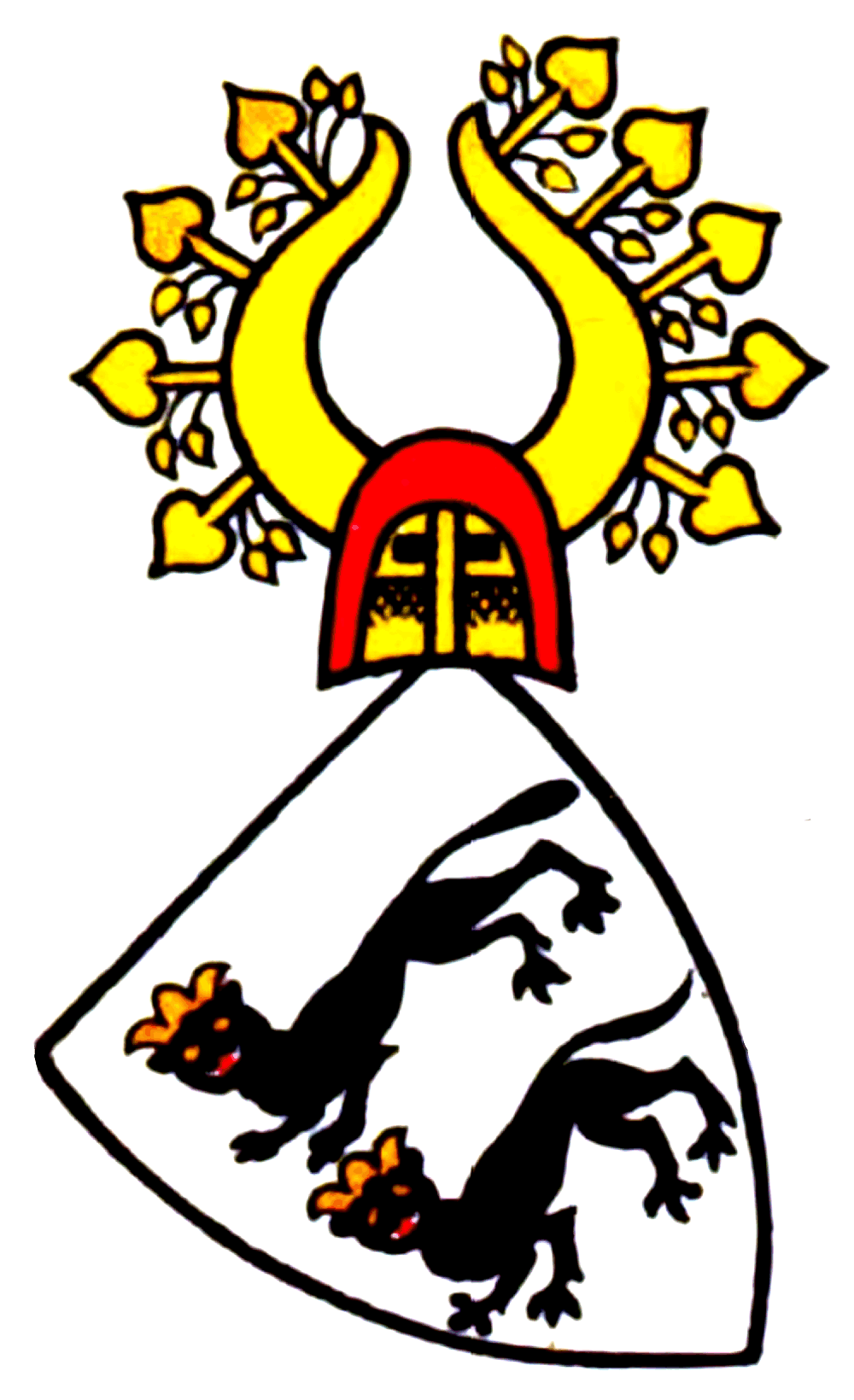
Stammwappen in der Zürcher Wappenrolle
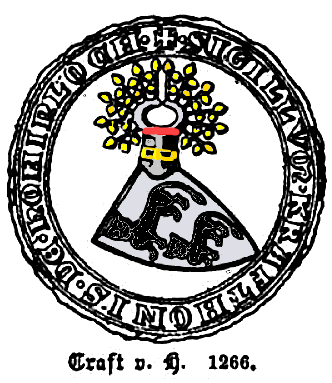
Stammwappen nach Krafts I. Siegel 1266
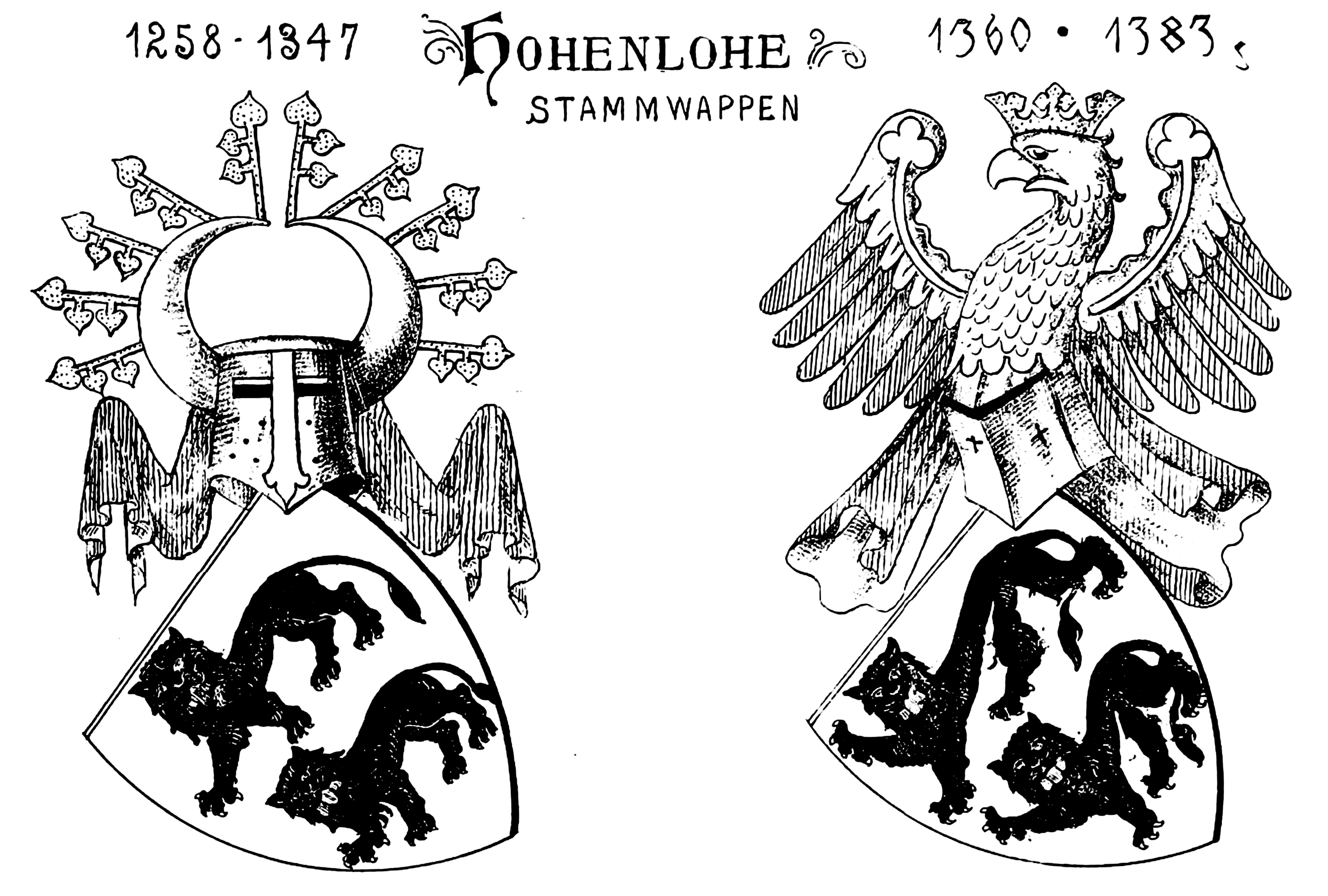
Stammwappen in Siebmachers Wappenbuch
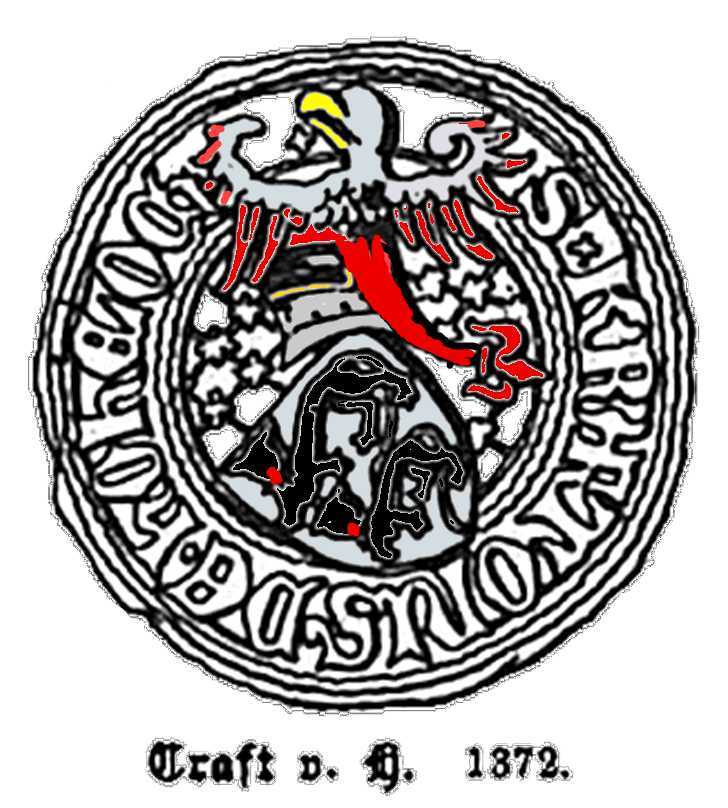
Wappen des Kraft IV. von Hohenlohe nach einem Siegel von 1372
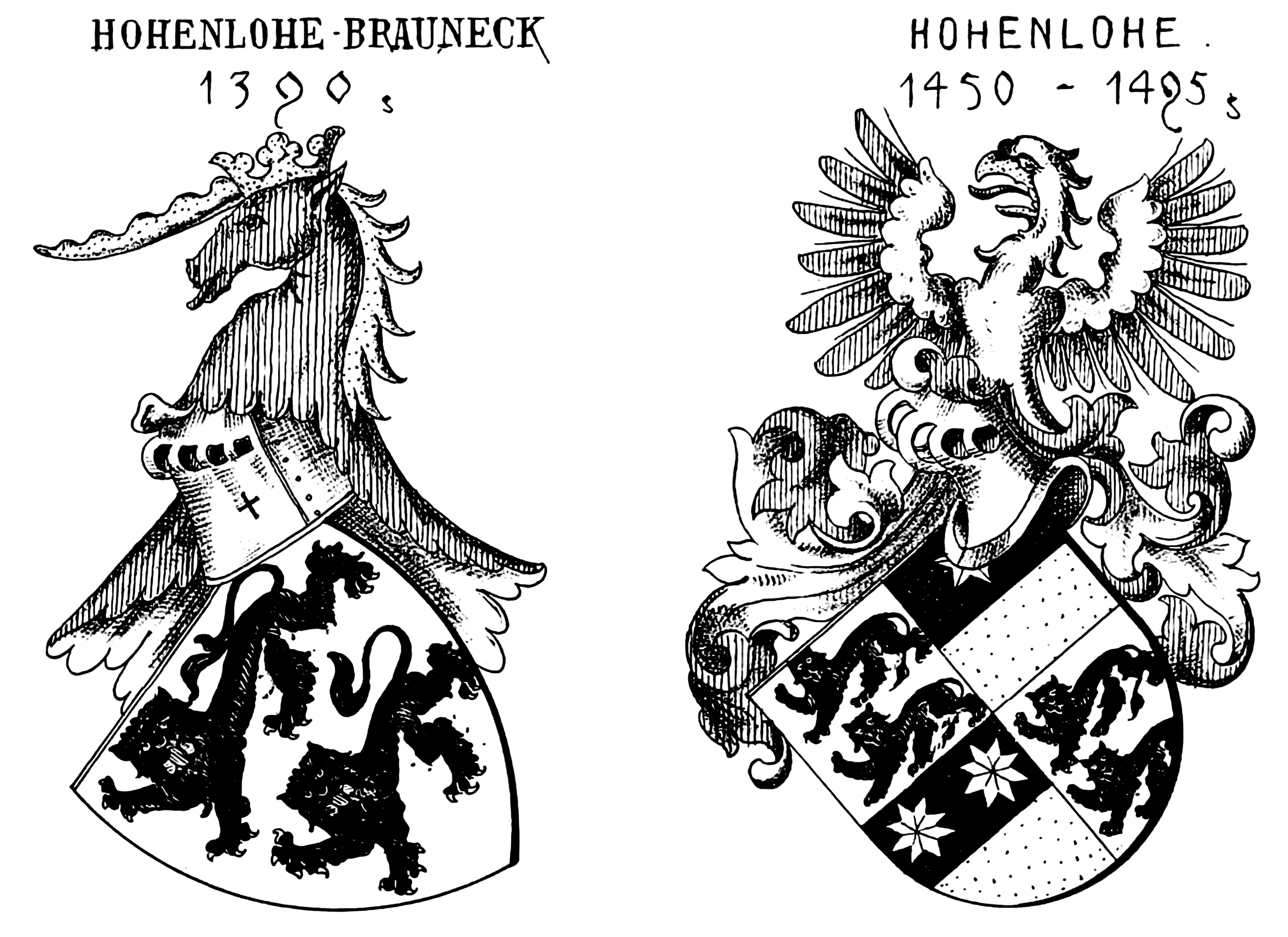
Stammwappen in Siebmachers Wappenbuch

Der Wahlspruch derer zu Hohenlohe lautet „ex flammis orior“ (deutsch: Aus Flammen erhebe ich mich). Diese Devise geht auf Fürst Philipp Ernst zu Hohenlohe-Waldenburg-Schillingsfürst zurück, den Erbauer von Schloss Schillingsfürst, der 1754 den Hausorden Von der goldenen Flamme gründete, um den Glanz des gesamten Hauses Hohenlohe zu heben. Sein Sohn, Fürst Karl Albrecht I. zu Hohenlohe-Waldenburg-Schillingsfürst, erneuerte den Orden 1775 mit der Bezeichnung Haus- und Ritterorden vom Phoenix mit dem Wahlspruch „ex flammis orior“.
Der Phönixorden wurde nur an Personen von altem Adel verliehen, von 1793 bis 1818 an insgesamt 59 Adelige. Bekanntester Träger des Hohenloher Phönixordens war König Ludwig XVIII. von Frankreich.

## Herren, Grafen und Fürsten von Hohenlohe

### Ursprüngliche Linie
- Herren von Hohenlohe

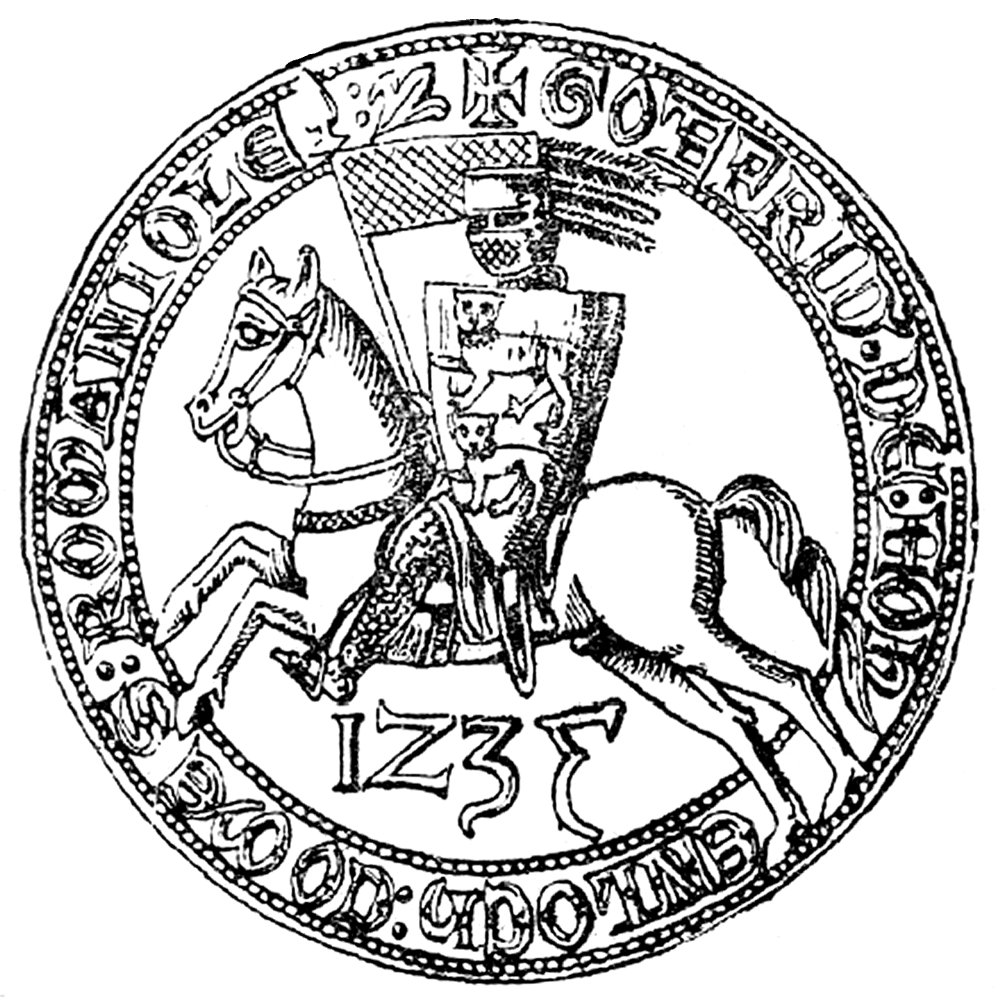
Siegel Gottfrieds von Hohenlohe (1235)

- 1192–1209 Heinrich von Hohenlohe (Erbteilung in Hohenlohe und Hohenlohe-Brauneck)
  - Herren von Hohenlohe
  - 1209–1254 (oder 1255) Gottfried I. von Hohenlohe (Erbteilung in Hohenlohe-Weikersheim und Hohenlohe-Uffenheim)
    - Herren von Hohenlohe-Weikersheim
    - 1266–1313 Kraft I. von Hohenlohe (Tochter: Agnes von Hohenlohe)
    - 1313–1344 Kraft II. von Hohenlohe (und dessen Bruder Gottfried II., regiert 1307–1339 in Röttingen)
    - 1344–1371 Kraft III. von Hohenlohe, Sohn von Kraft II.
    - 1371–1399 Kraft IV. von Hohenlohe, Sohn von Kraft III.
    - 1399–1407 Ulrich von Hohenlohe, Bruder von Kraft IV.
    - 1407–1429 Albrecht I. von Hohenlohe, Bruder von Ulrich
    - 1429–1455 Kraft V. und Albrecht II. von Hohenlohe, Söhne von Albrecht I. (wurden am 14. Mai 1450 von König Friedrich III. zu Reichsgrafen erhoben)
      - Graf von Hohenlohe-Weikersheim in Neuenstein
      - 1455–1490 Graf Albrecht II. von Hohenlohe
      - Grafen von Hohenlohe-Weikersheim in Waldenburg
      - 1455–1472 Graf Kraft V. von Hohenlohe
      - 1472–1503 Graf Kraft VI. von Hohenlohe
        - Graf von Hohenlohe-Weikersheim in Neuenstein
        - 1503–1551 Graf Albrecht III. von Hohenlohe, Sohn von Kraft VI.
        - Graf von Hohenlohe-Weikersheim in Waldenburg
        - 1503–1551 Graf Georg von Hohenlohe, Sohn von Kraft VI. (Hauptlandesteilung durch die Söhne Georgs: Ludwig Casimir (* 1517; † 1568) in die Neuensteiner Linie und Eberhard († 1570) in die Waldenburger Linie)

      - Grafen von Hohenlohe-Weikersheim in Schillingsfürst
      - 1472–1497 Graf Gottfried IV. von Hohenlohe, Sohn von Kraft V.
      - 1497–1509 Graf Johann von Hohenlohe, Sohn von Gottfried IV.
      - 1509–1545 Graf Wolfgang I. von Hohenlohe, Sohn von Johann

    - Herren von Hohenlohe-Uffenheim
    - 1266–1271 Albrecht I. von Hohenlohe
    - 1271–1290 Godfried I. von Hohenlohe-Uffenheim
    - 1290–1314 Albrecht II. von Hohenlohe
    - 1314–1359 Ludwig von Hohenlohe
    - 1359–1387 Godfried II. von Hohenlohe
    - 1387–1412 Johann von Hohenlohe (Hohenlohe-Uffenheim erlischt)

  - Herren von Hohenlohe-Brauneck
  - 1209–1249 Konrad I. von Hohenlohe, Graf von Molise und der Romagne (Erbteilung in Hohenlohe-Haltenbergstetten und Hohenlohe-Brauneck)
    - Herren von Hohenlohe-Haltenbergstetten
    - 1249–1268: Heinrich von Brauneck-Neuhaus
    - 1268–1300: Gebhard von Brauneck in Haltenbergstetten
    - 1300–1332: Ulrich von Brauneck in Haltenbergstetten
    - 1332–1347: Ulrich II. von Brauneck in Haltenbergstetten
    - 1347–1367: Ulrich III. von Brauneck in Haltenbergstetten
    - 1367–1381: Ulrich IV. von Brauneck in Haltenbergstetten (Hohenlohe-Haltenbergstetten erlosch)
    - Herren von Hohenlohe-Brauneck
    - 1249–1273 Godfried I. von Hohenlohe (evtl. identisch mit Godfried II.)
    - 1273–1306 Godfried II. von Brauneck in Brauneck und den Büdinger Gütern († 1312)
    - 1306–1354 Godfried III. von Brauneck in Brauneck
    - 1354–1368 Godfried IV. von Brauneck in Brauneck
    - 1368–1390 Konrad IV. von Brauneck in Creglingen (Brauneck erlischt)

### Neuensteiner Linie
- Grafen von Hohenlohe-Neuenstein
- 1551–1568 Graf Ludwig Casimir von Hohenlohe-Neuenstein
- 1568–1586 gemeinschaftliche Regierung der Söhne Albrecht, Wolfgang, Philipp und Friedrich, 1586 Erbteilung in Hohenlohe-Neuenstein (Philipp), Hohenlohe-Langenburg (und Kirchberg) (Friedrich) und Hohenlohe-Weikersheim (Wolfgang II.)
  - 1586–1590 Graf Friedrich von Hohenlohe-Langenburg, Langenburg fällt an Wolfgang II., Kirchberg an Philipp
  - 1586–1606 Graf Philipp von Hohenlohe-Neuenstein, Neuenstein und Kirchberg fallen an Wolfgang II.
  - 1568–1610 Graf Wolfgang II. von Hohenlohe-(Neuenstein-)Weikersheim, letztmalige Vereinigung der neuensteinischen Linie in einer Hand.
  - 1610 Erbteilung in Hohenlohe-Neuenstein, Hohenlohe-Langenburg und Hohenlohe-Weikersheim
    - 1610–1645 Graf Georg Friedrich von Hohenlohe-Weikersheim
    - 1610–1641 Graf Kraft VII. von Hohenlohe-Neuenstein
    - 1645–1677 gemeinschaftliche Regierung der Söhne Krafts VII., Johann Friedrich, Kraft Magnus, Siegfried, Wolfgang Julius, Johann Ludwig und Philipp Maximilian Johann, auch unter Mitwirkung ihrer Mutter Sophia, geb. Pfalzgräfin bei Rhein, 1677 Erbteilung in Hohenlohe-Oehringen, Hohenlohe-Weikersheim (nur eine Generation 1677–1684 unter Graf Siegfried), Hohenlohe-Künzelsau (nur eine Generation 1677–1689 unter Graf Johann Ludwig) und Hohenlohe-Neuenstein (nur eine Generation 1677–1698 unter Graf Wolfgang Julius), Besitz fällt an Hohenlohe-(Neuenstein-)Oehringen
      - Grafen und Fürsten zu Hohenlohe-(Neuenstein-)Oehringen (bis 1805)
      - 1677–1702 Graf Johann Friedrich I. von Hohenlohe-(Neuenstein-)Oehringen
      - 1702 gemeinschaftliche Regierung der Söhne Karl Ludwig und Johann Friedrich II., 1708 Erbteilung in Hohenlohe-(Neuenstein-)Oehringen und Hohenlohe-Weikersheim (nur eine Generation 1708–1756 unter Graf Karl Ludwig)
      - 1708–1765 Graf  Johann Friedrich II. von Hohenlohe-(Neuenstein-)Oehringen; am 7. Januar 1764 in den Fürstenstand erhoben
      - 1765–1805 Fürst Ludwig Friedrich Carl zu Hohenlohe-(Neuenstein-)Oehringen
      - Linie erloschen, Oehringen fällt an Fürst Friedrich Ludwig zu Hohenlohe-Ingelfingen (unter Fortführung des Namens Hohenlohe-Oehringen)

    - Grafen von Hohenlohe-LangenburgWappen der Grafen zu Hohenlohe-Langenburg (1653)Wappen der Fürsten zu Hohenlohe-Langenburg 1764

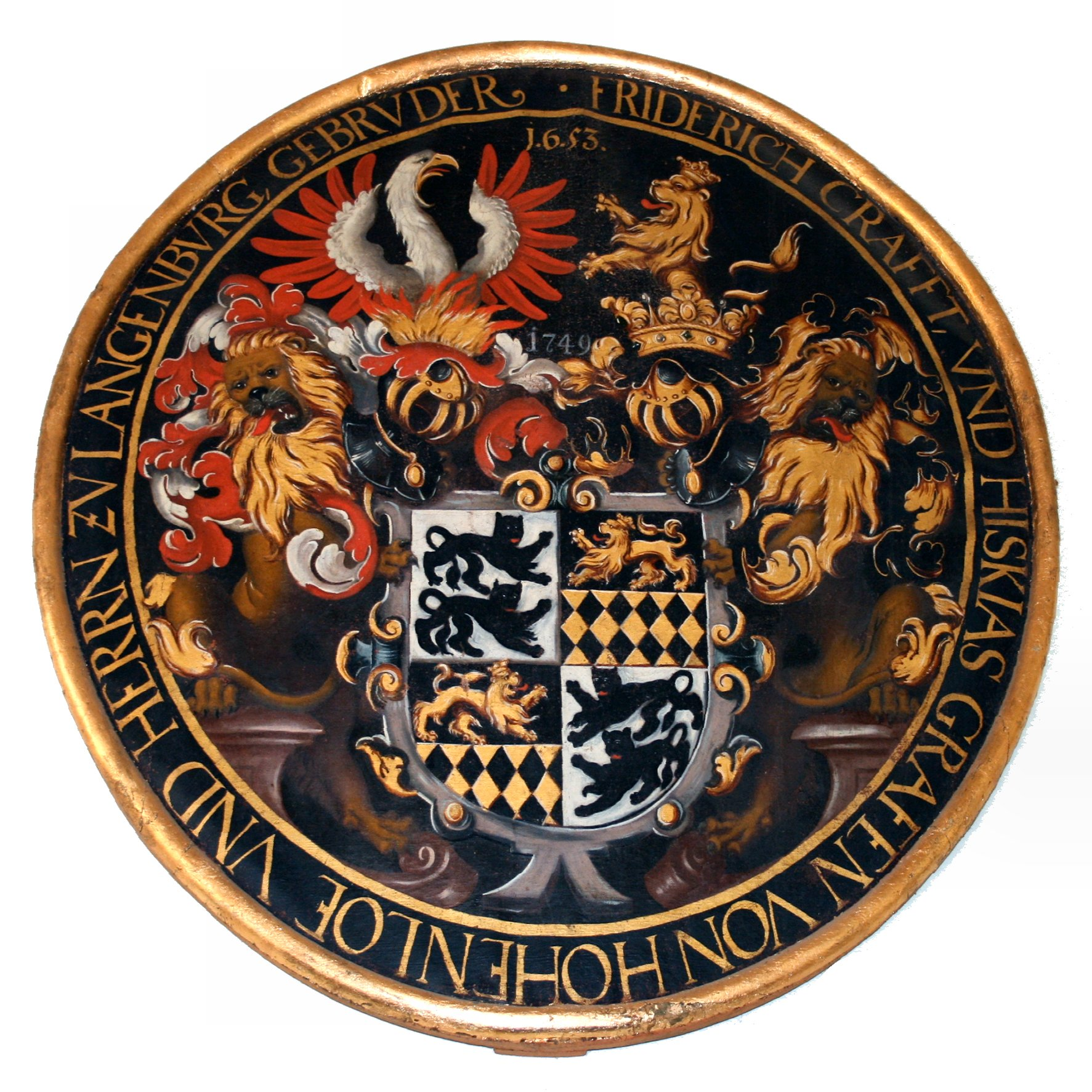
Wappen der Grafen zu Hohenlohe-Langenburg (1653)

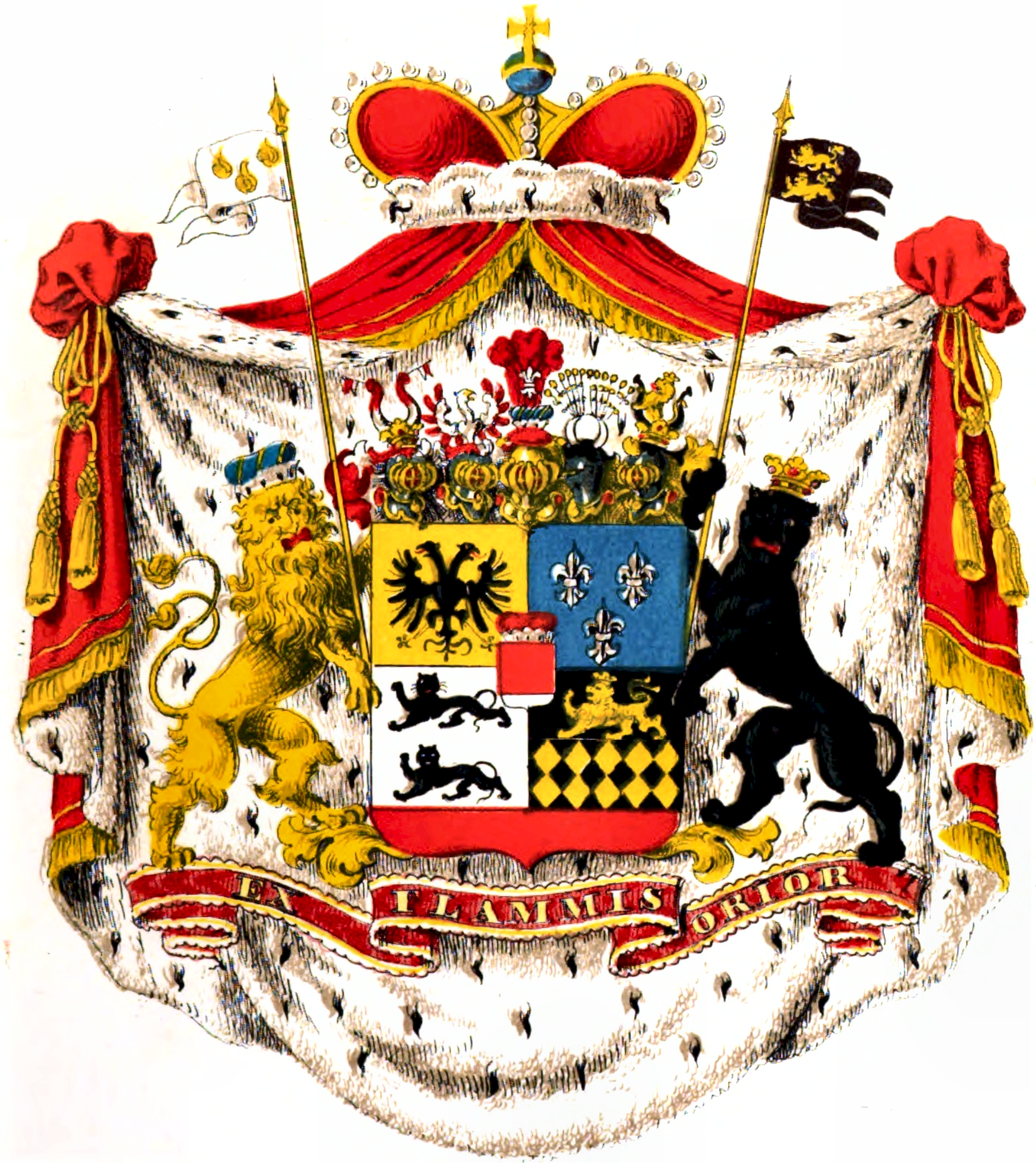
Wappen der Fürsten zu Hohenlohe-Langenburg 1764

    - 1610–1628 Graf Philipp Ernst von Hohenlohe-Neuenstein
    - 1628–1699 Graf Heinrich Friedrich von Hohenlohe-Langenburg und Gleichen
    - 1699 Erbteilung in Hohenlohe-Langenburg, Hohenlohe-Ingelfingen und Hohenlohe-Kirchberg
    - Grafen und Fürsten von Hohenlohe-Langenburg
      - 1699–1715 Graf Albrecht Wolfgang von Hohenlohe-Langenburg
      - 1715–1764 Graf Ludwig von Hohenlohe-Langenburg, am 7. Januar 1764 in den Fürstenstand erhoben
      - 1764–1765 Fürst Ludwig zu Hohenlohe-Langenburg (1696–1765)
      - 1765–1789 Fürst Christian Albrecht Ludwig zu Hohenlohe-Langenburg (1726–1789)
      - 1789–1825 Fürst Carl Ludwig zu Hohenlohe-Langenburg (1762–1825)
      - Chefs des Hauses Hohenlohe-Langenburg
      - 1825–1860 Fürst Ernst Christian Carl zu Hohenlohe-Langenburg (1794–1860)
      - 1860 Fürst Carl Ludwig zu Hohenlohe-Langenburg (1829–1907), Stammvater der Fürsten von Weikersheim, verzichtet 1860 auf seine Rechte im Haus Hohenlohe-Langenburg zugunsten seines jüngeren Bruders
      - 1860–1913 Fürst Hermann Ernst Franz Bernhard zu Hohenlohe-Langenburg (1832–1913)
      - 1913–1918 Fürst Ernst Wilhelm Friedrich Carl Maximilian zu Hohenlohe-Langenburg (1863–1950)
      - 1918–1950 Ernst Wilhelm Friedrich Carl Maximilian Fürst zu Hohenlohe-Langenburg (1863–1950)[17]
      - 1950–1960 Gottfried Hermann Alfred Paul Maximilian Viktor zu Hohenlohe-Langenburg (1897–1960)[18][19]
      - 1960–2004 Kraft Alexander Ernst Ludwig Georg Emich zu Hohenlohe-Langenburg (1935–2004)[20][19]
      - seit 2004 Philipp Gottfried Alexander zu Hohenlohe-Langenburg (* 1970)[21][19] (auf Schloss Langenburg)
      - Herzog von Medinaceli
      - Marco Prinz zu Hohenlohe-Langenburg (span. don Marco de Hohenlohe-Langenburg y Medina) (1962–2016), 19. Duque de Medinaceli, erbte den spanischen Titel über seine Mutter Ana de Medina y Fernández de Córdoba, Condesa de Ofalia, von deren Mutter Victoria Eugenia Fernández de Córdoba, 18. Duquesa de Medinaceli usw.
      - Victoria Elisabeth Prinzessin zu Hohenlohe-Langenburg (span. doña Victoria Elisabeth von Hohenlohe-Langenburg[22]) (* 1997), 20. Herzogin von Medinaceli etc., Chefin der casa de Medinaceli, zehnfache Grande de España; gilt als die Person mit den meisten Adelstiteln weltweit (insgesamt 43 Titel)[23] Neues Schloss Ingelfingen

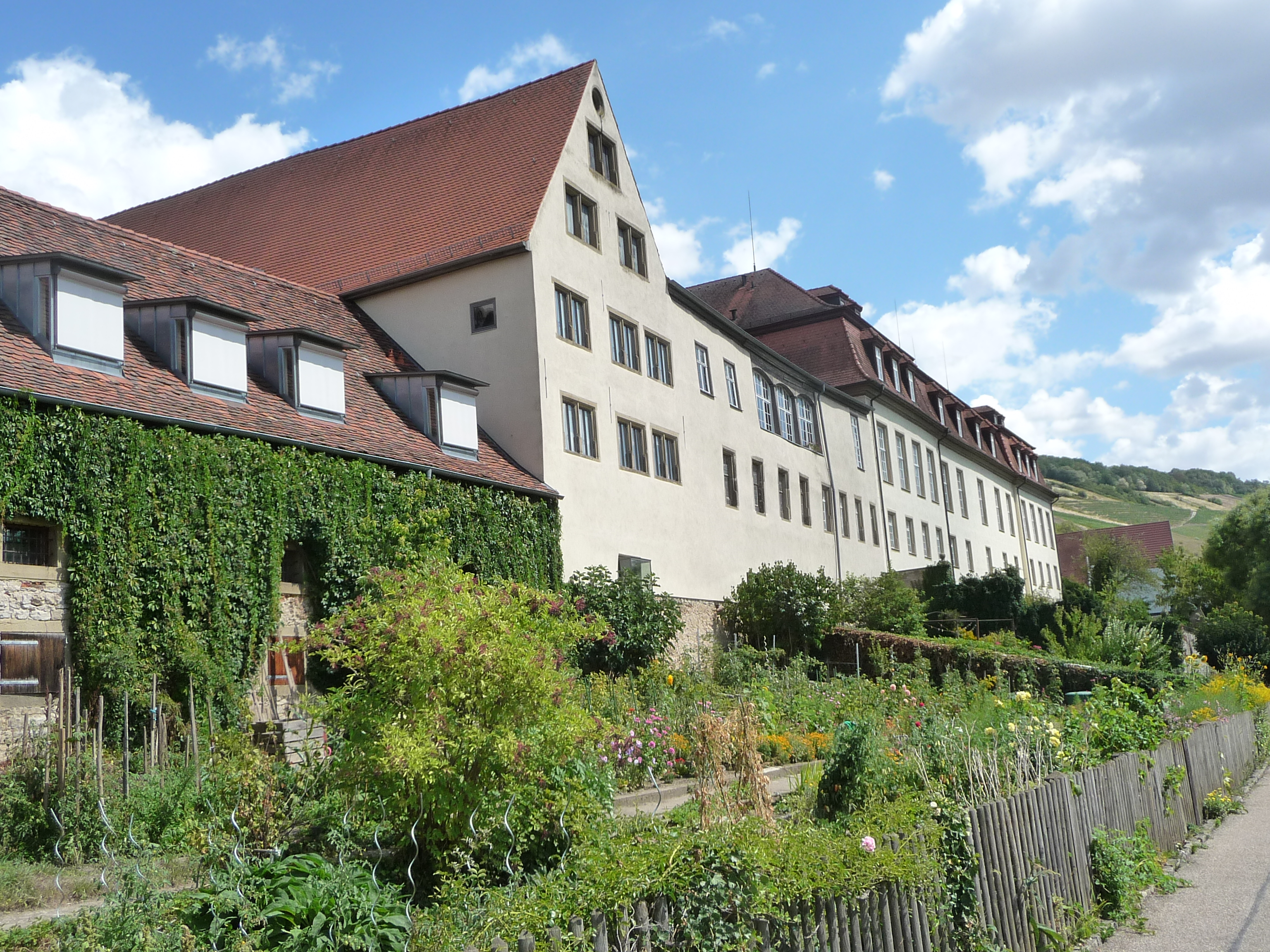
Neues Schloss Ingelfingen

      - Grafen und Fürsten, nach 1806 Prinzen zu Hohenlohe-Ingelfingen
      - 1699–1743 Graf Christian Kraft zu Hohenlohe-Ingelfingen
      - 1743–1781 Graf Philipp zu Hohenlohe-Ingelfingen, am 7. Januar 1764 in den Fürstenstand erhoben
      - 1764–1781 Fürst Philipp zu Hohenlohe-Ingelfingen
      - 1781–1796 Fürst Heinrich August zu Hohenlohe-Ingelfingen
      - 1796–1806 Fürst Friedrich Ludwig zu Hohenlohe-Ingelfingen (1806 zurückgetreten, † 1818), preußischer General
      - 1818–1873 Prinz Adolf zu Hohenlohe-Ingelfingen, deutscher Militär und Politiker
      - 1873–1892 Prinz Kraft Karl August zu Hohenlohe-Ingelfingen, preußischer General

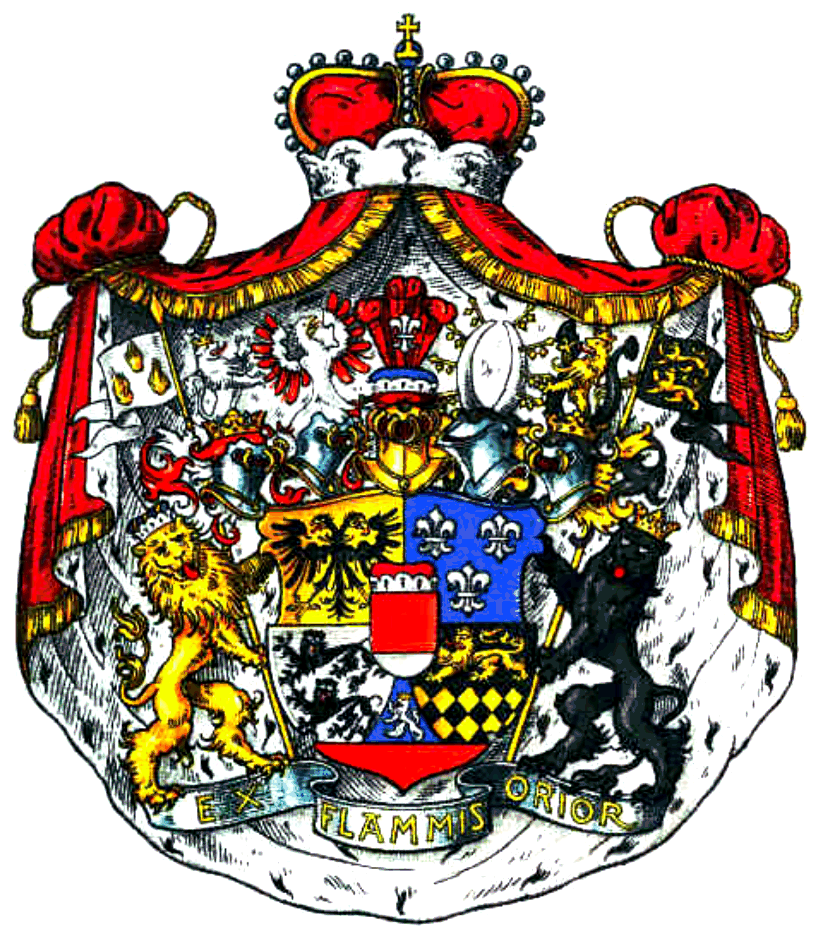
Wappen der Fürsten zu Hohenlohe-Oehringen und Herzöge von Ujest

      - Wappen der Fürsten zu Hohenlohe-Oehringen und Herzöge von UjestFürsten zu Hohenlohe-Oehringen (seit 1805)
      - 1805–1806 Fürst Friedrich Ludwig zu Hohenlohe-Ingelfingen
      - 1806–1849 Fürst August zu Hohenlohe-Öhringen (1784–1853), 1849 zurückgetreten.
      - 1849–1861 Fürst Hugo zu Hohenlohe-Öhringen, 1861 zum Herzog von Ujest erhoben.
      - Fürsten zu Hohenlohe-Oehringen und Herzöge von Ujest
      - 1861–1897 Fürst Hugo zu Hohenlohe-Öhringen, 1. Herzog von Ujest (1816–1897)
      - 1897–1918 Fürst Christian Kraft zu Hohenlohe-Öhringen, 2. Herzog von Ujest (1848–1926)
      - Chefs des Hauses Hohenlohe-Oehringen
      - 1918–1926 Christian Kraft Fürst zu Hohenlohe-Öhringen (1848–1926)
      - 1926–1945 Johann (Hans) zu Hohenlohe-Oehringen (1858–1945)[24][19]
      - 1945–1962 August zu Hohenlohe-Oehringen (1890–1962)[25][19]
      - 1962–2024 Kraft Hans Konrad zu Hohenlohe-Oehringen (1933–2024)[26][27][19] (auf Schloss Neuenstein)
      - seit 2024 Kraft Constantin Franz Emich zu Hohenlohe-Oehringen (1966–)
      - Grafen und Fürsten zu Hohenlohe-Kirchberg
      - 1699–1737 Graf Friedrich Eberhard zu Hohenlohe-Kirchberg
      - 1737–1767 Graf Karl August zu Hohenlohe-Kirchberg, 1764 zum Fürsten erhoben
      - 1764–1767 Fürst Karl August zu Hohenlohe-Kirchberg
      - 1767–1819 Fürst Christian Friedrich Karl zu Hohenlohe-Kirchberg
      - 1819–1836 Fürst Georg Ludwig Moritz zu Hohenlohe-Kirchberg
      - 1836–1861 Fürst Karl zu Hohenlohe-Kirchberg

### Waldenburger Linie
- Grafen von Hohenlohe-Waldenburg

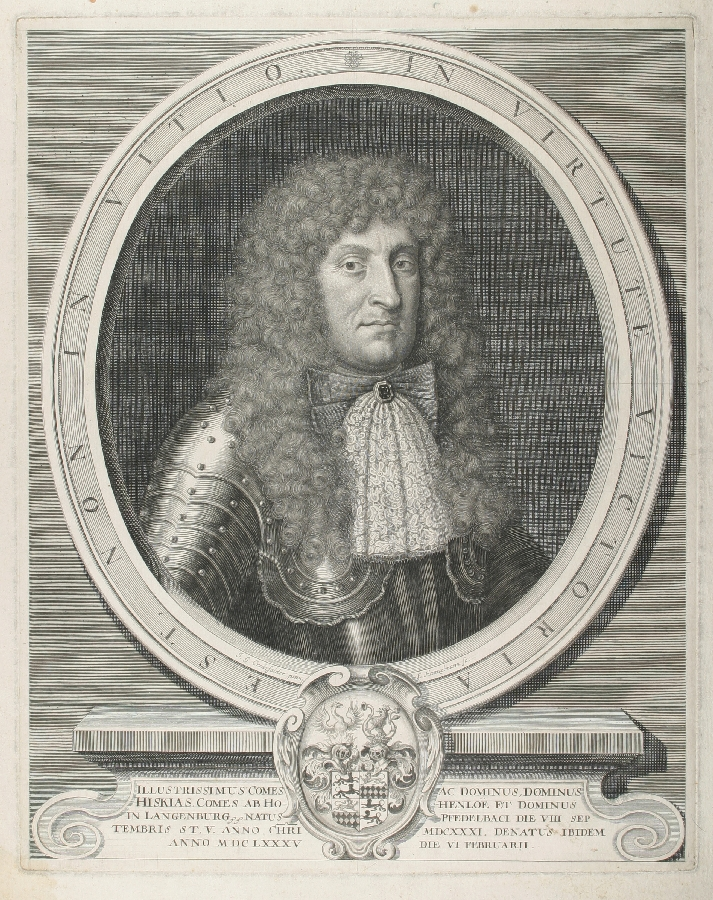
Hiskias Graf von Hohenlohe-Pfedelbach

- 1551–1570 Graf Eberhard von Hohenlohe in Waldenburg ⚭ Agathe von Tübingen
- 1570–1600 Graf Georg Friedrich I. von Hohenlohe-Waldenburg
- 1600–1615 Grafen Ludwig Eberhard, Philipp Heinrich und Georg Friedrich II. von Hohenlohe-Waldenburg gemeinsam
  - 1615 Erbteilung in Hohenlohe-Pfedelbach, Hohenlohe-Waldenburg und Hohenlohe-Schillingsfürst
  - Grafen von Hohenlohe-Pfedelbach
  - 1615–1650 Graf Ludwig Eberhard von Hohenlohe-Pfedelbach (* 19. Januar 1590; † 1650)
  - 1650–1681 Graf Friedrich Kraft von Hohenlohe-Pfedelbach (* 27. November 1623; † 7. April 1681)
  - 1681–1685 Hiskias Graf von Hohenlohe-Pfedelbach (* 8. September 1631; † 6. Februar 1685)
  - 1685–1728 Graf Ludwig Gottfried von Hohenlohe-Pfedelbach (* 6. Dezember 1668; † 18. September 1728) (Hohenlohe-Pfedelbach erlischt und geht an Hohenlohe-Bartenstein über)[28]
  - Grafen von Hohenlohe-Waldenburg
  - 1615–1644 Graf Philipp Heinrich zu Hohenlohe-Waldenburg
  - 1644–1658 Graf Wolfgang Friedrich zu Hohenlohe-Waldenburg
  - 1644–1679 Graf Philipp Gottfried zu Hohenlohe-Waldenburg
  - 1679 Erlöschen der Linie Hohenlohe-Waldenburg und Aufteilung zwischen den Linien Hohenlohe-Pfedelbach und Hohenlohe-Waldenburg-Schillingsfürst
  - Grafen zu Hohenlohe(-Waldenburg)-Schillingsfürst
  - 1615–1635 Graf Georg Friedrich II. zu Hohenlohe-Schillingsfürst
  - 1635–1675 Graf Christian zu Hohenlohe-Waldenburg-Bartenstein
  - 1635–1697 Graf Ludwig Gustav zu Hohenlohe-Waldenburg-Schillingsfürst
    - 1688 Erbteilung in Hohenlohe-Waldenburg-Bartenstein und Hohenlohe-Waldenburg-Schillingsfürst
    - Grafen und Fürsten zu Hohenlohe-Bartenstein (bis 1844)
    - 1675–1729 Philipp Karl zu Hohenlohe-Bartenstein, Reichskammerrichter in Wetzlar, wurde 1688 durch Losentscheid Herr der neu geschaffenen Grafschaft Bartenstein
    - 1729–1763 Graf Karl Philipp zu Hohenlohe-Waldenburg-Bartenstein (am 21. Mai 1744 für seine Verdienste für den Kaiser zum Fürsten erhoben), Reichskammerrichter in Wetzlar
      - Fürsten zu Hohenlohe-Bartenstein
      - 1763–1798 Fürst Ludwig Leopold zu Hohenlohe-Bartenstein († 1799, 1798 nach dem Tode seiner Frau zurückgetreten, danach Erbteilung in Hohenlohe-Bartenstein und Hohenlohe-Jagstberg)
      - 1798–1806 Fürst Ludwig Aloys zu Hohenlohe-Waldenburg-Bartenstein, übergab 1806 Regierung an seinen Sohn, wurde 1823 Marschall von Frankreich, † 1829
      - 1806–1844 Fürst Karl August zu Hohenlohe-Waldenburg-Bartenstein (die Linie erlischt mit seinem Tod und fällt wieder mit Hohenlohe-Jagstberg zusammen)
      - Fürsten zu Hohenlohe-Jagstberg (seit 1844 Hohenlohe-Bartenstein und Jagstberg) 
      - 1798–1833 Fürst Karl zu Hohenlohe-Jagstberg
      - 1833–1850 Fürst Ludwig Albrecht Konstantin zu Hohenlohe-Jagstberg (seit 1844 Fürst zu Hohenlohe-Bartenstein und Jagstberg)
      - 1850–1877 Fürst Karl Ludwig Konstantin zu Hohenlohe-Bartenstein
      - 1850–1898 Fürst Albert Vicenz Ernst Leopold Clemens zu Hohenlohe-Bartenstein-Jagstberg, Chef der Sekundogenitur Hohenlohe-Bartenstein-Jagstberg
      - 1877–1918 Fürst Johannes Friedrich zu Hohenlohe-Bartenstein (und Jagstberg, seit 1898 nach dem Tod seines kinderlosen Onkels Albert, Fürst von Hohenlohe-Jagstberg)
        - Chefs des Hauses Hohenlohe-Bartenstein und Jagstberg (ab 1918)
        - 1918–1921 Johannes Friedrich Fürst zu Hohenlohe-Bartenstein und Jagstberg[29]
          - Chefs des Hauses Hohenlohe-Bartenstein
          - 1921–1950 Karl zu Hohenlohe-Bartenstein[30][19]
          - 1950–2019 Ferdinand Michael zu Hohenlohe-Bartenstein[31][19]
          - seit 2019 Maximilian zu Hohenlohe-Bartenstein[32] (auf Schloss Bartenstein)
          - Chefs des Hauses Hohenlohe-Jagstberg
          - 1921–1996 Albrecht zu Hohenlohe-Jagstberg[33][19]
          - 1996–2020 Johannes zu Hohenlohe-Jagstberg[34][35][19]
          - seit 2020 Isabelle ('Minzi') zu Hohenlohe-Jagstberg[34] (auf Schloss Haltenbergstetten in Niederstetten)

    - Grafen und Fürsten zu Hohenlohe-Waldenburg-Schillingsfürst
    - 1697–1759 Graf Philipp Ernst zu Hohenlohe-Waldenburg-Schillingsfürst, am 21. Mai 1744 zum Fürsten zu Hohenlohe-Waldenburg-Schillingsfürst erhoben
    - 1759–1793 Fürst Karl Albrecht I. zu Hohenlohe-Waldenburg-Schillingsfürst (* 1719; † 1793)
    - 1793–1796 Fürst Karl Albrecht II. zu Hohenlohe-Waldenburg-Schillingsfürst (* 1742; † 1796)
    - 1796–1839 Fürst Karl Albrecht III. zu Hohenlohe-Waldenburg-Schillingsfürst (* 1776, zurückgetreten 1839, † 1843)
      - 1807 Erbteilung in Hohenlohe-Waldenburg-Schillingsfürst (württembergische Linie) und Hohenlohe-Schillingsfürst-Schillingsfürst (bayerische Linie)
      - Fürsten zu Hohenlohe-Waldenburg-Schillingsfürst (im Königreich Württemberg)
      - 1839–1884 Fürst Friedrich Karl I. Joseph zu Hohenlohe-Waldenburg-Schillingsfürst
      - 1884–1886 Fürst Nikolaus zu Hohenlohe-Waldenburg-Schillingsfürst
      - 1886–1918 Fürst Friedrich Karl II. zu Hohenlohe-Waldenburg-Schillingsfürst
        - Chefs des Hauses Hohenlohe-Waldenburg-Schillingsfürst
        - 1918–1924 Friedrich Karl (II.) Fürst zu Hohenlohe-Waldenburg-Schillingsfürst
        - 1924–1982 Friedrich Karl III. zu Hohenlohe-Waldenburg-Schillingsfürst[19]
        - 1982–2017 Friedrich Karl IV. zu Hohenlohe-Waldenburg-Schillingsfürst[19][36]
        - seit 2017 Felix zu Hohenlohe-Waldenburg-Schillingsfürst[37] (auf Schloss Waldenburg)

      - Fürsten zu Hohenlohe-Schillingsfürst (im Königreich Bayern)
      - 1807–1841 Franz Joseph Fürst zu Hohenlohe-Schillingsfürst
      - 1841–1845 Philipp Ernst Fürst zu Hohenlohe-Schillingsfürst
      - 1845–1901 Chlodwig Fürst zu Hohenlohe-Schillingsfürst, Reichskanzler
      - 1901–1915 Philipp Ernst Fürst zu Hohenlohe-Schillingsfürst
      - 1915–1918 Moritz Fürst zu Hohenlohe-Schillingsfürst
        - Chefs des Hauses Hohenlohe-Schillingsfürst
        - 1918–1940 Moritz Fürst zu Hohenlohe-Schillingsfürst
        - 1940–1970 Franz Josef zu Hohenlohe-Schillingsfürst[19]
        - 1970–2005 Karl-Albrecht zu Hohenlohe-Schillingsfürst[19][38]
        - seit 2005 Constantin zu Hohenlohe-Schillingsfürst[39] (auf Schloss Schillingsfürst)

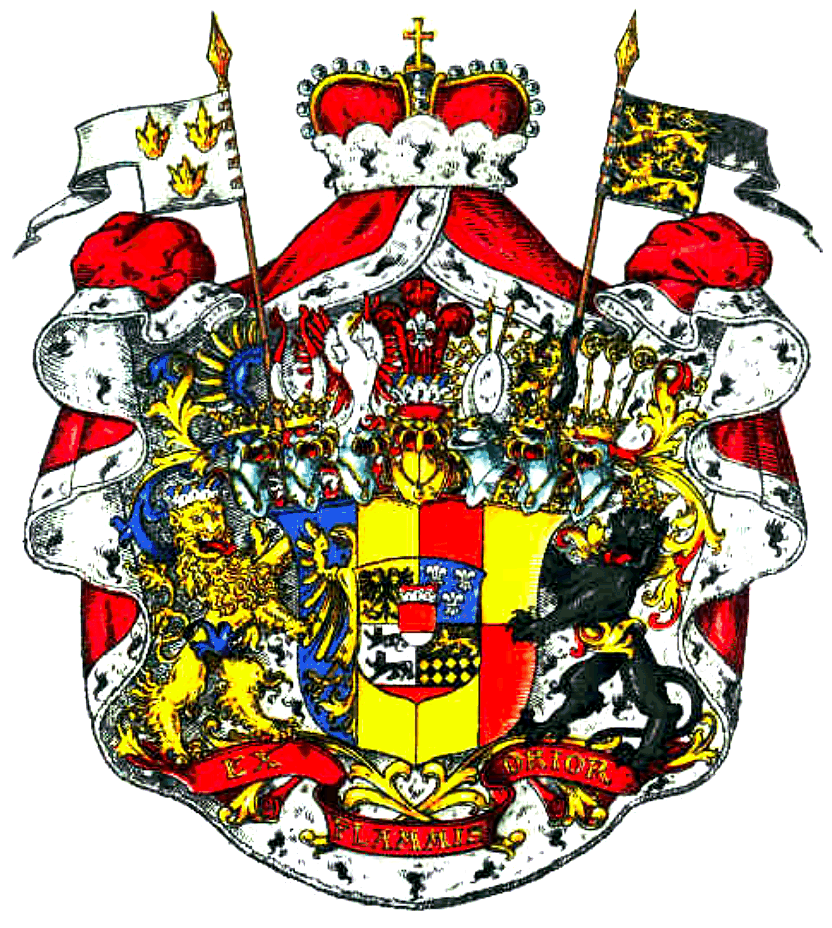
Wappen des Herzogs von Ratibor und Fürsts von Corvey, Prinz zu Hohenlohe-Waldenburg-Schillingsfürst

### Herzöge von Ratibor und Fürsten von Corvey
siehe Herzogtum Ratibor
Aus dem königlich preußischen Kammergut zu Ratibor in Oberschlesien, das um (1810) als säkularisiertes Kirchengut erweitert wurde, ging die Herrschaft Ratibor hervor, die 1812 vom Kurprinzen von Hessen-Kassel erworben wurde. 1820 wurde die Herrschaft Ratibor zum Mediatfürstentum erhoben, das der Landgraf Viktor Amadeus von Hessen-Rotenburg (1779–1834) zusammen mit dem Kloster Corvey in Westfalen als Ersatz für an Frankreich abgetretene Gebiete links des Rheins bekam. Der kinderlose Landgraf hatte beschlossen, seinen Besitz – Ratibor in Schlesien, Corvey in Westfalen und Treffurt im Regierungsbezirk Erfurt – den beiden ältesten Söhnen seines Schwagers, des Fürsten Franz-Joseph zu Hohenlohe-Schillingsfürst (1787–1841), zu vererben. In einem Erbvertrag hatten dessen drei Söhne den Nachlass des Vaters und des Onkels so aufgeteilt, dass der Älteste, Erbprinz Viktor, die Herrschaft Ratibor, Chlodwig (der spätere Reichskanzler) die Herrschaft Corvey und Philipp Ernst die Herrschaft Schillingsfürst bekam. 1840 erhielt Viktor, der im säkularisierten Kloster Rauden residierte, vom König von Preußen den erblichen Titel Herzog von Ratibor. Als 1845 Philipp Ernst ohne männlichen Nachkommen verstarb, trat Chlodwig seinem Bruder Viktor die Herrschaft Corvey ab und übernahm dafür das väterliche Stammhaus Schillingsfürst mit dem Fürstentitel. 1894 erbte die Ehefrau des Herzogs Viktor II. Amadeus von Ratibor, eine geborene Gräfin Breuner, die niederösterreichischen Besitzungen ihrer im Mannesstamm erloschenen Familie, Grafenegg, Neuaigen und Asparn, die sich, zusammen mit Corvey, noch im Besitz der herzoglichen Familie befinden.
- Victor I. Herzog von Ratibor (seit 1840), 1. Fürst von Corvey, Fürst zu Hohenlohe-Schillingsfürst (1818–1893), deutscher Standesherr und Politiker
  - Victor II. Amadeus Herzog von Ratibor, 2. Fürst von Corvey, Prinz zu Hohenlohe-Schillingsfürst (1847–1923), deutscher Standesherr und preußischer Politiker
    - Victor III. Herzog von Ratibor, 3. Fürst von Corvey, Prinz zu Hohenlohe-Schillingsfürst-Breuner-Enkevoirth (1879–1945), Gutsbesitzer, Land- und Forstwirt
      - Franz Albrecht Metternich-Sándor (1920–2009), Land- und Forstwirt; (adelshistorisch: 4. Herzog von Ratibor, 4. Fürst von Corvey, Prinz zu Hohenlohe-Schillingsfürst)
        - Viktor Herzog von Ratibor (* 1964), Land- und Forstwirt; (adelshistorisch: Viktor V., 5. Herzog von Ratibor, 5. Fürst von Corvey, Prinz zu Hohenlohe-Schillingsfürst-Breunner-Enkevoirth)

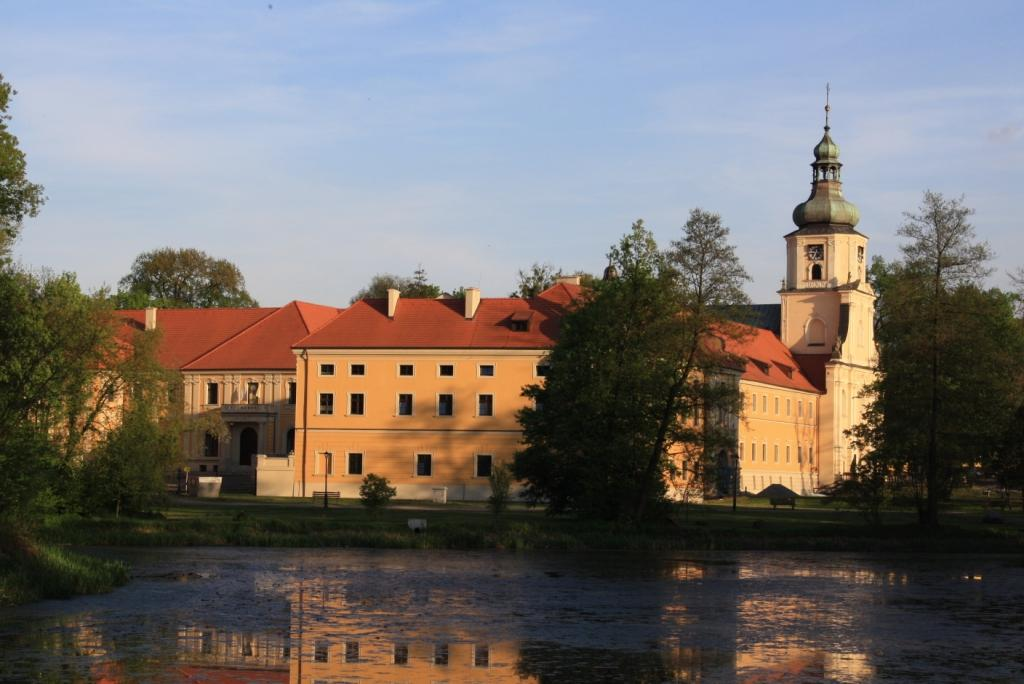
Schloss (ehemaliges Kloster) Rauden bei Ratibor, Oberschlesien
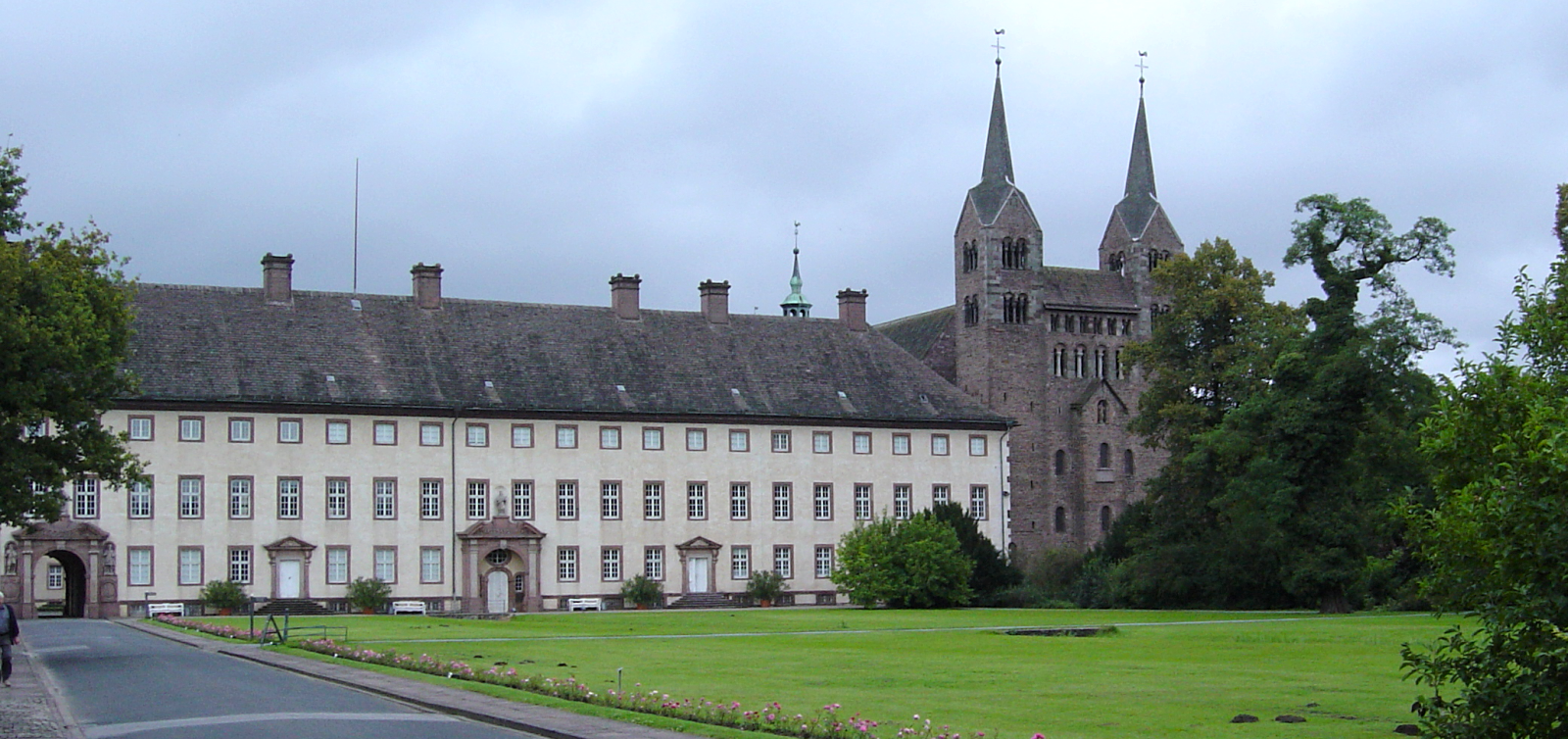
Schloss (frühere Abtei) Corvey, Ostwestfalen
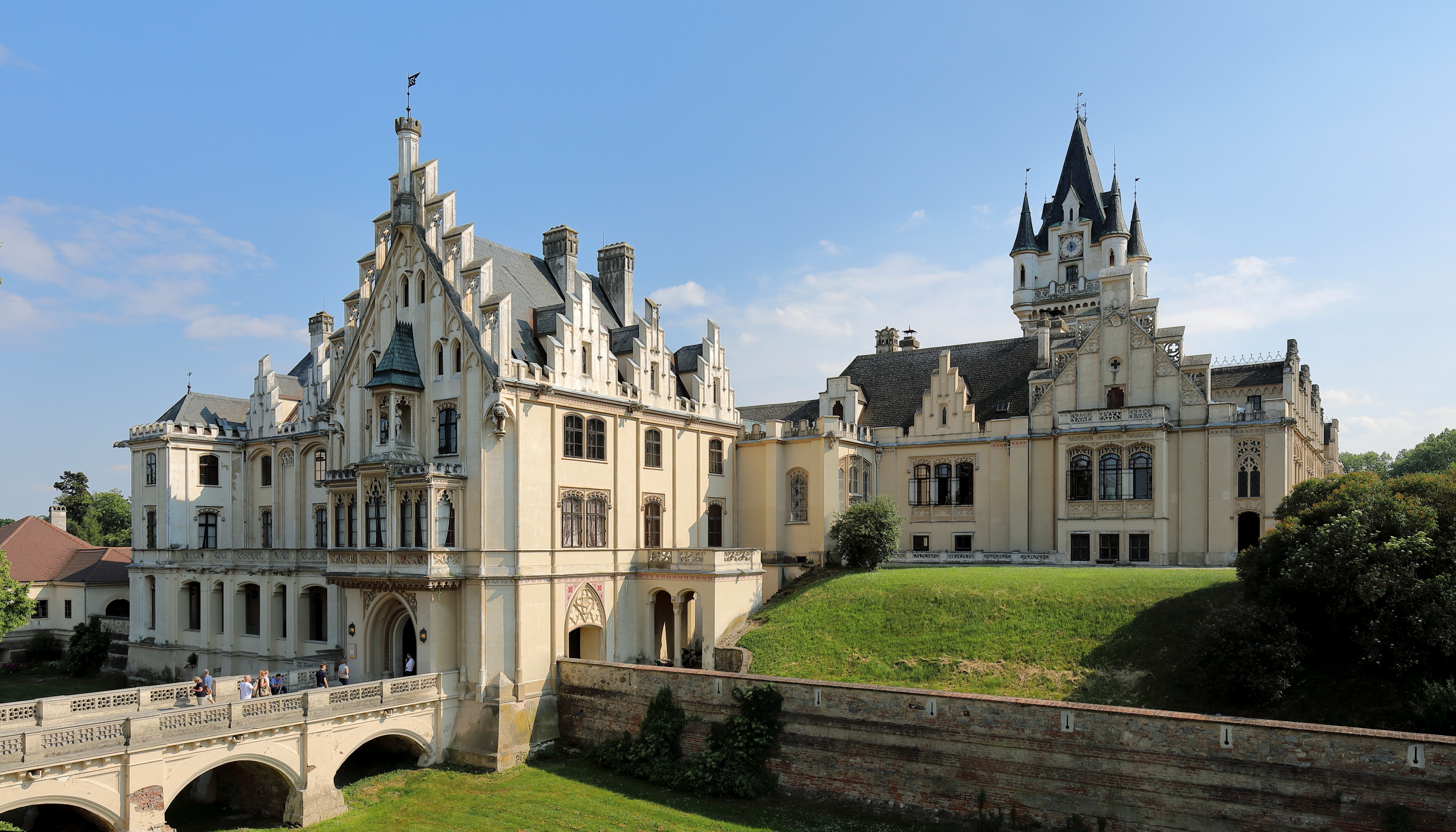
Schloss Grafenegg, Niederösterreich
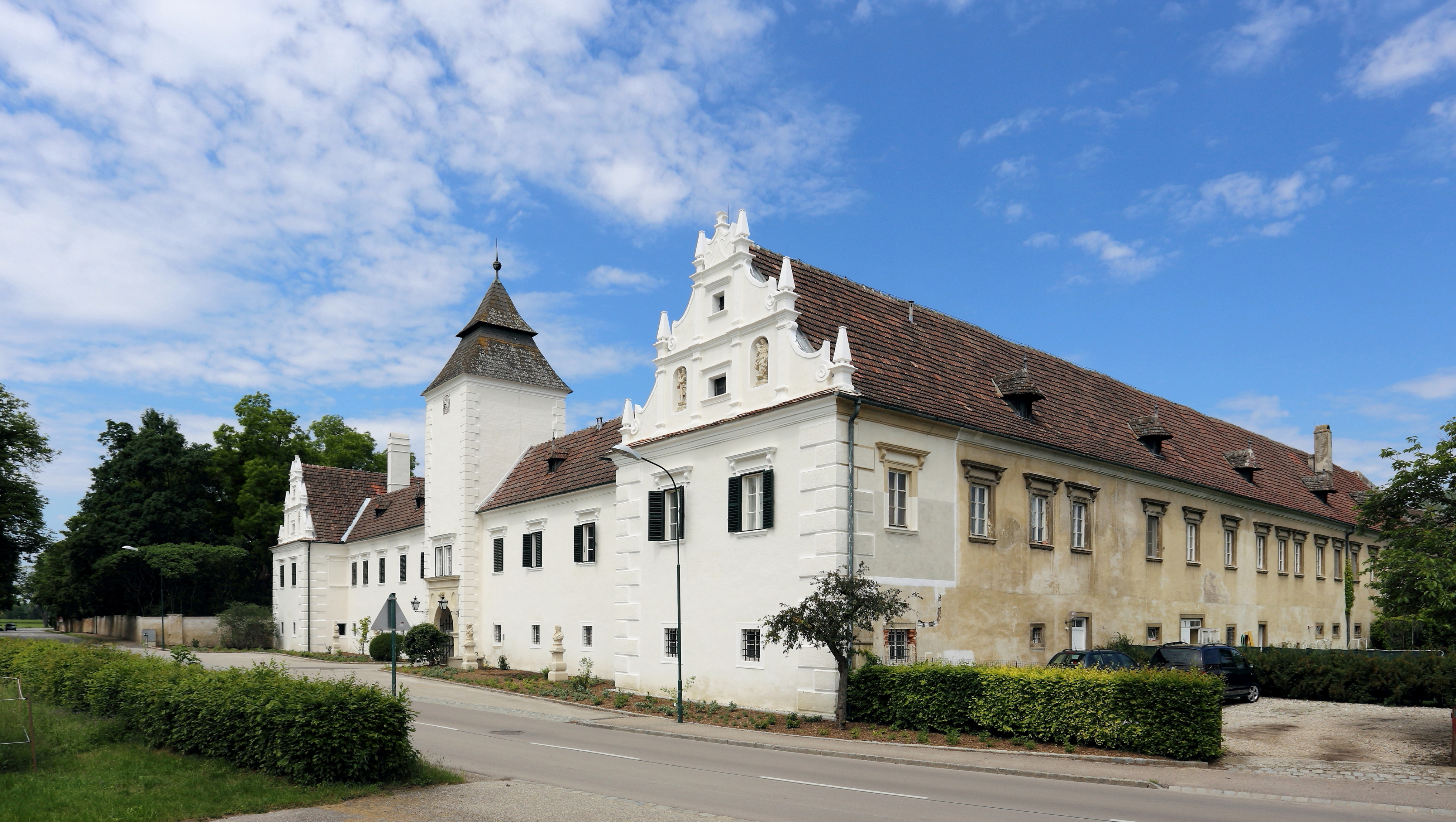
Schloss Neuaigen, Niederösterreich

### Herzogin von Medinaceli
Der spanische Titel Herzog von Medinaceli kam auf dem Erbweg an einen Seitenzweig der Linie Hohenlohe-Langenburg. Gegenwärtig hält die 20. Herzogin, Prinzessin Victoria zu Hohenlohe-Langenburg, mit 43 Adelstiteln nicht nur die meisten Adelstitel der Welt, sondern mit 10 grandezas auch die höchste Anzahl an Grandenwürden im Königreich Spanien.

## Bedeutende und sonstige Namensträger der Familie

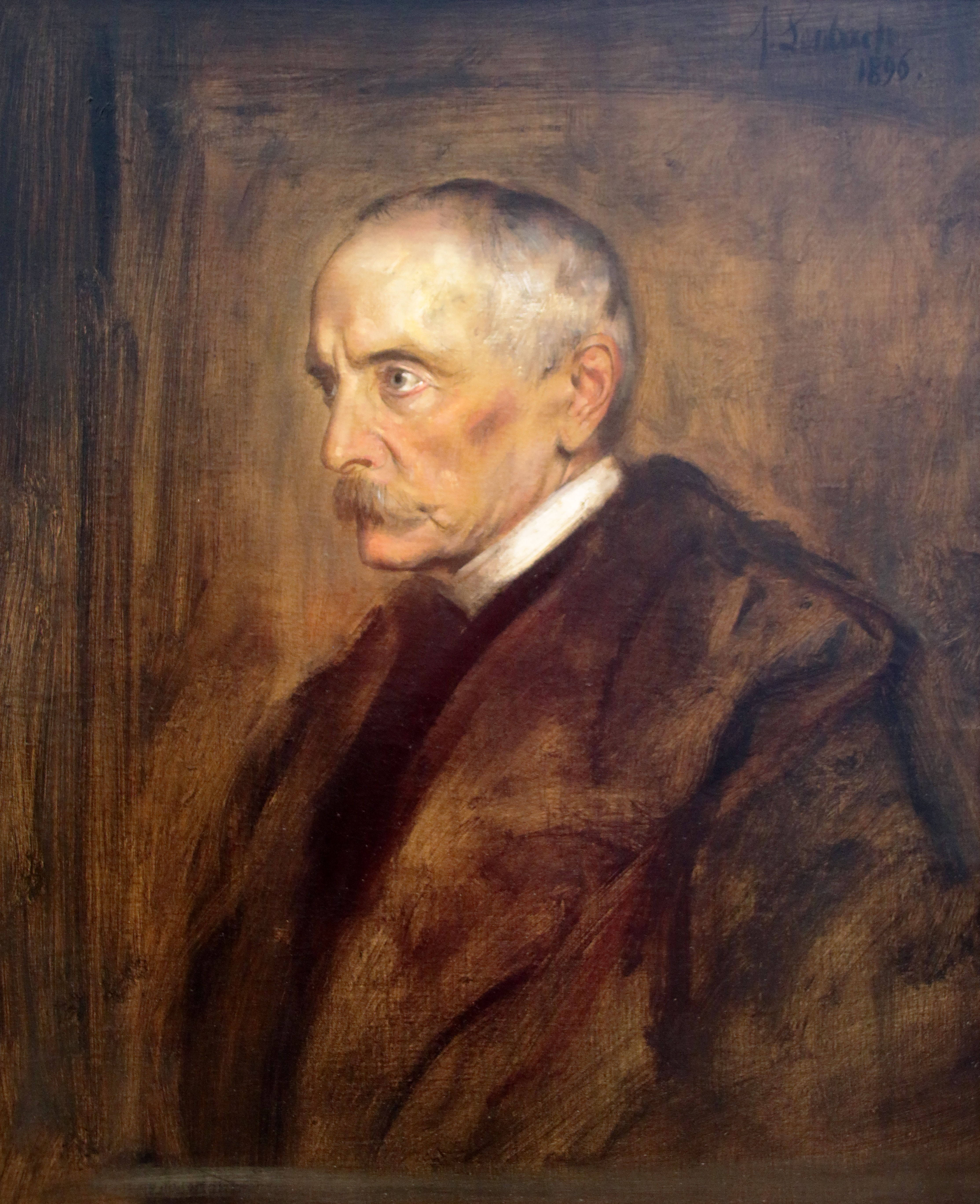
Fürst Chlodwig zu Hohenlohe-Schillingsfürst (1819–1901), 1894–1900 Reichskanzler und preußischer Ministerpräsident

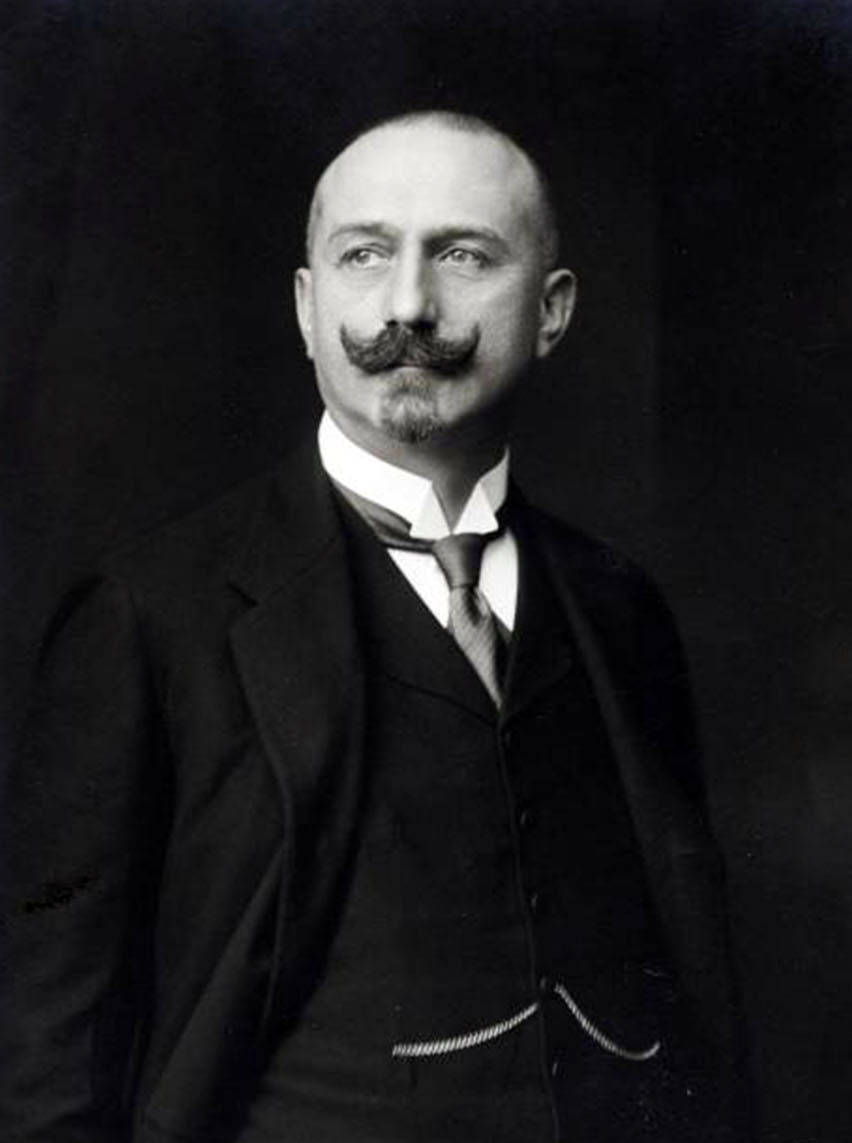
Prinz Konrad zu Hohenlohe-Schillingsfürst (1863–1918), Neffe Fürst Chlodwigs, 1906 österreichischer Ministerpräsident

- Heinrich von Hohenlohe (um 1200–1249), Hochmeister des Deutschen Ordens
- Gottfried von Hohenlohe (1265–1309), Hochmeister des Deutschen Ordens
- Gottfried III. von Hohenlohe († 1322), Bischof von Würzburg
- Albrecht II. von Hohenlohe († 1372), Bischof von Würzburg
- Friedrich I. von Hohenlohe († 1352), Fürstbischof von Bamberg
- Georg von Hohenlohe (um 1350–1423), Fürstbischof von Passau
- Johannes von Hohenlohe (um 1370–1412), Ritter
- Wolfgang Julius von Hohenlohe-Neuenstein (1622–1698), Generalfeldmarschall
- Christian von Hohenlohe-Waldenburg-Bartenstein (1627–1675), bayerischer Statthalter in Neumarkt
- Eleonore Klara von Hohenlohe-Neuenstein (1632–1709), Gräfin von Nassau-Saarbrücken
- Karl August zu Hohenlohe-Kirchberg (1707–1767), Landesherr des Fürstentums Hohenlohe-Kirchberg
- Friedrich Wilhelm zu Hohenlohe-Kirchberg (1732–1796), österreichischer Feldzeugmeister
- Friedrich Eberhard zu Hohenlohe-Kirchberg (1737–1804), württembergischer Oberstleutnant
- Joseph Christian Franz zu Hohenlohe-Waldenburg-Bartenstein (1740–1817), Fürstbischof von Breslau
- Franz Karl Joseph zu Hohenlohe-Waldenburg-Schillingsfürst (1745–1819), Weihbischof und Bischof von Augsburg
- Friedrich Ernst zu Hohenlohe-Langenburg (1750–1794), holländischer Offizier, Stammvater der böhmischen Seitenlinie des Hauses Hohenlohe-Langenburg
- Friedrich Karl zu Hohenlohe-Kirchberg (1751–1791), Offizier und Maler
- Friedrich Karl Wilhelm von Hohenlohe-Ingelfingen (1752–1815), kaiserlicher Feldmarschall-Leutnant, Ritter des Maria Theresien-Ordens, Fürst von Hohenlohe-Ingelfingen
- Christiane Louise zu Hohenlohe-Kirchberg (1754–1815), Porträtmalerin und Kunstsammlerin
- Georg Friedrich Heinrich von Hohenlohe-Ingelfingen (1757–1803), preußischer Generalmajor, Chef des Infanterie-Regiments Nr. 31
- Louise Eleonore zu Hohenlohe-Langenburg (1763–1837), Herzogin von Sachsen-Meiningen
- Gustav Prinz zu Hohenlohe-Langenburg (1777–1866), österreichischer Feldzeugmeister
- Heinrich zu Hohenlohe-Kirchberg (1788–1859), württembergischer Generalleutnant
- Alexander zu Hohenlohe-Waldenburg-Schillingsfürst (Prinz Leopold Alexander Franz Emmerich zu Hohenlohe-Waldenburg-Schillingsfürst; 1794–1849), katholischer Geistlicher und Wunderheiler, Titularbischof von Sardika und Abt von St. Michael in Gaborjan
- Gustav Prinz zu Hohenlohe-Langenburg (1806–1861), österreichischer Feldmarschallleutnant
- Friedrich Karl I. zu Hohenlohe-Waldenburg-Schillingsfürst (1814–1884), Fürst der Standesherrschaft Hohenlohe-Waldenburg-Schillingsfürst, Heraldiker und Sphragistiker
- Katharina zu Hohenlohe-Waldenburg-Schillingsfürst (1817–1893), deutsche Adlige, Stifterin von Kloster Beuron
- Felix zu Hohenlohe-Öhringen (1818–1900), württembergischer Offizier sowie Förderer von Handel und Industrie
- Chlodwig zu Hohenlohe-Schillingsfürst (1819–1901), Reichskanzler des Deutschen Kaiserreiches und preußischer Ministerpräsident, Bruder von Viktor I. Herzog von Ratibor
- Carl zu Hohenlohe-Ingelfingen (1820–1890), deutscher Beamter und Politiker, MdR
- Ludwig zu Hohenlohe-Langenburg (Oberst) (1823–1866), österreichischer Offizier und böhmischer Magnat
- Gustav Adolf zu Hohenlohe-Schillingsfürst (1823–1896), Bruder von Chlodwig, Kardinal, 1879–1884 Bischof von Albano
- Friedrich Wilhelm zu Hohenlohe-Ingelfingen (1826–1895), preußischer General der Kavallerie und Erbherr auf Koschentin
- Kraft zu Hohenlohe-Ingelfingen (1827–1892), preußischer General der Artillerie
- Konstantin zu Hohenlohe-Schillingsfürst (1828–1896), Bruder von Chlodwig, österreichischer Erster Obersthofmeister und General der Kavallerie in Wien ⚭ Marie zu Sayn-Wittgenstein
- Adelheid zu Hohenlohe-Langenburg (1835–1900), Herzogin von Schleswig-Holstein-Sonderburg-Augustenburg
- Feodora zu Hohenlohe-Langenburg (1839–1872), Herzogin von Sachsen-Meiningen
- Friedrich Karl II. zu Hohenlohe-Waldenburg-Schillingsfürst (1846–1924), deutscher Adliger und Standesherr
- Max von Ratibor und Corvey (1856–1924), deutscher Diplomat
- Gottfried zu Hohenlohe-Langenburg (böhmischer Magnat) (1860–1933), Magnat der katholischen Seitenlinie des Fürstenhauses Hohenlohe in Böhmen
- Karl Prinz von Ratibor und Corvey (1860–1931), deutscher Politiker
- Alexander zu Hohenlohe-Schillingsfürst (1862–1924), Sohn von Chlodwig, Reichstagsabgeordneter, Publizist
- Konrad zu Hohenlohe-Schillingsfürst (1863–1918), Sohn von Konstantin, Politiker, 1906 Ministerpräsident von Österreich-Ungarn
- Philipp zu Hohenlohe-Schillingsfürst (1864–1942), österreichischer Universitätsprofessor (Kirchenrecht) und Ordenspriester (OSB)
- Gottfried zu Hohenlohe-Schillingsfürst (1867–1932), Sohn von Konstantin, Botschafter Österreich-Ungarns in Berlin 1914–1918
- Friedrich Franz zu Hohenlohe-Waldenburg-Schillingsfürst (1879–1958), deutsch-ungarischer Aristokrat
- Karl Gottfried zu Hohenlohe-Ingelfingen (1879–1960), deutscher Rittergutsbesitzer, Standesherr und Parlamentarier
- Stéphanie zu Hohenlohe-Waldenburg-Schillingsfürst (1891–1972), deutsche Spionin, Gemahlin von Friedrich Franz
- Constantin Prinz zu Hohenlohe-Langenburg (1893–1973), Maler, Denkmalpfleger, Gründer der Museen in Neuenstein und Weikersheim
- Franz Josef zu Hohenlohe-Schillingsfürst (1894–1970), Genealoge
- Max Egon zu Hohenlohe-Langenburg (1897–1968), Diplomat
- Franziska zu Hohenlohe-Waldenburg-Schillingsfürst (1897–1989), Schwägerin des letzten Kaisers von Österreich
- Max Karl zu Hohenlohe-Langenburg (1901–1943), Künstler und Publizist, Verfolgter des NS-Regimes
- Kraft-Alexander zu Hohenlohe-Oehringen (1925–2006), Schauspieler, Regisseur, Theaterintendant
- Alfonso Prinz zu Hohenlohe-Langenburg (1924–2003), Begründer des Marbella-Clubs
- Friedrich Karl zu Hohenlohe-Waldenburg-Schillingsfürst (1933–2017), deutscher Forstmann, Künstler, Unternehmer und Historiker
- Hubertus Prinz zu Hohenlohe-Langenburg (* 1959), Skirennläufer
- Karl Hohenlohe, auch Karl Albrecht Hohenlohe-Schillingsfürst (* 1960), österreichischer Journalist und Medienunternehmer

### Gesamtdarstellungen
- Constantin von Wurzbach: Hohenlohe, altes Herrengeschlecht in Franken. In: Biographisches Lexikon des Kaiserthums Oesterreich. 9. Theil. Kaiserlich-königliche Hof- und Staatsdruckerei, Wien 1863, S. 200 f. (Digitalisat).
- Karl Schumm: Hohenlohe, zu.. In: Neue Deutsche Biographie (NDB). Band 9, Duncker & Humblot, Berlin 1972, ISBN 3-428-00190-7, S. 484 f. (Digitalisat).
- Adolf Fischer: Geschichte des Hauses Hohenlohe. Nachdruck der drei Bände von 1866, 1868 und 1871. Herausgegeben vom historischen Verein für Württembergisch Franken, Schwäbisch Hall, Hohenloher Druck- und Verlagshaus Gerabronn 1991, ISBN 3-87354-195-5
- Gerhard Taddey: Hohenlohe. In: Handbuch der baden-württembergischen Geschichte / im Auftrag der Kommission für Geschichtliche Landeskunde in Baden-Württemberg, Redaktion: Michael Klein, Band 2, Verlag Klett-Cotta, Stuttgart 1995, ISBN 3-608-91466-8, S. 379–388

### Stammtafeln
- Gerhard Taddey: Das Haus Hohenlohe. In: Handbuch der baden-württembergischen Geschichte / im Auftrag der Kommission für Geschichtliche Landeskunde in Baden-Württemberg, Redaktion: Martin Furtwängler und Michael Klein, Band 5, Verlag Klett-Cotta, Stuttgart 2007, ISBN 978-3-608-91371-2, S. 401–411

### Spezialthemen
- Johann Brandmüller: Historisches und geographisches Lexikon. Band II, 1726.
- Johann Justus Herwig: Entwurf einer genealogischen Geschichte des Hohen Hauses Hohenlohe. Kgl. Geh. Ober-Hofbuchdruckerei, Berlin 1873, Digitalisat.
- Arkadiusz Kuzio-Podrucki, Hohenlohe – w Europie, na Śląsku, w Katowicach, Tarnowskie Góry 2012, ISBN 978-83-923733-4-6 (polnisch).
- Hans Konrad Schenk: Hohenlohe – vom Reichsfürstentum zur Standesherrschaft. Swiridoff-Verlag, Künzelsau 2006, ISBN 3-89929-080-1.
- Günter Tiggesbäumker: Viktor I. Herzog von Ratibor und Fürst von Corvey, Prinz zu Hohenlohe-Schillingsfürst (1818–1893). In: Westfälische Zeitschrift, 144, 1994, S. 266–280.
- Günter Tiggesbäumker: Von Franken nach Westfalen und Schlesien. Der Erbprinz von Hohenlohe-Schillingsfürst wird erster Herzog von Ratibor und Fürst von Corvey. In: Frankenland 3/2003, S. 207–212.
- Günter Tiggesbäumker: Von Schillingsfürst nach Corvey und Höxter. Zur Geschichte der Herzoglichen Familie Ratibor und Corvey. In: Die Warte, Nr. 136, 2007, S. 13–18.
- Günter Tiggesbäumker: Die Familie Hohenlohe-Schillingsfürst in Höxter und Corvey. Zur Geschichte des Herzoglichen Hauses Ratibor und Corvey. In: Frankenland 60 (1) 2008, S. 26–34.
- Günter Tiggesbäumker: Das Herzogliche Haus Ratibor und Corvey. 6. völlig neu überarbeitete und erweiterte Auflage. Werl 2011 (Deutsche Fürstenhäuser. Band 5).
- Pfedelbach 1037–1987. Aus Geschichte und Gegenwart. Hrsg. von der Gemeinde Pfedelbach. Thorbecke, Sigmaringen 1987, ISBN 3-921429-30-7, ISBN 3-7995-7630-4 (Forschungen aus Württembergisch-Franken. Band 30).
- Alma Hannig, Martina Winkelhofer-Thyri (Hrsg.): Die Familie Hohenlohe. Eine europäische Dynastie im 19. und 20. Jahrhundert, Verlag Böhlau, Köln 2013, ISBN 978-3-412-22201-7.
- Kunstschätze aus Hohenlohe, Landesmuseum Württemberg, Stuttgart 2015, ISBN 978-3-88294-470-9
- Wolfgang Hartmann: Grafensitze – Königsburg – Deutschordensschloss. Die unbekannte Burgengeschichte von Bad Mergentheim. Plexus Verlag, Amorbach 2019, ISBN 978-3-937996-69-1.